# Bunuri mobile din domeniul carte veche și manuscris clasate în patrimoniul cultural național al României aflate în județul Iași
Acestă listă conține bunurile mobile din domeniul carte veche și manuscris clasate în Patrimoniul cultural național al României aflate la momentul clasării în județul Iași.

## Fond
| Foto | Informații generale | Detalii tehnice | Descriere | Deținător                               | Legături |
| ---- | --- | --- | --- | --------------------------------------- | -------- |
|      | Pensee sur divers sujets de morale, de maximes et reflections Autor: par M(onsieu)r Le Comte Oxenstirn | Datare: MDCCLIV [1754] Școală: Chez Francois Varrentrapp Dimensiuni: 16 x 9,5 cm; format in 8° Material: Hârtie manufacturată cu linii de apă                                                                                                | Pensee / sur / divers sujets / de morale, / par / M(onsieu)r Le Comte Oxenstirn / Nouvelle edition, / revue, corrigee et augmentee / de maximes et reflections / Par le meme auteur. / Tome premier. (Tome second.) / Avec le privilege de L.L. M.M. Imp. Et Polonoise . / A Francfort sur le Meyn, / Chez Francois Varrentrapp. / MDCCLIV. | Biblioteca Județeană „Gh. Asachi”, Iași | Cimec    |
|      | Histoire ecclesiastique: Par M. Fleury, Pretre, Prieur d’Argenteuil, & Confesseur du Roi; Pour servir de continuation a celle de monsieur l’abbe Fleury [...] Depuis l’an 1585 jusques a l’an 1595 Autor: [Claude] M. Fleury | Datare: MDCCXL [1740] - MDCCLIII [1753] Școală: Pierre Francois Emery, ancien adjoint des libraires et imprimeurs de Paris Dimensiuni: 16,5 x 9,5 cm Material: Hârtie manufacturată cu linii de apă                                          | Vol. I-XX: Histoire / ecclesiastique / Par M. Fleury, Pretre, Prieur / d’Argenteuil, & Confesseur du Roi. / Tome premier / Nouvelle Edition, revuë et corrigée. / A paris, Rue S. Jacques, / Chez / Gabriel Martin, à l'Etoile d'or / Jean-Baptiste Coinard, à la ible d'or. / Pierre-Jean Mariette, aux Colon- / nes d'Hercules. / Hyppolite - Louis Guerin, à Saint / Thomas d'Aquin. / M. DCC. XL. / Avec approbation et privilege du Roi. Vol. XXI-XXXVI: Histoire / ecclesiastique / Pour servir de continuation a celle de monsieur l’abbe Fleury / Tome vingt-unie'me. Depuis l’an 1401 jusques a l’an 1431. / A Paris, / Chez Pierre-Jean Mariette, ruë S. Jacques, aux Colonnes d'Hercules. / M. DCC. XXXVII. / Avec approbation et privilege du Roi. | Biblioteca Județeană „Gh. Asachi”, Iași | Cimec    |
|      | Glaube und Geduld der Heiligen in dem babylonischen Frankreich oder Gespraech zwischen einem Franzoesischen Freiheren, ungarischen Predigerr und schotischen Edelman darin erweisen wird das Frankreich ein zweites Babel und der iezt herschende Koenig Autor: Aus den Holaendischen ins Teutsch uebersetzt und mit Kupfern und Register versehen, Gedruckt in Ende des 42. Wochen | Datare: Gedruckt in Ende des 42 - Tipărită la sfârșitul celei de a 42-a săptămâni; [sec. XVIII] Școală: [s.e.] Dimensiuni: 16,5 x 9,5 cm; format in 8° Material: Hârtie manufacturată cu linii de apă                                        | Glaube und Geduld der Heiligen in dem babylonischen Frankreich oder Gespraech zwischen einem Franzoesischen Freiheren, ungarischen Predigerr und schotischen Edelman darin erweisen wird das Frankreich ein zweites Babel und der iezt herschende Koenig das Thier seje das von in der Ofenb[uch], cap 13. Aus den Holaendischen ins Teutsch uebersetzt und mit Kupfern und Register versehen, Gedruckt in Ende des 42. Wochen (Coligat cu: Das Glücke bey Hofe și Oster-Andacht). | Biblioteca Județeană „Gh. Asachi”, Iași | Cimec    |
|      | Oster Andacht von denen zweimal Gestorbenen Autor: Philipp Müller | Datare: [1694] Școală: [Samuel Krebs] Dimensiuni: 16,5 x 9,5 cm; format in 8° Material: Hârtie manufacturată cu linii de apă | Oster Andacht von denen zweimal Gestorbenen. (Coligat cu: Glaube und Gedult der Religion și Das Gluecke bey Hofe). | Biblioteca Județeană „Gh. Asachi”, Iași | Cimec    |
|      | Das Gluecke bey Hofe vorinnen unstaendich gehandelt wird von dieses Glueckes Beschossenheit und Eingenschaften dessen gefaerlichen Zufaellen und Unbestand und warum Autor: Von einem Liebhaber der eine geraume Zeit die vornehinsten Hoefe in Europa bescuhet, nach denen bevaertesten Maximen und Erfahrung elaboriert und ausgefertiget                                         | Datare: [sec. XVIII] Școală: [s.e.] Dimensiuni: 16,5 x 9,5 cm; format in 8° Material: Hârtie manufacturată cu linii de apă | Das Gluecke bey Hofe vorinnen unstaendich gehandelt wird von dieses Glueckes Beschossenheit und Eingenschaften dessen gefaerlichen Zufaellen und Unbestand und warum solches dennoch von vielen so sehr beliebet und gesuchet werde wie auch den gewoenlich und ungewoenlichen Mitteln dasselbe zu erlangen, sonderlich wie ein junger Mensh sich qualifieciren und aufsuchen muesse wenn er sein Glueck bey Hofe machen wolle und wie solches zu erhalten seye. Von einem Liebhaber der eine geraume Zeit die vornehinsten Hoefe in Europa bescuhet, nach denen bevaertesten Maximen und Erfahrung elaboriert und ausgefertiget. (Coligat cu: Glaube und Gedult der Religion și Oster-Andacht). | Biblioteca Județeană „Gh. Asachi”, Iași | Cimec    |
|      | Histoire universelle à Monsieur le Dauphin pour expliquer la suite de la religion et des changements des empres Autor: Par messire Jacques Benigne Bossuet | Datare: MDCCLXVI [1766] Școală: Chez Christophe David, rue de la Vieille Bouclerie, au nom de Jesus Dimensiuni: 16,5 x 9,5 cm; format in 16° Material: Hârtie manufacturată cu linii de apă                                                  | Histoire / universelle / à Monsieur le Dauphin / pour expliquer la suite de la religion et / des changements des empires. / Par Messire Jacques Benigne Bossuet, [...] / Tome premier. / A Paris, / Chez Christophe David, rue de la / Vieille Bouclerie, au nom de Jesus. / M. DCC. LXVI. / Avec privilege de sa majeste. | Biblioteca Județeană „Gh. Asachi”, Iași | Cimec    |
|      | Oeuvres de théatre Autor: De M(onsieur Pierre Carlet De Chamblain) de Marivaux, de l’academie françoise | Datare: MDCCLVIII [1758] Școală: Chez N.B. Duchesne, libraire, rue S. Jacque, au-dessous de la Fontaine S. Benoit, au Temple du Gout Dimensiuni: 16 x 9,5 cm; format in 16° Material: Hârtie manufacturată cu linii de apă                   | Oeuvres / de / théatre/ de M(onsieur Pierre Carlet De Chamblain) de Marivaux, / de l’academie françoise. / Nouvelle édition. / Tome cinqueme. / A Paris, / Chez N.B. Duchesne, libraire, rue S. / Jacques, au-dessous de la Fontaine S. / Benoit, au Temple du Gout. / M. DCC. LVIII. / Avec approbation et privilege du Roi. | Biblioteca Județeană „Gh. Asachi”, Iași | Cimec    |
|      | Pilde filosofești Autor: [Antim Ivireanul] | Datare: La anul de la H(risto)s 1783 Școală: S-au tipărit de popa Costandin și Mihail Popovici Râmniceanul Dimensiuni: 14 x 9,5 cm; format in 8° Material: Hârtie manufacturată cu linii de apă                                              | | Biblioteca Județeană „Gh. Asachi”, Iași | Cimec    |
|      | Prescurtarea / istoriei universale Autor: [Athanasie Staghiritul – autor] | Școală: În privileghiata tipografie […] supt eforia dumnealor boierilor Răducanul Clinceanul biv vel stolnic și Dimitrache Topolniceanu biv vel serdar Dimensiuni: 21 x 15,5 cm; format in 4° Material: Hârtie manufacturată cu linii de apă | Prescurtarea / istoriei universale / [Athanasie Staghiritul – autor]; tălmacită după cea ellinească în limba noastră românească și închinată la iubitorul de neam marele dvornic și vistier al Printipatului Valahii Domn Mihail Dimitrie Ghica […] de cuviosul igumen al mănăstirii Sfântului Ioan din Bucuresti, chir Grigorie / În privileghiata tipografie […] supt eforia dumnealor boierilor Răducanul Clinceanul biv vel stolnic și Dimitrache Topolniceanu biv vel serdar. | Biblioteca Județeană „Gh. Asachi”, Iași | Cimec    |
|      | Joseph en Neuf chants Autor: Par m(onsieu)r Bitaube [Paul Jeremie] de l’Academie des Sciences et Belles-Lettres de Prussie | Datare: 1767 Școală: Chez Samuel Pitra, libraire; imp(rime) chez George Jacque Decker, imprimeur du Roi Dimensiuni: 17 x 10,5 cm Material: Hârtie manufacturată cu linii de apă                                                              | Joseph / en Neuf chants / par / M(onsieu)r Bitaube, / de l’Academie des Sciences et Belles- / Lettres de Prussie. / Tome I / A Berlin, / Chez Samuel Pitra, / libraire, 1767. | Biblioteca Județeană „Gh. Asachi”, Iași | Cimec    |
|      | Essai philosophique concernant l’entendement humain, ou l’on montre quelle est l’entendue de nos connoissances certaines [...] Autor: Par M(onsieur John) Locke – autor; traduit de l’anglois par m(onsieur) Coste | Datare: MDCCLXXIV [1774] Școală: Aux depens de la Compagnie Dimensiuni: 17 x 9,5 cm Material: Hârtie manufacturată cu linii de apă | Essai / philosophique / concernant / l’entendement / humain, / ou l’on montre / quelle est l’entendue de nos connoissances certai- / nes, et la maniere dont nous y paryenons. / Par M(onsieur John) Locke. / traduit de l’anglois par M(onsieur) Coste. / Nouvelle édition / revue, corrigee et augmentee de quelques aditions / importantes de l’Auteur, qui n’ont paru qu’apres / sa mort et de plusieurs remarques du traducteur, / dont quelques-unes paroissent pour la premiere / fois dans cette Edition. / [...] Tome premier. / A Amsterdam, / Aux depens de la Compagnie. / M. DCC. LXXIV. | Biblioteca Județeană „Gh. Asachi”, Iași | Cimec    |
|      | Învățătura hristiană sau în scurt sfințita istorie, și catihizis, al bisericei drept-credincioase de pe limba rosiana adus pe romanie pentru întrebuințarea shoalelor naționale Autor: Aga Gheorghi Asachi | Datare: 1836 [după 30 august] Școală: În Tipografia Albinei Dimensiuni: 16,5 x 10 cm Material: Hârtie manufacturată cu linii de apă | Invatatura / hristiana / sau / in scurt sfintita istorie, / si / catihizis, al bisericei drept-credincioase / de pe limba rosiana adus pe romanie / pentru intrebuintarea shoalelor / nationale / Iași / În Tipografia Albinei / 1836. | Biblioteca Județeană „Gh. Asachi”, Iași | Cimec    |
|      | Loghica [...] cu îndemnarea preaosf(i)nțitului mitropolit al Ungrovlahiei, chir Grigorie, în zilele binecredinciosului și luminatului nostru domn Grigorie Dimitrie Ghica voievod, într-al cincilea an al domniei mării sale Autor: S-au tipărit cu cheltuiala iubitoriului de D(u)mnezeu episcop al Argeșului, chir Grigorie, de carele iaste și tălmacită                         | Datare: În anul Mântuirii 1826 Școală: În tipografia Sfintei Mitropolii; de ieromonahul Stratonic tipograful Dimensiuni: 17,5 x 11 cm; format in 16° Material: Hârtie manufacturată cu linii de apă                                          | Loghica / [...] cu îndemnarea preaosf(i)nțitului mitro / polit al Ungrovlahiei, / chir Grigorie, / în zilele binecredinciosului și lumina / tului nostru domn / Grigorie Dimitrie / Ghica voievod, / într-al cincilea an al domniei mării sale. / și s-au tipărit cu cheltuiala iubitoriului de / D(u)mnezeu episcop al Argeșului, / chir GRIGORIE, / de carele iaste și tălmacită. / Acum întâiu s-au tipîrit în limba patriei / În București / În tipografia Sfintei Mitropolii; / de ieromonahul Stratonic tipograful / În anul Mântuirii 1826 | Biblioteca Județeană „Gh. Asachi”, Iași | Cimec    |
|      | Pensee sur divers sujets de morale, de maximes et reflections Autor: Par M(onsieu)r Le Comte Oxenstirn | Datare: MDCCLIV [1754] Școală: Chez Francois Varrentrapp Dimensiuni: 16 x 9,5 cm; format in Material: Hârtie manufacturată cu linii de apă                                                                                                   | Pensee / sur / divers sujets / de morale, / par / M(onsieu)r Le Comte Oxenstirn / Nouvelle edition, / revue, corrigee et augmentee / de maximes et reflections / Par le meme auteur. / Tome premier (Tome second) / Avec le privilege de L.L. M.M. Imp. Et Polonoise. / A Francfort sur le Meyn / Chez Francois Varrentrapp / M D CC LIV. | Biblioteca Județeană „Gh. Asachi”, Iași | Cimec    |
|      | Opera / Que extant / Omnia / ad fidem optimorum Codicum / Manuscriptorum accuratissime / Castigata Autor: C(aius) Cornelii Taciti | Datare: MDCC XXXIV [1734] Școală: Apud J. Wesstenium & G. Smith Dimensiuni: 12,5 x 6 cm; format in 16° Material: Hârtie manufacturată cu linii de apă                                                                                        | Opera / Que extant / Omnia / ad fidem optimorum Codicum / Manuscriptorum accuratissime / Castigata / Amstelaedami / Apud J. Wesstenium & G. Smith / MDCC XXXIV. | Biblioteca Județeană „Gh. Asachi”, Iași | Cimec    |
|      | Rime Autor: di Mess(er) Francesco Petrarca | Datare: MDCCLXIV [1764] Școală: Appresso il Remondini Dimensiuni: 14 x 8 cm; format in 16° Material: Hârtie manufacturată cu linii de apă | Rime / Di Mess(er) / Francesco / Petrarca / In Venezia / MDCCLXIV / Appresso il Remondini / Con licenza de Sup(eriori) e privil(egio). | Biblioteca Județeană „Gh. Asachi”, Iași | Cimec    |
|      | Satirae sex. Vates. Vota. Ignavus, princeps, liber avarus Autor: Auli Persii Flaci | Datare: Anno MDCXXIII [1623] Școală: Apud Petrum Antonium Dimensiuni: 16,5 x 10,5 cm; format in 16° Material: Hârtie manufacturată cu linii de apă                                                                                           | Auli Persii / Flacci Saty- / Rae Sex / Vates. Vota. Ignavus, princeps, / liber avarus / Hanoviae / Apud Petrum Antonium / Anno M.DC.XXIII. | Biblioteca Județeană „Gh. Asachi”, Iași | Cimec    |
|      | Satyrae: cum annotationibus / ad marginem, que obscurisima queq; dilucidare possint Autor: D. Junii Juvenalis et Auli Persii Flacci | Datare: MDCXXIII [1623] Școală: Prostat in bibliopolio Joannis Stockelii Dimensiuni: 16,5 x 10,5 cm; format in 16° Material: Hârtie manufacturată cu linii de apă                                                                            | D. Junii / Juvenalis / et / Auli Persii / Flacci Sa- / tyrae: / cum annotationibus / ad marginem, que obscurisima queq; di- / lucidare possint / Quarta editio prioribus multo emendatior/ et auctior / Francofurti / Prostat in bibliopolio Joannis / Stockelii / M. DC. XXIII. | Biblioteca Județeană „Gh. Asachi”, Iași | Cimec    |
|      | Varia Historia = Poikili isthoria Autor: Claudius Aelianus | Datare: 1668 Școală: Apud Ioannem Lesnerium Dimensiuni: 14 x 9,5 cm; format in 16° Material: Hârtie manufacturată cu linii de apă | Claudii / Aeliani / Varia Historia / Tanaquillus Faber / emendauit. / Salmurii, / Apud Ioannem Lesnerium, / Typographum et Bibliopolam. / M. DC. LXVIII. / Cum privilegio regis. | Biblioteca Județeană „Gh. Asachi”, Iași | Cimec    |
|      | Frammenti d’alcune scritura Autor: Della Signora Isabella Andreini; Raccolti da Francesco Andreiani, comico geloso, detto il Capitano Spanento, ed dati in luce da Flamminio Scala Comico, e da lui dedicati all’ ilustrissimo sig(nor) Filippo Capponi. | Datare: MDCXXXVIII [1638] Școală: Presso Gio(vani) Battista Combi Dimensiuni: 14,5 x 9,5 cm; format in 16° Material: Hârtie manufacturată cu linii de apă                                                                                    | Frammenti / d’ alcune scritura / Della Signora / Isabella Andreini; / Comica Gelosa, et Accademica Intenta. / Raccolti da / Francesco Andreiani, / Comico Geloso, detto il Capitano Spanento, / e dati in luce da Flamminio Scala Comico, / e da lui dedicati / all’ ilustrissimo / sig(nor) Filippo Capponi. / Con licenza de' Superiori et Privilegi. / In Venetia, MDCXXXVIII. / Presso Gio(vani) Battista Combi. | Biblioteca Județeană „Gh. Asachi”, Iași | Cimec    |
|      | Lettere Autor: della Signora Isabella Andreini Padovana comica gelosa et academica intenta, nominata l’accesa | Datare: MDCXXXVIII [1638] Școală: Presso Gio(vani) Battista Combi Dimensiuni: 14,5 x 9,5 x 3 cm; format in 16° Material: Hârtie manufacturată cu linii de apă                                                                                | Lettere / Della Signora / Isabella Andreini / Padovana, / comica gelosa et academica intenta, / nominata l’accesa. / Aggiuntovi di Nuovo / li Rgionamenti Piacenoli dell'iftessa. / Con due T auole, una delle Lettere el' altra de Ragio- / namenti, chenell' Opera si concengono. / Di Nuovo Ristampate, / et con ogni diligenza ricorrette. / Con licenza de' Superiori et Privilegi. / In Venetia, MDCXXXVIII. / Presso Gio(vani) Battista Combi. | Biblioteca Județeană „Gh. Asachi”, Iași | Cimec    |
|      | Il maestro di camera. Trattato Autor: di FRANCESCO SESTINI DA BIBBIENA | Datare: MDCLXII [1662] Școală: Per Gio(vani) Pietro Brigonci Dimensiuni: 13,5 x 7 cm; format in 16° Material: Hârtie manufacturată cu linii de apă                                                                                           | Il / maestro / di camera. / Trattato / di FRANCESCO SESTINI / DA BIBBIENA, / Di nouvo ricorretto, secondo il / cerimoniale romano / et in quest ultima impressione di diverti / errori ementato / In Venetia, M.DC.LXII. / Per Gio(vani) Pietro Brigonci. / Con licenza, e privilegio. | Biblioteca Județeană „Gh. Asachi”, Iași | Cimec    |
|      | Roma ricercata nel suo sito, et nella scuola di tutti gli antiquarii Autor: di Fioravante Martineli, Romano | Datare: MDCLXII [1662] Școală: Per Gio(vani) Pietro Brigonci Dimensiuni: 13,5 x 7 cm; format in 16° Material: Hârtie manufacturată cu linii de apă                                                                                           | Roma / Ricercata / nel suo sito, / et nella scuola di tutti gli / antiquarii. / di FIORAVANTE MARTINELI / ROMANO. / Quinta impressione, / revista corretta et accresciuta dall Auto- / re in molti luoghi, con antiche e / moderne eruditioni. / In Venetia, M.DC. LXII. / Per Gio(vani) Pietro Brigonci / Con licenza e privilegio. | Biblioteca Județeană „Gh. Asachi”, Iași | Cimec    |
|      | Relatione della corte di Roma, e dei Riti da osservarri in essa, e dei suoi magistrati, et officii, con la loro distinta giurisdittione… Autor: Del Signor Can. Girolamo Lunadoro, col maestro di Camera del Signor Francesco Sestini | Datare: MDCLXI [1661] Școală: per il Brigonci [Pietro] Dimensiuni: 14 x 7 cm; format in 16° Material: Hârtie manufacturată cu linii de apă                                                                                                   | Relatione della / corte / di Roma, / e dei Riti da osservarri in essa, e dei suoi / magistrati, et officii, con la loro / distinta giurisdittione. / Del Signor Can. GIROLAMO / LUNADORO / col maestro di Camera del Signor / Francesco Sestini. / E Roma ricercata nel suo sito, nel modo / che al presente si ritroua, con le / Nuoue Fabbriche: / Del Sig. Fiorav. Martinelli, / E dal medesimo accresciuta di Antiche, et / Moderne Eruditioni. / In Venetia, Per il Brigonci, M.DC.LXI. / Con licenza e privilegio. | Biblioteca Județeană „Gh. Asachi”, Iași | Cimec    |
|      | L’origine del Danubio: con il nomi antichi e moderni di tutti […] Dedicata al IIIct. Rev. Sig. Il. Sig. Pietro Lion, Vescuo di Ceneda, e conte di Tarzo Autor: [Sigmund von Birken] | Datare: MDCLXXXIV [1684] Școală: [Albrizzi, Gerolamo - editor] Dimensiuni: 14,5 x 8 cm; format in 12° Material: Hârtie manufacturată cu linii de apă                                                                                         | L’origine / del / Danubio, / Con il nomi antichi e moderni di tutti li / Fiumi, et Acque, che in esso concorrone, / come anco delli Regni, Prouincie, / Signorie, e Citta irrigate dal detto / Fiume, fino doue sbocca / nel Mare Eufino. / Adornato con 44. Figure in Rame. / Dedicata / All' Ill. Reu.Sig. Il Sig. / Pietrolion / Vescouo di Ceneda, e Conte di Tarzo. / In Venetia, M.DC.LXXXIV. / All' Infegna del Nome di Dio, dietro la Chiesa / di S Zulian. / Con licenza de Superiori et privilegio. | Biblioteca Județeană „Gh. Asachi”, Iași | Cimec    |
|      | Novum Testamentum Autor: Johannes Leusden | Datare: [1698] Școală: [s.e.] Officina Wetsteniana ? Dimensiuni: 10,5 x 6 cm; format in 16° Material: Hârtie manufacturată cu linii de apă                                                                                                   | Novum Testamentum. Exemplar incomplet: lipsește foaia de titlu. | Biblioteca Județeană „Gh. Asachi”, Iași | Cimec    |
|      | Les confessions Autor: de J(ean) J(acques) Rousseau | Datare: MDCCLXXXII [1782] Școală: Chez Sanson et Compagnie Dimensiuni: 16 x 10 cm; format in 8° Material: Hârtie manufacturată cu linii de apă                                                                                               | Les/ Confessions / de / J(ean) J(acques) Rousseau. / Aux deux - Ponts, / Chez Sanson et Compagnie. / M. DCC. LXXXII. | Biblioteca Județeană „Gh. Asachi”, Iași | Cimec    |
|      | Colloquia [nunc emendatiora] Autor: Erasm(us) de Roterdam – autor; Cum Annotationibus Arnoldi Montani | Datare: [1684] Școală: Laurentii Sigismundi Corneri Dimensiuni: 13,5 x 7,5 cm; format in 16° Material: Hârtie manufacturată cu linii de apă                                                                                                  | Colloquia [nunc emendatiora] Exemplar incomplet: pagina de titlu lipsă. P. 4: Generis splendore, / morum integritate illustri / magene spei, / ad magma nato adolescenti / Petro Hoofdio, / de Graf, / filio / d. Cornelii de Graaf / Domini in Zuyd-Polsbroeck. | Biblioteca Județeană „Gh. Asachi”, Iași | Cimec    |
|      | Histoire du ciel ou l’on recherche l’origine de l’idolatrie et les meprises de la philosophie (2 vol.) | Datare: MDCCXLVIII [1748] Școală: Chez la veuve Estienne et fils, rue S. Jacques a la Vertu; de l’imprimerie de Jacques Vincent Dimensiuni: 17 x 9,5 cm; format in 12° Material: Hârtie manufacturată cu linii de apă                        | Vol. I: Histoire / du ciel / Ou l’on recherche / L’origine de l’idolatrie, / et / les meprises / de la philosophie, / Sur la formation des corps celeftes, et / de route la nature. / Nouvelle edition / Tome premier. / A Paris, / Chez la veuve Estienne et fils, rue S. Jacques, / a la Vertu. / M. DCC. XLVIII. / Avec approbation et privilege du Roy. Vol. II: Histoire / du ciel / Ou l’on recherche / L’origine de l’idolatrie, / et / les meprises / de la philosophie, / Sur la formation des corps celeftes, et / de route la nature. / Nouvelle edition / Tome second. / A Paris, / Chez la veuve Estienne et fils, rue S. Jacques, / a la Vertu. / M. DCC. XLVIII. / Avec approbation et privilege du Roy. | Biblioteca Județeană „Gh. Asachi”, Iași | Cimec    |
|      | Loci communes, sive Florilegium rerum et materiarum selecta rum Autor: Josephi Langii Caesare Montani | Datare: MDCXIII [1613] Școală: Typis Josiae Riheli Haeredum Dimensiuni: 18 x 10,5 cm; format in 16° Material: Hârtie manufacturată cu linii de apă                                                                                           | Loci communes, / sive / Florilegium / Rerum et Materia- / rum selecta- / rum: / Praecipue / Sententiarum / Apophthegmatum / Similitudinum / Exemplorum / Hieroglyphicorum: / Ex Sacris Literis: Patribus item: / Aliisq Lingua Graca et Latina Scripto- / ribus probatis collectum. / Studio et opera / Josephi Langii Caesare- / montani. / Additus est Index Fabularum, / Emblematum ac Symbolorum. / Cum nova gratia et privilegio / S. Caesar. Maiest. Ad annos octo. / Argentorati. / Typis Josiae Riheli Haeredum / M. DC. XIII. | Biblioteca Județeană „Gh. Asachi”, Iași | Cimec    |
|      | Opera quae extant. Sylvarum libri V. thebaidos libri XII. Achilleidos libri. V. Autor: Statius, Papinius (Publius) | Datare: Anno MDCX [1610] Școală: Ex typographeo Adami Sartorii Dimensiuni: 15,5 x 9 cm; format 16° Material: Hârtie manufacturată cu linii de apă                                                                                            | Papinii SV / Culi Statii / Opera / quae extant. / Sylvarum libri V. / Thebaidos libri XII. / Achilleidos libri. V. / Cum gratia et privilegio Caes. Maiest. / Ingolstadii. / Ex typographeo Adami Sartorii. / Anno M. DC. X. | Biblioteca Județeană „Gh. Asachi”, Iași | Cimec    |
|      | Historiarum libri Autor: Q(uintus) Ruffus Curtius | Datare: 1670 Școală: Ex Officina Elzeviriana Dimensiuni: 13 x 7 cm; format 12° Material: Hârtie manufacturată cu linii de apă | Q. Curtt Rufi / Historiarum libri / accuratissime editi / Amstelodami / Ex Officina Elzeviriana. Anno… | Biblioteca Județeană „Gh. Asachi”, Iași | Cimec    |
|      | Meditationes de praecipuis fidei nostris [ …] a R. P. Nicolao de Arnaya eiusdem Societatis in compendium redactae […] Autor: R. P. Ludovici de Ponte et Societate Iesu; Ex hispanico in latinum sermonem traducta a M.M. | Datare: MDCXVIII [1618] Școală: apud Ioannem Kinchium sub [signum] Monocerote Dimensiuni: 12,5 x 7,5 cm; format 16° Material: Hârtie manufacturată cu linii de apă                                                                           | R. P. / Ludovici de Ponte / e Societate Iesu / Meditatio- / nes de praeci- / puis fidei nostris / [ …]mysteriis, / a R. P. Nicolao de Arnaya / eiusdem Societatis in compendium / redactae, et in septem par- / tes diuisae. / Ex hispanico in lati- / num sermonem traducta a / M.M. / Permissu Superiorum. / Coloniae Agrippinae / Apud Ioannem Kinchium / sub[signum] Monocerote / Anno M.DC.XVIII. | Biblioteca Județeană „Gh. Asachi”, Iași | Cimec    |
|      | Perroniana et Thuana: Pensées judicieuses, bons mots rencontres agreables et observations curieuses Autor: Du Cardinal du Perron et de Mr. le President de Thou conseiller d’Etat [Jacques Davy Thou de, Perron] | Datare: MDCXCIV [1694] Școală: chez *** [s.e.] Dimensiuni: 13,5 x 7,5 cm; format 16° Material: Hârtie manufacturată cu linii de apă | Perroniana / et / Thuana / Ou / Pensées judicieuses, bons mots, / rencontres agreables et obser- / vations curieuses du Cardinal / du Perron, / et / de Mr. le President de Thou, / conseiller d’Etat. / A Cologne. / Chez *** / M. DC. XCIV. | Biblioteca Județeană „Gh. Asachi”, Iași | Cimec    |
|      | La Clomira: favola pastorale […] al serenis(imi)s principe Don Ferdinando I, cardinal di S(anta) Chiesa, duca di Mantoua, e di Monferato Autor: di Girolamo Magagnati | Datare: MDCXIII [1613] Școală: Appresso Antonio Pinelli Dimensiuni: 12,5 x 9 cm; format 16° Material: Hârtie manufacturată cu linii de apă                                                                                                   | La / Clomira: / favola pastorale / di / Girolamo Magagnati / al serenis(imi)s principe / Don Ferdinando I, / cardinal di S(anta) Chiesa, / duca di Mantoua, / e di Monferato / Con privilegio. | Biblioteca Județeană „Gh. Asachi”, Iași | Cimec    |
|      | Abrege du premier tome du tresor chronologique et historique [...] Le tout extrait par l’Auteur meme Autor: du R. P. Dom Pierre [Guillebaud] de S(aint) Romuald Reli gieux Fueillent | Datare: MDCLX [1660] Școală: Chez Francois Clouzier, dans la Court du Palais, proche l’Hostel de Monsieur le Premier President Dimensiuni: 14 x 8 cm; format 16° Material: Hârtie manufacturată cu linii de apă                              | Abrege / du premier tome / du tresor / chronologique / et historique / du R. P. Dom Pierre [Guillebaud] de S(aint) Romuald Reli / gieux Fueillent. / Contenant ce qui s'est pase de plus digne / de remarque dans l'Estat, tant sacre / que prophane, depuis la Naissance du / monde, insques a celle de Iesus- / Christ. / Le tout extrait par l’Auteur meme. / A Paris, / Chez Francois Clouzier, dans la / Court du Palais, proche l’Hostel de Monsieur / le Premier President. / M. DC. LX. / Avec privilege du Roy. | Biblioteca Județeană „Gh. Asachi”, Iași | Cimec    |
|      | Histoire du chevalier Des Grieux, et de Manon Lescaut Autor: [Prevost D'exiles, Antoine - François] | Datare: MDCCLXXV [1775] Școală: Chez La Veuve Joly, Imprimeur-Libraire, pres la Place-Neuve Dimensiuni: 15,5 x 9 cm; format 16° Material: Hârtie manufacturată cu linii de apă                                                               | Histoire / du chevalier / Des Grieux, / et de / Manon Lescaut / Edition Augmentee. / Premiere partie. / A Liege, / Aux Depens de la Compagnie. / Se vend a Avignon, / Chez La Veuve Joly, Imprimeur-Libraire, / pres la Place-Neuve. / M. DCC. LXXV. | Biblioteca Județeană „Gh. Asachi”, Iași | Cimec    |
|      | Enchiridion [...] serenissimo imperatori Carolo Magno in munus pretiosum datum nuperrime mendis omnibus purgatum Autor: Leonis Papae | Datare: MDCLX [1660] Școală: [s.e.] Dimensiuni: 13,5 x 7,5 cm; format 16° Material: Hârtie manufacturată cu linii de apă | Enchiridion / Leonis Papae / serenissimo imperatori / Carolo Magno / in munus pretiosum datum / nuperrime mendis omnibuz / purgatum / Rome / MDCLX. | Biblioteca Județeană „Gh. Asachi”, Iași | Cimec    |
|      | De rebus Alexandri Magni historia superstes Autor: Q. Curtius Rufus - autor; Christophor Cellarius recensuit; notula in usum tironum adiecit: Christian Schoettgenius | Datare: MDCCXLV [1745] Școală: Apud Christoph(er) Gotter(ieb) Eckard Dimensiuni: 14 x 8,5 cm; format 16° Material: Hârtie manufacturată cu linii de apă                                                                                      | Q. Curtii Rufi / De rebus / Alexandri / Magni / historia / superstes / Christophor Cellarius / recensuit, / Nouis Supplementis, Commentariis, Indi- / cibus et Tabulis Geographicis inlustravit. / Notulas in usum tironum adiecit / Christian. Schoettgenius. / Lipsiae et Regiomonti, / Apud Christoph(er) Gotter(ieb) Eckard / M DCC XLV. | Biblioteca Județeană „Gh. Asachi”, Iași | Cimec    |
|      | Rerum romanarum: libri quatuor [...] et notis ad instar Autor: Lucii Anaei Flori – autor; Johannis Minellii – note; M. Christianus Junckerus - ilustratii | Datare: Anno MDCCXVIII [1718] Școală: Sumpt(ibus) M.G. Weidmanni Dimensiuni: 14 x 8 cm; format 16° Material: Hârtie manufacturată cu linii de apă                                                                                            | Lucii Anaei Flori / Rerum / romanarum: / libri quatuor / quos / Editione hac novissima / ad optimos Codices recensuit / et notis / ad instar / Johannis Minellii / illustrauit / M. Christianus Junckerus / Illustr. Gymn. Saxo - Henneb. Schleus. Con-Reft. / Cum privilegio / seren(issimo) et Pot. Pol. Regis ac Sax(oniae) elect(or) / Lipsiae, / Sumpt(ibus) M. G. Weidmanni, / Anno M DCC XVIII. | Biblioteca Județeană „Gh. Asachi”, Iași | Cimec    |
|      | Historia mulierum philosopharum: […] accedit eiusdem commentaries italicus in VII sonettum Francisci Petrarcha, a re non alienus; Lezzione d’Egidio Menagio sopra’l sonetto VII Di messer Francesco Petrarca Autor: Egidio Menagio | Datare: MDCXC [1690] Școală: [Freres Jean et Jacques] Anissonios, Ioan(em) Posuel et Claudium Rigaud Dimensiuni: 16 x 9 cm; format 12° Material: Hârtie manufacturată cu linii de apă                                                        | Historia / mulierum / philosopharum / Scriptore / Aegidio Menagio. / accedit eiusdem commentaries italicus in VII sonettum Francisci Petrarcha, a re non alienus. / Lugduni, / Apud Anissonios, Joan Posuel, / et Claudium Rigaud. / M. DC. XC.; Lezzione / d’Egidio / Menagio / sopra’l sonetto VII. / Di messer / Francesco Petrarca. | Biblioteca Județeană „Gh. Asachi”, Iași | Cimec    |
|      | De republicis hanseaticis tractatus generalis Autor: Werdenhagen, Ioh(ann) Angelius I.C. | Datare: MDCXXXI [1631] Școală: Ex officina Ioannis Maire Dimensiuni: 11 x 5,5 cm; format in 16° Material: Hârtie manufacturată cu linii de apă                                                                                               | Ioh Angelii / Werdenhagen / I. C. / De / rebublicis / hanseaticis / tractatus generalis / Con privilegio / Lubeca / Lugdunum Batavorum, / Ex officina Ioannis Maire. (I) I) C XXXI. | Biblioteca Județeană „Gh. Asachi”, Iași | Cimec    |
|      | Meriki diagnosis ekton palaion philospphon peri phiseos Autor: [Damaschin Suditul] | Datare: 1695 Școală: Nikolaos Glikeios din Ioanina Dimensiuni: 14 x 9,5 cm; format in 16° Material: Hârtie manufacturată cu linii de apă | Meriki / diagnosis / ekton palaion / philospphon peri phiseos. / […] Enetihein, / Nikolaos Glikeios din Ioanina / Con licenza de superiori. | Biblioteca Județeană „Gh. Asachi”, Iași | Cimec    |
|      | Suada delphica sive orationes LXIX Autor: Jacobi Cruci | Datare: Anno 1693 Școală: Apud Ioannes Iansonius à Waesbergae Dimensiuni: 13 x 7,5 cm; format in 12° Material: Hârtie manufacturată cu linii de apă                                                                                          | Jacobi Cruci / Suada delphica / sive / orationes LXIX / Varii Argumenti / […] ad Artem Oratorium / Amstelodami / Apud Ioannem Iansonium à Waesbergae Anno 1693. | Biblioteca Județeană „Gh. Asachi”, Iași | Cimec    |
|      | Rerum a Romanis Gestarum. Libri IV Autor: L(ucius) Iuli(us) Flori(us) – autor; a Ioanne Stadio emendati | Datare: Anno MDCXIX [1619] Școală: Sumptibus Antonii Hierati, excudebat Wendelinus lunghenus Dimensiuni: 15 x 8,5 cm; format in 16° Material: Hârtie manufacturată cu linii de apă                                                           | L(ucius) Iuli(us) Flori(us) / rerum a / Romanis / Gestarum / Libri IV / a Ioanne Stadio emen- / dati. / Altera editio aucta et correcta ab ipso auctore. / Seorsum excusus. / In eos commentarius / Ioan. Stadii, Historiæ et Ma- / theseos Louanij Professoris primi: in quo obscura / in lucem proferuntur, omissa supplentur, inuersa / restituuntur, breuiter denique, quidquid in Ro- / mana Historia dignum est obseruatione, an- / notatur, una cum variarum lectio- / num et castigationum ra- / tionibus / Ursellis. / Sumptibus Antonii Hierati, ex- / cudebat Wendelinus lunghenus / Anno M. DC. XIX. / Cum gratia et Privileg. S. Cas. Maest. | Biblioteca Județeană „Gh. Asachi”, Iași | Cimec    |
|      | Tablettes chronologiques contenant la succesion des Papes, Empereurs et Rois qui ont regne depuis la Naissance de J. Christ jusqu’a present [...] avec tous les Antipapes et usurpateurs de L’Empire Autor: Compose par G. Marcel, avocat au Parlement de Paris ; I. L. Schuer – alcătuitorul Suplimentului                                                                         | Datare: MDCCXL [1740] Școală: Chez Jean Covens et Corneille Mortier Dimensiuni: 12 x 7 cm; format oblog Material: Hârtie manufacturată cu linii de apă                                                                                       | Tablettes / chronologiques / contenant la succesion / des Papes, Empereurs et Rois, / qui ont regné depuis la Naissance / de J. Christ jusqu’ à present / Pour servir d'un plan à ceux qui lisent / les histoires profanes. / Composées par G. Marcel, / avocat au Parlement de Paris / De nouveau reviis, corrigées et augmentées / en plusieurs endroits. / On y a joint les / Czars de Moscovie, / avec tous les / Antipapes et usurpateurs de L’Empire. / A Amsterdam, / chez Jean Covens et Corneille Mortier. / M D C C X L / Avec Privilege des Etats de Hollande et Westfrise. | Biblioteca Județeană „Gh. Asachi”, Iași | Cimec    |
|      | Il Romulo Autor: Del sig(nore) Marchese Virgilio Malvezzi | Datare: MDCXLVII [1647] Școală: Appresso Pietro Auberto Dimensiuni: 14 x 8 cm; format in 16° Material: Hârtie manufacturată cu linii de apă                                                                                                  | Il / Romulo / del Sig. Marchese / Virgilio / Malvezzi. / Di nuovo ristampato / e con ogni diligenza da primi / errori corretto. / In Geneva, / Appresso Pietro Auberto. / M. DC. XLII. | Biblioteca Județeană „Gh. Asachi”, Iași | Cimec    |
|      | Le valeureux dom Quihote de la Manche ou l’histoire de ses grands exploicts d’armes, fideles amours et adventures estranges […] Dedié au roy par Caesar Oudin, secrétaire interprète de sa Majesté Autor: Traduit fidellement de l’espagnol de Michel de Cervantes | Datare: MDCXLVI [1646] Școală: Chez Jacques Besongne, tenant sa boutique dans la court du Palais Dimensiuni: 16 x 9,4 cm; format in 16° Material: Hârtie manufacturată cu linii de apă                                                       | Le valeureux dom / Quihote / de la Manche, / ou / L’histoire de ses grands exploicts / d’armes, fideles amours et adventures estranges / traduit fidellement de l’espagnol de Michel de Cervantes. / Dedié au roy par Caesar Oudin, secrétaire / interprète de sa Majesté / Tome premier / A Rouen / Chez Jacques Besongne, tenant sa bou- / tique dans la court du Palais. / M. DC. XLVI. | Biblioteca Județeană „Gh. Asachi”, Iași | Cimec    |
|      | Tablettes chronologiques de l’histoire universelle, sacrée et profane, éccelsiastique et civile, dépuis la Création du Monde jusqu’à l’an 1743 Autor: Par m(onsieur) l’Abbe (Nicolas) Lenglet Dufraesnoy | Datare: MDCCXLIV [1744] Școală: Chez De Bure et Ganeau Dimensiuni: 17 x 10,5 cm; format in 8° Material: Hârtie manufacturată cu linii de apă                                                                                                 | Tablettes / chronologiques / de l’histoire universelle, / sacrée et profane, / éccelsiastique et civile, / dépuis la Création du Monde jusqu’à l’an 1743. / Avec / Des Reflexions sur l'Ordre, qu'on doit tenir et sur les / Ouvrages nécessaires pour l'Etude de l'Historie. / Par m(onsieur) l’Abbe (Nicolas) Lenglet Dufraesnoy / Premiere Partie (Seconde Partie), / Qui contient l'Histoire Ancienne (Moderne). / A Paris, / Chez De Bure l'aîné, Quay des Augustins, du côté / du Pont S. Michel, a S. Paul. / et / Ganeau, Libraire, rue S. Jacques, vis-à-vis / S. Yves, à S. Louis. / M. DCC. XLIV. / Avec approbation et privilege du Roy. | Biblioteca Județeană „Gh. Asachi”, Iași | Cimec    |
|      | Idea hominis christiano - politici: XXX Symbolis pro omnigeno hominum statu expressa cum figuris aerteis Autor: Authore Joanne Kauffmann J.D.C. imperialis monasterii Elchingensis Consiliario et Praefecto in Falheim | Datare: Anno 1709 Școală: Sumptibus Joanis Conradi Wohler bibliopolae Ulmensis Dimensiuni: 13,5 x 8 cm Material: Hârtie manufacturată cu linii de apă                                                                                        | Idea / hominis / christiano - / politici / XXX. / Symbolis / Pro omnigeno hominum statu / expressa / cum figuris aerteis. / Authore / Joanne Kauffmann J.D.C. / imperialis monasterii Elchin- / gensis Consiliario et Praefecto / in Falheim. / Augusta Vindelicorum. / Sumptibus Joanis Conradi Who- / ler bibliopolae Ulmensis / Anno 1709. | Biblioteca Județeană „Gh. Asachi”, Iași | Cimec    |
|      | Mémoires secrets pour servir à l’histoire de Perse Autor: [Mme de Vieux-Maisons, Antoine Pecquet] | Datare: MDCCLIX [1759] Școală: Aux dépens de la Compagnie Dimensiuni: 12 x 7 cm; format in 12° Material: Hârtie manufacturată cu linii de apă                                                                                                | Mémoires / secrets / pour servir / à / l’histoire / de / Perse. / ….Vitiis nemo fine nascitur, optimus ille est / Qui minimis urgentur. Horat. / A Berlin, / Aux dépens de la Compagnie, / M. DCC. LIX. | Biblioteca Județeană „Gh. Asachi”, Iași | Cimec    |
|      | Erleichterte hebraische grammatica oder Richtige Anfuhrung zur Hebraischen Sprache Autor: MICHAELIS, JOHAN HEINRICH | Dimensiuni: 17,5 x 10,5 cm; format in 8 ° Material: HIRTIE MANUFACTURATA CU LINII DE APA | | Biblioteca Județeană „Gh. Asachi”, Iași | Cimec    |
|      | Grammatica Chaldaica Autor: MICHAELIS, JOHAN HEINRICH | Datare: 1771 Școală: Sumpt(ibus) Io(hann) Christ(ian) Dieterich Dimensiuni: 17,5 x 10,5 cm; format in 16 ° Material: HIRTIE MANUFACTURATA CU LINII DE APA                                                                                    | | Biblioteca Județeană „Gh. Asachi”, Iași | Cimec    |
|      | Opusculum de ceremoniis et consuetudi- nibus hodie Judaeos inter receptis observatique. / [...] Autor: LEO MUTINENSIS [LEO DE MODENA] Rabbini Veneti; Opera et studio Richardi Simonis, addito supplemento; […] à Joh(an). Valentino Grossgebauer Rostochiensis. | Datare: MDCXCII Școală: : Typis et impensis Balth(azar) Christoph(er) Wustii Sen(ior) Dimensiuni: 13,5 x 7,5 cm; format in 12° Material: HIRTIE MANUFACTURATA CU LINII DE APA                                                                | | Biblioteca Județeană „Gh. Asachi”, Iași | Cimec    |
|      | Oeuvres diverses Autor: La Fontaine, Jean de | Datare: MDCCXXIX Școală: Chez Claude Robustel, rue S. Jacques a l’Image Saint Jean Dimensiuni: 17 x 10,5 cm; format in 16 Material: hârtie manufacturiată cu linii de apă                                                                    | | Biblioteca Județeană „Gh. Asachi”, Iași | Cimec    |
|      | De particulis latinae orationis Autor: orationes Horatii Tursellini romani libellus utilissimus recognitus et locupletatus; a M. Iacobo Thomasio Lipsiensi prioribus corecctior. | Datare: Anno MDCLXIII Școală: Impensis Philippi Fuhrmanii, Excudebat Johannes Wittigau Dimensiuni: 12,5 x 7,5 cm; format in 16° Material: HIRTIE MANUFACTURATA CU LINII DE APA                                                               | | Biblioteca Județeană „Gh. Asachi”, Iași | Cimec    |
|      | Opera omnia [...] Opera et diligentia M. Hieronymi Mercier in utroque iure licentiati Autor: Beati Sulpicii Severi Bituricensis Episcopi (SEVERUS, SULPICIUS ) | Datare: MDCLVI Școală: apud Michaelem Robin, ad tertiam regis Palatis columnan Dimensiuni: 13,5 x 8 cm; format 16°. Material: HIRTIE MANUFACTURATA CU LINII DE APA                                                                           | | Biblioteca Județeană „Gh. Asachi”, Iași | Cimec    |
|      | Tragoediae Autor: L.(UCIUS) SENECA, ANNAEUS CORDU- / BENSIS | Datare: MDCXXVI Școală: Apud Ioannes Kinckius, sub monocerote Dimensiuni: 12 x 7 cm; format in 16° Material: hârtie manufacturată cu linii de apă                                                                                            | | Biblioteca Județeană „Gh. Asachi”, Iași | Cimec    |
|      | Ton Askraion Erga Kai Emerai. Tu Avtu Feogonia Autor: Platonos; ARISTOTELES | Datare: MDXLI Dimensiuni: 15 x 10 cm; format in 16 Material: HIRTIE MANUFACTURATA CU LINII DE APA | | Biblioteca Județeană „Gh. Asachi”, Iași | Cimec    |
|      | Molitvelnic | Datare: 1794 Școală: Tipografia București. Dimitrie Petrovici, tipograf Material: hârtie manuală | Molitvelnic/acum întru acest chip s-au tipă-/rit, întâia domnie a Prea/Luminatului Domn,/Io Alecsandru Constantin Muruz/Voevod,/ cu blagoslovenia și cu toată cheltuiala/prea sfinții sale părintelui Kiru Kira/Dositheu/Mitropolitului Ungrovlahiei./În Sfânta Mitropolie a Bucureștilor,/ la anii dela Hristos 1794./S-au tipărit de Dimitrie Petrovici/București Tipograf. | Muzeul Literaturii Române, Iași         | Cimec    |
|      | Eortologiu, în care se tratează unele cestiuni despre certitudinea chronologiei, ...toate sărbătorile și teoriile lor. Despre sfânta aascha Autor: Sevastos Chimenitul; Antim Ivireanul, dedicator; Sevastos din Trebizonda, prefațator | Datare: 1701 Școală: Mănăstirea Snagov. Tipografia. Antim Ivireanul, tipograf; Ignatie Fytianu, corector Dimensiuni: 20,5 x 15, 5 cm Material: hârtie manuală                                                                                | Eortologiu, în care se tratează unele cestiuni: despre certitudinea chronologiei, despre toate sărbătorile și teoriile lor, despre sfînta pascha, despre unele canone bisericești, despre Minologiul cel mai scurt; lucrat de prea înțeleptul dascăl al Academiei din Bucuresci Domnul Sevastos Chimenitul și Afierosit prea Strălucitului și Prea Înaltului Domn Și Stăpânitor a toată Ungrovlahia, Domnul Domn Ioan Constantin Basarab Voevod, pe vremea când era arhiereu Preasfîntul Mitropolit al aceleiași Ungrovlahii Domnul Domn Teodosie, și acum întâiu tipărit de Antim Ieromonahul, tipograful din Iviria; iar corectat de pre invățatul între Ieromonahi Ignatie Fytianu. În Mănăstirea Sngovului, 1701, in luna iunie. | Muzeul Literaturii Române, Iași         | Cimec    |
|      | Scara prea cuviosului părintelui nostru Ioan Igumenul Sfintei Mănăstiri al Sinaiului Autor: Veniamin, Mitropolit al Moldovei, Ed. și Tip. | Datare: 1814 Școală: Mănăstirea Neamț. Tipografia. Silvestru Arhimandrit și Stareț. Tipograf. Dimensiuni: 33 x 21,5 cm Material: hârtie manuală                                                                                              | Scara/ Prea cuviosului părintelui nostru Ioan/Igumenului Sfintei Mănăstiri al Sinaiului/care s-au tălmăcit din limba elinească cu mul-/tă amănunțime și cercare al maimultor izvoade, cu /sholii a multor sfinți părinți la fiestecare cuvînt,/prea folositoare de suflet, care fac nu/puțină luminare și descoperire a orice fealiu de noi-/ma grea și întunecată. Spre mai lesnicioasa înțelea-/gere cetitorilor,/acum în zilele prea Luminatului și Prea bine cre-/dinciosului Domnului Nostru Scarlat/Alecsandru Calimah Veoevod/cu Blagoslovenia și agiutoriul prea Sfintei sale/Arhiepiscopului și Mitropolitului a Toată Mol-/davia Kirio Veniamin, întru a doua/Arhipastorie a Prea Sfinției sale./și sau dat în tipariu în Sfînta Mănăstire Neam-/țul întru a sa tipografie, în vremea Prea Cuvioasei/ Sale Kir Silvestru Arhimandritului și Starețului/Sfintelor mănăstiri Neamțului și Secului./ în anii de la hristos 1814.                                                        | Muzeul Literaturii Române, Iași         | Cimec    |
|      | Evhologhion Adecă Molitvelnic Autor: Gavril, Mitropolitul Moldovei | Datare: 1785 Școală: Mitropolia Iași. Tipografia. Mihaiu Strilbitchi, tipograf Dimensiuni: 14 x 21 cm Material: hârtie manuală | Evhologhion/adecă/Molitvelnic/acuma într-acestasa chip tipărită:/cu blagoslovenia prea o Sfântului/ Mitropolit al Mpldovei/Kiriu Kira Gavril./Întru a sfinții sale tipografie/în sfânta Mitropolie în Iași./ în zlele Luminatului și Prea Înălțatului/Domnului nostru Alecsandru/Ioan Voevod/întru întâia domnie a Măriei Sale./În anii dela Adam 7298./Iară dela Nașterea lui Hristos: 1785./Sau tipărită de Popa Mihaiu Stribitchi/și Ecsarh din Mitropolia Iașului. | Muzeul Literaturii Române, Iași         | Cimec    |
|      | Apologhia adecă cuvânt, sau răspuns, împotriva socotealii celor fără de Dumnezeu Autor: Kir Dionisie, Mitropolit al Ungrovlahiei | Datare: 1819 Școală: Editura Răducanul Clenceanul, și Dimitrie Topliceanul, tipografieș Monahul Isaia Tipograf din Mănăstirea Neamțului Dimensiuni: 21 x 15,5 cm Material: hârtie manuală                                                    | Apologhia/adecă/cuvânt, sau răspuns, împotriva socotealii/ celor fără de Dumnezeu/și dovedire a celui întru sfinții Părintelui Nostru/ Ioan Hrisostomul împotriva iudeilor și alelinilor, iară acum și a volteristilor, cum că/domnul nostru Isus Hristos iaste Demnezeu adevărat./care/acum întâiu aicea sau dat în tipariu,/în zilele Prea Înălțatului Domnului nostru Domn/Alecsandru Nicolae Sutul Voevod./cu blagoslovenia prea sfințitului și de Dumne-/zeu alesului Arhiepiscop și Mitropolit a to-/tă Ungrovlahia Kiriu Kir Dionisie./ Iară cu cheltuiala a dumnealor/Răducanul Clenceanul Biv Vel/Stolinic și Dimitrie Topli-/ceanul Biv Vel Sluter./În cea de nou făcută tipografie a dimnealor/în București.La anul 1819.iunie/de Monahul Isaia tipograf în mănăstirea Neamțului./ | Muzeul Literaturii Române, Iași         | Cimec    |
|      | Kecragarion al dumnezeescului și sfântului Augustin Episcopul Ipponiei. Adecă patru cărți Autor: Gherontie și Grigore, traducători; Grigorie, prefațator | Datare: 1814 Școală: Mănăstirea Neamț, tipografia; Mihail Strilbitchi, tipograf Dimensiuni: 22,5 x 17,5 cm Material: hârtie manuală | Kecragarion/al Dumnezeescului și Sfântului/Augustin Episcopul Ipponiei./Adecă patru căeți./Întâia, Cugetări, Adoua, Singuratece cuvinte. Atreia, Pentru Privirea lui Hristos. Apatra, Pentru zdrobirea inimii./Întru care sa cuprind laude, și rugăciuni, și mulțumiri prea fierbinți, pre care Dumnezeul Părinte neâncetat înălțîndule către Dumnezeu, strigă./care sau tălmăcit de cuviosii dascăli Gherontie și Grigore. Si acum întâiu sau dat tipariu, cu blagoslovenia și cheltuiala prea Sfinții sale Kirio/Kir: Veniamin, Arhiepiscop și Mitropolit a toată Moldavia./În tipografia Sfintei Mănăstiri Neamțul./ În vremea cuviosului: Arhimandrit; și stareț. Kir Silvestru./În anul dela Hristos 1814. iunie 15. | Muzeul Literaturii Române, Iași         | Cimec    |
|      | Acatist | Datare: 1807 Școală: Buda. Tipografia Universității Ungurești Dimensiuni: 14,5 x 8 cm Material: hârtie manuală | Acatist/ cu/multe alese/rugăciuni/pentru/evlavia fiestecareia creștinilor:/cu/Blagoslovenia celor mari/acum întâia oară./În Buda/ tipărit în Crăiasca Tipografie a /Universității Ungurești, /la anul 1807. | Muzeul Literaturii Române, Iași         | Cimec    |
|      | Antropologhia sau scurtă cunoștință despre om Autor: Vasici Ungurian, Pavel , traducător, prefațator | Datare: 1830 Școală: Buda, Tipografia Universității ungurești Dimensiuni: 20,5 x 13,5 cm Material: hârtie manuală | Antropologhia/sau/scurtă cunoștință/despre om/și însușirile sale/întocmită și întru acest rând adusă/de/Pavel Vasici Ungurian/al meditinei auzitoriu/anthropologie./În Buda/La Crăiasca Tipografiea Iniversitatei Ungurești./ 1830. | Muzeul Literaturii Române, Iași         | Cimec    |
|      | Gheografia sau scrierea pământului Autor: Nicolau, Nicola, editor | Datare: 1814 Școală: Buda, Tipografia Universității Dimensiuni: 19,5 x 12,5 cm Material: hârtie manuală | Gheografia/sau/scrierea pământului,/ întocmită după orânduiala cea mai nouă, așe-/zată pentru patru părți ale pământului, adecă:/Evropa, Asia, Africa, America/cu tot cuprinsul lui./Acum întâiu de noi iubitoriu de neamul româ-/nesc pre Românie tipărită și dată/afară la lumină./Tomil I.../cu toată cheltuiala blui Nicola Nicolau din Brașov/ sau tipărit./ La buda/ În Crăiasca Tipografie a Universitatei Ungariei/1814. | Muzeul Literaturii Române, Iași         | Cimec    |
|      | Retorica, adecă învățătură și întocmirea frumoasei cuvântări Autor: Molnar, Ioan | Datare: 1798 Școală: Buda, Tipografia Orientalisticească a Universității Peștii Dimensiuni: 21 x 13 cm Material: hârtie manuală | Retorica/adecă/învățătura/și/întocmirea frumoasei cuvântări/acum întâiu izvorâtă pe limba românească./Înpodobită cu pildele vechilor/filosofi, și dascăli bisericești./ În Buda./Sau tipărit în Crăiasca Tipografie Orientalicească,/a Universității Pestii/1798. | Muzeul Literaturii Române, Iași         | Cimec    |
|      | Filosofia cuvântului și năravurilor adecă loghica și ithica elementare Autor: Heinceccius, Ioannes Gottlieb; Eufrosin Poteca, traducător, prefațator | Datare: 1829 Școală: Buda, Tipografia Universitatei Ungariei Dimensiuni: 20,5 x13 cm Material: hârtie manuală | Filosofia/cuvântului și a năravurilor/adecă/Loghica și Ithica/elementare,/căruia să pune înainte istoria filosoficească/scrise întâi latinește de lăudatul profesor Io./Gottlieb Linechiem, find în cathedra Filos./din Ialta. Apoi traduse în limba elinească/de/Grigorie Brâncoveanul,/iar acum în limba românească/de/Eufrosin Dimitrie Poteca,/Iermonah și profesor de filosofie dela București spre/povățuire la lecțiile sale de filosofie./Logica und moral-Philosofie Walachisch./La Buda/În Crăiasca Tipografie a Universitatei Ungariei./1829. | Muzeul Literaturii Române, Iași         | Cimec    |
|      | Istoria scripturii vechiului testament Autor: Costachi, Veniamin - traducător, prefațator | Datare: 1824 Școală: Iași, Tipografia Mitropoliei; Ierodiaconul Evtimie Andrei, tipograf Dimensiuni: 22 x 18,5 cm Material: hârtie manuală                                                                                                   | Istoria/scripturii vechiului/testament/spre întrebuințarea româneștii/tinerimi./Tălmăcită de pre limba elinească pre a noastră/romanomoldovenească, de smeritul/Veniamin Costachi Mitropolitul Moldaviei/și tipărită cu a sa cheltuială./ în zilele Prealuminatului și Preaânălțatului Domnului Nostru,/Ioan Sandul Sturza Voevod. Tomul întâiu,/cuprinzând istoria tinereții vârsteo și a progătirii lui Isus Hristos/spre petrecerea sa cea în Iubeala Nordului, pre cei trei ani ai arată-/tei în lume vieții lui până la mareîncuviințata sa intrare în Ierusalim./sau tipărit în Tipografia Sfintei Mitropolii Moldovei,/în orașul Iași. La anul dela Hristos 1824./De Ierodiaconul Andrei. | Muzeul Literaturii Române, Iași         | Cimec    |
|      | Octoihos adecă Osmoglasnic Autor: Kir Stefan, mitropoli, Ed. Com. | Datare: 1736 Școală: București, Tipografia Mitropoliei, Logofăt Radul Iacovici, tipograf Dimensiuni: 32 x 21 cm Material: hârtie manuală | Octoihos/Adecă Osmoglasnic./care are în sine toată slijba ci să cuvine a vecernelor/înpreună și o săptămână cu toate ale ei rânduiale./acuma adouaoară tipărită după izvodul cealui/dintâi/în zilele prealuminatului domn, si/oblăduitoriu a toată Țara Românească./cu blagoslovenia și cu toată cheltuiala preasfintei/lui Mitropolit al Ungrovlahiei/Kir Ștefan./În Sfânta Mitropolie în București/ La anul dela zidirea lumii 7244./De Radul Logofăt Iacovici/Tipograf. | Muzeul Literaturii Române, Iași         | Cimec    |
|      | Triodion Autor: Sotiriovici, Duca, pref. | Datare: 1747 Școală: Mitropolia Iași, tipografia. Duca Sotiriovici, tipograf Dimensiuni: 38 x 23 cm Material: hârtie manuală | Triodion/care și zilele prea luminatului și în-/altului domnului nostru, /Io Grigorie Ghica/Voevoda/cu blagoslovenia a prea Dfinti-/tului Mitropolit/Kira/Nichifor/acuma întâiu întraceastasa/chip s-au tipărit/de duca Sotirovici tipograful dela Thasasu, cu a cărui cheltuială/întru a sa tipografie în Iași./La anul de la Zidirea lumii:/7255/iară dela întruparea domnului/1747. | Muzeul Literaturii Române, Iași         | Cimec    |
|      | Versuri musicești Autor: Pann, Anton | Datare: 1830 Dimensiuni: 18 x 10,5 cm Material: hârtie manuală | Versuri/ ce să cântă la nașterea mântuitorul/nostru Isus Hristos, și în alte sărbători ale/anului./compuse/de/Anton Pann/profesorul de muzică al Scolii Naționale/din București./Tipărite în Privilegiata Tipografie/din București./1830. | Muzeul Literaturii Române, Iași         | Cimec    |
|      | Abetedar/Grecoromanu/și/bulgaru/în trei limbi Autor: Vasile, Manole | Datare: 1827 Școală: București. La Cismea. Vasile Manole Tipograf Dimensiuni: 18 x 11,5 cm Material: hârtie manuală | Abetedar/grecoromanu/și/bulgaru/în trei limbi, cu frumoase dialoguri, rugăciuni-/în letii moralicești, idei fizicești, gro-/graficești, și istoricețti./ Acum întâiu tipărită pentru folosul copiilor./cu cheltuiala dumnealui Vasile Manole/Epistatul Tipografiei./ În București la Cismea./ 1827. | Muzeul Literaturii Române, Iași         | Cimec    |
|      | Înfruntarea jidovilor asupra legii, și a obiceiurilor lor Autor: Neofit, traducător | Datare: 1803 Școală: Mitropolia Iași. Tipografia. Macarie și Gherasim tipografi. Dimensiuni: 20 x15 cm Material: hârtie manuală | Înfruntarea/ jidovilor/ asupra legii, și a obiceiurilor lora,/cu dovediri din sfânta, și dumnezeiasca scriptură,/atâta din cea veche, cât și din cea nouo./Acum întâiu, întru aceastasi chip/tipărită/ în zilele prea luminatului, și pre în-/ălțatului domnului nostru/Alecsandru Constandin/Moruzi Voevoda./Întru adoua domnie a Mării Sale/în Moldavie./cu Blagoslovenia, și cu toară chel-tuiala preasfintei salekiru kira/Iacov, Mitropolit a toată Moldavia, în Iași/ La anii dela Hristos 1803: fevruarie 8./sau tipărită de Ieromonahul Kira Macarie, Du-/hovniculsfintei Mitropolii/și de Gherasim Ierodiacon: tipografi. | Muzeul Literaturii Române, Iași         | Cimec    |
|      | Octoihos adecă Osmoglasnic Autor: Kir Leon, Mitropolit al Moldovei | Datare: 1786 Școală: Mitropolia Iași. Tipografia Mitropoliei. Mihaiu Strilbitchi și fiul sau Policarp, tipografi Dimensiuni: 19 x 13 cm Material: hârtie manuală                                                                             | Octoihos/adecă/osmoglasnic/acuma întraceasta chip tipărită/cu blagoslovenia pre Osfintitului Mitropolit/al Moldaviei/Kiru Kira Leon/întru afințiisale tipografie în sfânta/Mitropolie în Iași./În zilele Luminatului și Prea Înălțatului/Domnului Nostru Alecsandru/Ioan Mavrocordat Voevod/ întru întâia domnie a Mării sale/ la anii dela Adam 7294./Iară dela nașterea lui Hristos 1786./sau tipărită de Popa Mihaiu Strilbitchi/Iconom din Mitropolia Iașului/ți de fiul sau Policarp. | Muzeul Literaturii Române, Iași         | Cimec    |
|      | Catavasieriu Autor: Strilbitchi, Mihail, prefațator | Datare: 1778 Școală: Tipografia Mitropoliei. Mihaiu Strilbitchi, tipograf Dimensiuni: 14,5 x 9 cm Material: hârtie manuală | Catavasieriu/acum întâi tipărită în-/tru. | Muzeul Literaturii Române, Iași         | Cimec    |
|      | Scrisoare Autor: Galaction, Gala | Datare: 1954 Dimensiuni: 16 x 115,5 cm Material: hârtie de culoare violet | Scrisoare a lui Gala Galaction către Mihai Negruzzi. | Muzeul Literaturii Române, Iași         | Cimec    |
|      | Visătorul de vise Autor: Regina Maria | Datare: 1915 Școală: Editura Institutului de Arte Grafice București Material: hârtie | | Muzeul Literaturii Române, Iași         | Cimec    |
|      | Carte romîneascp de învățătură Autor: Varlaam, Mitropolit al Moldovei | Datare: 1643 Școală: IAȘI , TIPOGRAFIA DOMNEASCA . MANASTIREA ATREI STELI . ILIIA TIPOGRAF , GRAVOR Material: HARTIE MANUALA | Carte românească / de învățătură dumeneceli /preste an și la praznice înpărăte- / ști. Și la Svinții mari. / cu zica și cu toata cheltuiala / lui Vasilie Voevoda / și Domnul Țării Moldaviei. Din multe / scripturi tălmăcită. Din limba / sloveniasca pre limba romenască . / De Varlaam Mitropolitul / de Țara Moldovei / în tipariul domnesc. În mănăstirea / Atrei Steli în Iași. Dela Hristos 1643. | Muzeul Literaturii Române, Iași         | Cimec    |
|      | Catavasier grecesc și românesc Autor: Popovici, Ioan, prefațator; Conzistoriul Neuniților, patron | Datare: 1803 Școală: Tipografia lui Ioan Bart Dimensiuni: 18,5 cm x 1 cm Material: hârtie manuală | Catavasierii/grecesc/și românesc,/ acum tiparit in zilele/Prea Înaltului Împaratului/nostru/Franțisc al duoilea./Prin Slobozenia Cinstitului/Conzistoriuo/ al nemților./Sibii, in Tipografia lui Ioan Bart./ 1803. | Muzeul Literaturii Române, Iași         | Cimec    |
|      | Evanghelie Autor: Costachi, Veniamin - editor | Datare: 1821 Școală: MANASTIREA NEAMȚ . TIPOGRAFIA , KIR ILARIE TIPOGRAF Dimensiuni: 40 X 29 cm Material: HARTIE MANUALA | Întru slava finței, și ceii de o ființa, și de /viațainalțatoarei și ne desparțitei Teimi / a Ttatalui, și a Fiului, și a /Sfântului Duh./ Acum întâi întru aceastași chip sau tipărită / Sfânta și Dumnezeiasca Evanghelia aceasta /în zilele bine credinciosului și de Hs. iubitoriului /domnului nostru /Mihail Grigoriu Suțul voevod. /Cu blagoslovenia prea osfințitului arhiepiscop și /mitropolit a toata Moldavia /kiriu Kiriu Veniamin./Întru al noaolea an al arhipastoriei sale după a doa /viețare și suire la scaunul Sfintei Mitropolii. / Prin osârdia prea cuviosului arhimandrit și stareț /al sfintelor monastiri Neamțului și Secului . /Kira Ilarie . /În tipografia Sfintei Monastiri Neamțul. /În anul dela zilele lumii 7329 . /Iară dela întruparea cuvântului lui Dumnezeu, 1821 . /Indicatul, 9. luna martie 26. | Muzeul Literaturii Române, Iași         | Cimec    |
|      | Tractatus Historicus Autor: Gaspar Peucero, Philip Melanthonis | Datare: 1596 Dimensiuni: 19 X 15 cm Material: HÂRTIE MANUALĂ | | Muzeul Literaturii Române, Iași         | Cimec    |
|      | O mie și una de nopți sau Halima (TOM V-VI) Autor: Barac, Ioan, traducător | Datare: 1836 Școală: TIPOGRAFIA LUI IOAN BARAC Dimensiuni: 17X10,5 cm Material: HARTIE MANUALA | O mie și una de nopți / istorii arabicești / sau / Halima / Istoria toată tradusă din nemțește / de / Ioan Barac / Tomu V / cu cheltuiala domnii sale / Rudolf Orghidan / în tipografia / Brașov / 1836. | Muzeul Literaturii Române, Iași         | Cimec    |
|      | Întâmplările răsboiului franțozilor Autor: Alexie Lazaru, autor | Datare: 1814 Școală: LA CRAIASCA TYPOGRAFIE A UNIVERSITATEI UNGUREȘTI Dimensiuni: 18,5X12cm Material: HÂRTIE MANUALĂ | INTAMPLARILE / RASBOIULUI / FRANȚOZILOR , / ȘI / INTOARCEREA / LOR / DELA / MOSCVA . / S.C.L. / Întâmplările / răsboiului / franțozilor , / și / intoarcerea / lor / dela / Moscva . / s.c.l. / Tălmăcite de pre nemție de un iubitoriu de / neamul românesc. Și cu cheltuiala dumnealui / Alexie Lazăru date în tipariu. / La buda. / În Crăiasca. | Muzeul Literaturii Române, Iași         | Cimec    |
|      | Tâlcuirea celor șapte taine Autor: Costachi, Veniamin - prefațator, traducator | Datare: 1807 Școală: MITROPOLIA IAȘI , TIPOGRAFIA , SILVESTRU MONAHU ȘI DIMITRIE ILIAVICI BUCOVINEANUL TIPOGRAFI Dimensiuni: 21,5X17cm Material: hârtie manuală                                                                              | Tălmăcitusau această sfântă și multă folositoare carte ce să numeaște /tâlcuirea cealora șapte sfinte taine ale bisearicii./În zilele prea luminatului și prea inalțatului domnului nostru./Constantin Alecsandru Ipsilanti voevod./ Tălmăcită din limba elinească de însuși prea sfinția sa parintele arhiepis-/ copul și mitropolitul a toată Moldavia,/ kiriu kira Veniamin./Care cu blagoslovenia și cheltuiala prea o sfinției sale sau îndreptat cu / dinadinsul , și sau dat și în tipariu spre folosul cea de obște al Moldove-/ nilor. Adaogandusa pre orma o învățătură pre scurt, și simbolul cre-/ dinții tălcuită./ În tipografia Sfintei Mitropolii in Iași. În anul 1807. | Muzeul Literaturii Române, Iași         | Cimec    |
|      | Istorie Universală Autor: Molnar Pinariu, Ioan, traducator, prefațator | Datare: 1800 Dimensiuni: 20,5X13,5cm Material: hârtie manuală | Istorie / universală / adecă / de obște / care / cuprinde în sine întâmplările / veacurilor vechi întocmită / prin / signor Milot / commemorum Academii / Francești din Lion./ Iară / acum înaiadată tălmăcită / în limba românească./ Tomul întâi./ În Buda,/ sau tipărit în Craiasca tipografie orientaliceas- / ca a Universitatei Peștii./ 1800. | Muzeul Literaturii Române, Iași         | Cimec    |
|      | Calendar pe anul 1814 | Datare: 1814 Dimensiuni: 20X12cm Material: hârtie manuală | | Muzeul Literaturii Române, Iași         | Cimec    |
|      | Molitvelnic Autor: Dositheu, Mitropolitul Ungrovlahiei, prefațator, editor | Datare: 1794 Școală: TIPOGRAFIA MITROPOLIEI , DIMITRIE PETROVICI , TIPOGRAF Dimensiuni: 20,2X15cm Material: hârtie manuală | Molitvelnic / acum întru acest chip s-au tipă- / rit , întru întâia domnie a prea / luminatului domn , / io Alecsandru Constantin Muruzu / voevod , / cu blagoslovenia și cu toată cheltuiala / prea sfinții și ale părintelui kiriu kira / Dositheu / mitropolitul Ugrovlahiei . / În Sfânta Mitropolie a Bucureștilor , / la anii dela HS . 1794 . / S-au tipărit de Dimitrie Petrovici /București tipografia. | Muzeul Literaturii Române, Iași         | Cimec    |
|      | Ceaslov tipărit după rânduiala Bisearicii Răsăritului Autor: Barac, Ioan, editor, tipograf; Francisc de Șobeti, editor, tipograf | Datare: 1826 Școală: TIPOGRAFIA MITROPOLIEI , DIMITRIE PETROVICI , TIPOGRAF Dimensiuni: 17X10,5cm Material: hârtie manuală | Ceaslov / tipărit după rânduiala Bisea-/ ricii Răsăritului de legea grecească./Cu slobozenia cealor mai mari./brașov,/ sau tipărit în tipografia domnului /Franțisc de Șobeli / prin /Fridrih August Herfurst,/ 1826. | Muzeul Literaturii Române, Iași         | Cimec    |
|      | Cuvinte puține oarecare ale lui Ioan Gură de Aur Autor: Pafnutie, prefațator | Datare: 1827 Școală: BUCUREȘTI , TIPOGRAFIA MANASTIRII , MATEI BABEANUL TIPOGRAF Dimensiuni: 32X22cm Material: hârtie manuală | Cuvinte puține oarecare / din ceale multe ale cealui întru / sfinți părintelui nostru / Ioan Gura de Aur./Acum întâi tipărite,/în zilele prealuminatului și preaânăl-/ țatului nostru domn / Grigorie Ddimitrie Ghica voevod / cu blagoslovenia celui de acum a toată/ Ungrovlahia mitropolit Kiriu Kir Grigorie./ de carele sau și tălmăcit din limba elen-/ iească, spre folosul neamului nostru./ în București / în Sfânta Mitropolie. La anul 1827./ De Mathei Babeanul tipograful. | Muzeul Literaturii Române, Iași         | Cimec    |
|      | Cuvintele și învățăturile pre cuviosului părintelui nostru Efrem Sirul Autor: larie Arhimandrit, traducator; Beniamin C., editor | Datare: 1823 Școală: MĂNĂSTIREA NEAMȚ , TIPOGRAFIA . BENIAMIN EDITOR Dimensiuni: 31X21cm Material: hârtie manuală | Cuvintele și învățăturile / prea cuviosului părintelui nostru / Efrem Sirul / care să cuprind întru atria carte./ Tălmacită adecă mainainte, dar / urmate și tălmăcite în zilele bine cre-/ dinciosului și de Hs. iubitoriul domn / Ioan Sandul Sturdza / voevod . /Cu blagoslovenia și îndreptarea prea / sfințitului arhiepiscop și mitropo-/lit al Moldaviei./ Kiriu Kir Veniamin./ Dupre Alecarui tomeri grecolatine / sau și urmat și sau îndreptat spre / folosul de obște./ Pe vreamea prea cuvioșiei sale kir / ilarie arhimandrit și stareț al / sfintei monastiri Neamțul și Secul./ În tipografia sfintei monastiri Neamțul./ în anul mântuirii 1823. | Muzeul Literaturii Române, Iași         | Cimec    |
|      | Cuvintele și învățăturile pre cuviosului părintelui nostru Efrem Sirul Autor: Ilarie Arhimandrit, traducator, Beniamin C., editor | Datare: 1823 Școală: MĂNĂSTIREA NEAMȚ , TIPOGRAFIA . BENIAMIN EDITOR Dimensiuni: 31X21cm Material: hârtie manuală | Cuvintele și invățăturile / prea cuviosului părintelui nostru / Efrem Sirul./ Care să cuprind întru atria carte./ Tălmăcită adecă mainainte, dar / urmate și tălmăcite în zilele bine cre-/ dinciosului și de Hs. Iubitoriul domn / Ioan Sandul Sturdza / voevod / cu blagoslovenia și îndreptarea prea / sfințitului arhiepiscop și mitropo-/ lit al moldaviei./ Kiriu Kir Veniamin./ Dupre alecarui tomeri grecolatine / sau și urmat și sau țndreptat spre / folosul de obște./ Pe vremea prea cuvioșiei sale Kir / Ilarie Arhimandrit și stareț al / sfintei monastiri Neamțul și Secul./În tipografia sfintei monastiri Neamțul./ În anul mântuirii 1823. | Muzeul Literaturii Române, Iași         | Cimec    |
|      | Aflavita sufletească Autor: Iacob Putineanul, traducător | Datare: 1755 Școală: Mitropolia Iași, Tipografia. Grigorie Stanovici, tipograf Dimensiuni: 16,5 x 16,5 cm Material: hârtie manuală | Alfavita / sufletească / spre folosul de obste a tuturora / celora ce vora se viețuiască lui / Dumnezeu cu voia placere. Acuma / întaio intru aceastasa chip tipări / tă în zilele Prea Luminatului. / și Prea Înălțatului domnului no- / stru . Io Matei Ghica / voevoda . cu toată blagoslovenia și cu toată cheltuiala Prea o Sfin- / titului Mitropolit Kiriu Kira / Iacova în Sfânta Mitropolie în Iași , leat 1755 de Grigorie Stanovici tipograf. | Muzeul Literaturii Române, Iași         | Cimec    |
|      | Tipicon Autor: Kir Veniamin, Mitropolit și Arhiepiscop al Moldovei, prefațator | Datare: 1816 Școală: Mitropolia Iași, Tipografia. Stoica și de Matei, tipografi Dimensiuni: 36X23 cm Material: hârtie manuală | Tipicon/ întru slava Sfintei, Celei de o Ființă,/ Făcătoare de Viața, și de Despărțitei / Treime, a Tatălui și Sfântului,/ și a Sfințitului Duh/ sau tălmacit aceasta carte ce să numește/ Tipicon / de pe cea elinomenica de …. și/ sau dat în tipări acum întăi. Întru întâia domnie / a Prea Luminatului și Înălțatului nostru domn/ Scarlat Alecsandru Calimah voevod./ Cu blagoslovenia și toată cheltuiala prea o sfințitu-/ lui arhiepiscop și mitropolit a toată Moldavia./ Kirio kirio Veniamin/ întru al patrulea an al arhipastoriei sale dupa a doua/ sismă și suire la scaunul Sfintei Mitropolii./ În tipografia Sfintei Mitropolii în Iași. / La anul dela HS. 1816./ de Ieromonahul Stoica, și Mateiu. | Muzeul Literaturii Române, Iași         | Cimec    |
|      | Adoleshia Filotheos adică Îndeletnicire folositoare de Dumnezeu Autor: Evghenie Vulgaris; Veniamin Costchi, traducător | Datare: 1819 Școală: Mitropolia Iași, Tipografia. Veniamin Costachi, ed, tip. Dimensiuni: 23x16 cm Material: hârtie manuală | Adoleschia/filotheos/adecă:/îndeletniire/folositoare de Dumnezeu./adecă:/din cetirea cărții celor cinci sfinte scrip-/turi ale lui Moisi, înțelegeri de suflet folo-/sitoare și mântuitoare,/alcătuită de/arhiepiscopul Evghenie/Vulgariul./și acum pre limba românească tălmăcită,/în tipografia: de s.v.n.m.n.m.m./în zilele prea înaltului domn/Mihail Grigoriesutul voevod./Tomul al doilea./întrucre sa cuprind înțelegerile ceale din ceti-/rea ounuia din ceale cinci sfinte carți, a ieșirii./sau tipărit în tipografia Sfintei Mitropolii în Iași, la anul 1819. | Muzeul Literaturii Române, Iași         | Cimec    |
|      | Psaltirea Proorocului și Împăratului David Autor: Gavril, Mitropolitul Moldovei | Datare: 1782 Școală: TIPOGRAFIA SFFINTEI MITROPOLII. IAȘI Dimensiuni: 22X15cm Material: HÂRTIE MANUALĂ | Psaltirea Proorocului și Împăratului David. | Muzeul Literaturii Române, Iași         | Cimec    |
|      | Margaretele Sfântului Ioan Zlataust Autor: Greceanu, Radu și Șerban , traducători | Datare: 1691 Școală: Mitrofan, Episcop de Buzău, tipograf Dimensiuni: 26 x19 cm Material: hârtie manuală | Mărgăritare, adecă cuvinte de multe fealiuri; de mulți dascăli tălmăcite den limba elenească pre limba grecească [...] s-au scis de pre limba grecească pre limba umanească / [de logofătul Șerban Greceanu]; cu porunca și cu toată cheltuiala prealuminatului domnu Ioan Constantin Basarab voevod. [...] acum întâi [...] sau dat in tipariu. în Bucuresti; cu cheltuiala ....[ lui ] Ioan Constantin Basarab voevod; s-au tipărit în Sfânta mitropolie, 1691. | Muzeul Literaturii Române, Iași         | Cimec    |
|      | Simieon Arhiepiscopul Tesalonicului Autor: Grigorie, Mitropolit al Ungrovlahiei | Datare: 1765 Școală: MITROPOLIA BUCURESTI.TIPOGRAFIA. IORDACHE STOICOVICI TIPOGRAF Dimensiuni: 31X22 cm Material: hârtie manuală | Simieon/ Arhiepiscopul/ Tesalonicului/ care acum întâi întraceast chip sau tipărit și sau/ diortosit după elinie pre limba românească./ Întru întăiul an acei de Dumnezeu Înalțatei domnii/ a prea Luminatului și Înălțatului domnului nostru/ Io Ștefan Mihaiu / Racoviță voevod./ cu blagoslovenia și cu toată cheltuiala a prea Sfințitului Mitropolit al Ungrovlahiei/ kir Grigorie / în Sfânta Mitropolie în București/ la anul de la zidirea lumii leat 1765./ de Iordache Stoicovici tipograf. | Muzeul Literaturii Române, Iași         | Cimec    |
|      | Dumnezeieștile și sfintele liturghii Autor: Kir Cozma, episcopul Buzăului | Datare: 1769 Școală: BUZAULUI. TIPOGRAFIE. COSTADIN UCENIC. TIPOGRAF Dimensiuni: 18.5X14c18.5X14 cm Material: hârtie manuală | Dumnezeieștile și Sfintele/ Liturghii/ a celora dintru sfinti părințilora no-/ ștri, a lui Ioaniia Zalatousta: a lui Va-/ silie cela Mare; și a predestenii./ acuma tipărită întru întâia domnie a-/ Prea Luminatului domnului nostru;/ Io Alecsandru Scarlat Ghica voevoda./ cu blagoslovenia Prea Sfintitului Mitropo-/ lit ala Ungrovlahiei;/ prina osârdia și toată cheltuiala iobi-/toriului de Dumnezeu:/ kir Cozma Episcopul Buzăului./ în Sfânta Episcopie a Buzăului./ La anul dela zidirea lumii 1769./ de Costadin ucenicul daca Iordache tipograf. | Muzeul Literaturii Române, Iași         | Cimec    |
|      | Simeon, arhiepiscopul Tesalonicului Autor: Mitropolitul Grigorie, prefațator; Iordache Stoicovici, traducător | Datare: 1765 Școală: MITROPOLIA BUCUREȘTI. TIPOGRAFIA. IORDACHE STOICOVICI, TIPOGRAF Dimensiuni: 33X22 cm Material: hârtie manuală | Simeon:/ Arhiepiscopul/ Tesalonicului./ care acum întâi întracest chip sau tipărit, și sau/ diortosit după elinie pre limba rumeanească./ Întru întâiul an al acei de Dumnezeu inaltatei domnii/ a Prea Luminatului și Înăltțatului domnului nostru./ Io Ștefan Mihaiu,/ Racovita voevod./ Cu blagoslovenia, și cu toată cheltuiala aprea Sfinți-/ tului Mitropolit al Ungrovlahiei/ kir Grigorie./ În Sfânta Mitropolie în București./ La anul dela zidirea lumii leat; 1765/ de Iordache Stoicovici tipograful. | Muzeul Literaturii Române, Iași         | Cimec    |
|      | Viețile sfinților pe luna februarie Autor: Kir Ioan, Arhimandrit și stareț al mănăstirilor Neamț și Săcului | Datare: 1812 Școală: NEAMT. TIPOGRAFIA. KIR IOAN ARHIMANDRIT SI STARET. TIPOGRAF Dimensiuni: 37,5X23,5 cm Material: hârtie manuală | Întrtu/ slava Sfintei cei de/ o Ființa și de Viață Făcătoa- / rei și Nedespărțitei Troiței./ a Tatălui și a Fiului,/ și a Sfântului Duh./ În zilele Blagocestivului Sângur stăpâni-/ toriului Marelui Domn Împărat/ Alecsandru Pavlovici a toată/ Rusia,/ cu blagoslovenia Prea Sfintitului și Îndrep-/ tatoriului Sinod. și al aceluiași Cin și / ecsarh în Moldavia. Valahia. și Basarabia./ A Prea Sfințitului Mitropolit / Gavriil ./ Cu agiutoriul credincioșilor și de Hristos/ iubitorilor patrioți./ sau tipărit această sfântă și prea folo-/ sitoare carte ce cuprinde întru sineși vieți-/ le sfinților din luna lui fevruarie, carea acuma / sau tălmăcit din limba rusască în cea rumâ-/ nească lângă care sau mai adăogat.../ și den cea grecească spre mai mult folos, de obște în Sfânta Mănăstire Neamțul,/ întru a sa tipografie în vremea cuviosiei sale kir Ioan Aarhimandrit și Stareț Sfintelor Mănăstiri Neamțului și Sacului. La anul 1812.                            | Muzeul Literaturii Române, Iași         | Cimec    |
|      | Mărgăritare adecă cuvinte de multe fealuri a celui dintre sfinți părintele nostru Ioan Arhiepiscopul Tarigradului Autor: Neofit Criteanul, Mitropolit aș Țării Românești și Exarh al Plaiurilor | Datare: 1746 Școală: MITROPOLIA BUCURESTI.TIPOGRAFIE. POPA STOICA SI IACOVICI TIPOGRAFU Dimensiuni: 28X19,5 cm Material: hârtie manuală | Mărgăritare/ adecă/ cuvinte de multe fealiuri/ acelui dintru sfinți părintele nostru,/ Ioan Arhiepiscopul / Țarigradului Zalatousta./ și ale altora sfinți părinți, de mulți da-/ scăli tălmăcite. După limba elinească pre/ limba grecească./ Acuma adoua oara tipărită pre limba ruminească/ cu blagoslovenia prea Sfințitului Mitropo-/ lit al țării,kir/ Neofit dela Crita./ și sau tipărit în orașul Bucureștilor./ de cucernicul între preoți,/ Popa Stoica; Iacovici tipograf. | Muzeul Literaturii Române, Iași         | Cimec    |
|      | Sfânta și Dumnezeiasca Evanghelie Autor: Kir Neofit Criteanul, Mitropolit al Țării Românești | Datare: 1750 Școală: MITROPOLIA BUCURESTI. TIPOGRAFIE. BARBU BUCURESTEANUL; TIPOGRAF Dimensiuni: 31X21 cm Material: hârtie manuală | Sfânta și Dumnezeiasca / Evanghelie/ acuma întâi tipărită, întru a doaua/ domnie a țării româneăti, a Prea / Înalțatului domn/ Io Grigorie Ghica voevod/ cu blagoslovenia și toată chel-/ tuiala a prea o sfintitului/ kir Neofit Criteanul,/ Mitropolitul a toatei țări/ rumeanești, și ecsarh plaiurilor./ și sau tipărita/ cu scara ei după o-/ rînduială den grecești./ În Sfânta Mitropolie în București:/ la anii dele zidirea lumii, 1750./ De Barbu Bucureșteanul tipograf. | Muzeul Literaturii Române, Iași         | Cimec    |
|      | Biblia Adeca Dumnezeiasca scriptură Autor: Micu-Klein, Samuill, traducator | Datare: 1795 Școală: TIPOGRAFIA MITROPOLIEI. BLAJ Dimensiuni: 38x25 cm Material: hârtie manuală | Biblia/adecă/dumnezeiasca scriptură/a legii vechi și a ceii noao/toate/care sau tipărita de pre limba elinească pre înțalesul limbii romeanești./acuma întaio sau tipărita romeaneaște supt stăpânirea prea înalta-/tului împărat a romanilor/ Frantisc al doilea/Craiosul Apostolicesc Mare Prințipe al Ardealului. și ceala lalte:/ cu blagoslovenia Mării Sale Prea Luminatului și Prea Sfânțitului / Domnului Domn/ Ioan Cova/ Vladicul Fagarasului/ în Blaj la Mitropolie / anul dela naltarea lui HS./1795. | Muzeul Literaturii Române, Iași         | Cimec    |
|      | Sfintele și Dumnezeieștile Liturghii acelor dintre sfinții părinților noștri Autor: Bart, Petru | Datare: 1798 Școală: TIPOGRAFIA LUI PETRU BART SIBIU. PETRU BART EDITOR TIPOGRAF Dimensiuni: 23X18 cm Material: hârtie manuală | Sfintele /și/ dumnezeieștile/ liturghii/ acelora dintre sfinții părinților noștri,/ a lui/ Ioan Zalatoust,/ a lui Vasilie cel Mare,/..../ tipărită în zilele preaînalțatului țmpărat/ Frantiscus al doilea./ cu slobozenia Înalțatului Craicului Guberniei a tot Ardealului./ sau tipărit în Sibii în Tipografia lui Petru Bart./ 1798. | Muzeul Literaturii Române, Iași         | Cimec    |
|      | Sinopsis adecă cuprindere în scurtă a ceii vechi și a ceii noao scripturi Autor: Filaret, Episcopul Râmnicului | Datare: 1783 Școală: TIPOGRAFIA RAMNIC. DIMITRIE MIHAIL POPOVICI TIPOGRAF Dimensiuni: 22X15 cm Material: hârtie manuală | Sinopsis / adecă cuprindere în scurta / a ceii vechi și a ceii noaoscripturi./ a celui dintru sfinții părintelui nostru/ Atanasie cel Mare Patriarhul Alecsandriei:/ tipărită acuma întăio rumaneaște, în zilele Prea Luminatului Domn: Io Nicolae Constandin / Caragea voevod. cu blagoslovenia și toată cheltuiala / Prea Sfinții sale iubitoriului de Dumnezeu / Kiriu Kir Filaret Episcopul Râmnicului./ În Sfânta Episcopie a Râmnicului. În / tipografia cea noao ce s-au făcuta cu chel-/ tuiala Prea Sfinții sale:/ la anii dela Hristos 1783./ sau tipărită de Dimitrie Mihai Po-/ povici tipograful Râmnicului. | Muzeul Literaturii Române, Iași         | Cimec    |
|      | Liturghie Autor: Iacov, Mitropolit al Moldovlahiei | Datare: 1759 Școală: MITROPOLIA IASI. TIPOGRAFIE.GRIGORIE STANOVICI TIPOGRAF Dimensiuni: 32X 20 cm Material: hârtie manuală | Liturghie/ carea acuma întâi sau tipărit/ întru aceastași chip./ În zilele prea Înălțatului/ Domn. Io/ Ioan Feodor voevod./ Cu osîrdia, și cu toată/ cheltuiala, prea o sfințitului/ mitropolit al Moldovei,/Kir Iacov./ Întru a sa tipografie, În Sfânta/ Mitropolie, în Iași./ La anii dela Adam 1759./sau tipărit de Grigorie tipograf. | Muzeul Literaturii Române, Iași         | Cimec    |
|      | Cazanii ce cuprinde în sine Evanghelia | Datare: 1768 Școală: IN SFANTA MITROPOLIE BUCURESTI. TIPOGRAFIE. POPA COSTANDIN TIPOGRAFUL RAMNICULUI EDITOR Dimensiuni: 28 x 19 cm Material: hârtie manuală                                                                                 | Cazanii/ ce cuprinde în sine Evanghelia tilcuită ale/ duminecilora de preste an, și cu caza-/ niile sinacsariului praznicelor împără-/ tești, și a sfinților celor mari, de preste an, care acuma întâia oara sau/ tipărit în zilele prea luminatului domn:/ Io Alecsandru Scarlat Ghica voevod:/ întru întâia domnie./Cu blagoslovenia și toată cheltuiala prea/ sfințitului Mitropolit al Ungrovlahiei/ Kira: Grigorie/ în sfânta Mitropolie în București:/ la anul dela zidirea lumii 1768. /Sau tipărit de cucernicul a între preoți/ Popa Costandin tipograful Râmnicului. | Muzeul Literaturii Române, Iași         | Cimec    |
|      | Sfânta și Dumnezeiasca Evanghelie Autor: Kir Gavriil, Mitropolit al Moldovei | Datare: 1762 Școală: MITROPOLIA IASI. TIPOGRAFIE. GRIGORIE TIPOGRAF Dimensiuni: 30X22 cm Material: hârtie manuală | Sfânta și Dumnezeiasca / Evanghelie/ carea acuma întâi sau tipărit/ întru aceastași chip/ în zilele prea înalțatului domn/ Io Grigorie Ioan voevod/ cu osârdia, și cu toată ./ cheltuiala prea sfințitului/ mitropolit al Moldovei/ Kir Gavriila./ Întru a sa tipografie, În Sfânta / Mitropolie, în Iași./ În anul dela zidirea lumii 1762./ De Grigorie tipograf. | Muzeul Literaturii Române, Iași         | Cimec    |
|      | Carte folositoare de seuflet Autor: Stratonic Ieromonahul; Antonie Monah, trad. | Datare: 1819 Școală: SFÂNTA MITROPOLIE, TIPOGRAFIA. VENIAMIN COSTACHI, EDITOR Dimensiuni: 21X15 CM Material: hârtie manuală | Carte folositoare/de suflet/despărțită în trei părți, dintre care/cea dintâio,/cuprinde învățătură către duhovnic./A doua,/canoanele sfântului Ioan Postnicul./Iar a treia,/sfătuirea ceia ce se mărturisește./Tălmăcită din limba grecească./și acum cu blagoslovenia și toată/ cheltuiala prea o sfințitului nostru Kirio Kirio Veniamin/arhiepiscopul și mitropolitul atoa-/moldavia./sau tipărit spre folosul cel de obște./Întru întâia domnie aprea înaltului/și prea luminatului domnului nostru Io Mihail Grigorie Șutul/voevod./În tipografia Sfintei Mitropolii dela Hristos: 1819. | Muzeul Literaturii Române, Iași         | Cimec    |
|      | Scrisoarea Moldovei Autor: Dimitrie Cantemir, autor; Gherontie Iermohahul, traducător | Datare: 1825 Școală: Mănăstirea Neamț. Tipografia. Kir Domețian, stareț; Mihail Strilbitchi gravor, tipografi Dimensiuni: 21x17 cm Material: hârtie manuală                                                                                  | Scrisoarea Moldovei. De/Dimitrie Cantemir dom-/nul el./Care acum înâiu sau tipă-/rit în zilele binecunoscutului/și de hristos iubitoriului domnului/ nostru Ioan San-/dul Sturza voevod,/cu blagoslovenia prea osfinti-/tului arhiepiscop și mitropolit/kirio kirio Vrni-/amin. Al Moldovei:/pe vremea prea cuviosului sta-/reț al sfintelor monastiri Neam-/țului și Secului./kir Domețian./În sfânta monastire Neamțul/la anul 1825. Agust în 19. | Muzeul Literaturii Române, Iași         | Cimec    |
|      | Psaltirea fericitului proroc, David. cu molitve la toate catehismele; și cu cantarile lui Moisi Autor: Gavril, Mitropolit al Moldovei, patronaj | Datare: 1766 Școală: Mitropolia Iași. Tipografie. Grigorie Stanovici Dimensiuni: 20 x 15 cm Material: hârtie manuală | Psaltirea/fericitului proroc/și împărat David/cu molitve la toate catehismele; și cu cântările lui/Moise./Cu pashalie; și cu al doilea paraclis al Preacistii/care acum sau tipărită întru aceastași chip./În zilele prea luminatului și prea înaltului/Domnului nostru/Grigorie Alecsandru Chica./Voe Voda./Întru întâia domnie a marisale./Cu blagoslovenia și cu toata cheltuiala a lui prea o/sfintului Mitropolit: al Moldovei,/Kiru Kir Gavriila./intru a sfintii sale, tipografie în Sfânta/Mitropolie, în Iași./1766/și sau tipărit de Grigorie Stanovisi tipograf. | Muzeul Literaturii Române, Iași         | Cimec    |
|      | Penticostarion xe are intru sine slujba ce se cuvine Autor: Iacov, Mitropolit al Moldovlahiei | Datare: 1753 Școală: Mitropolia Iași; Ioanu Simeonovici, tipograf Dimensiuni: 30,5 x 20 cm Material: hârtie manuală | Penticostarion/ce are întru sine slujba ce i să cuvine/care acuma întru sau tipărita/ în zilele prea înălțului domn/Io Constantinu Mihail Racovița Voevoda/cu blagoslovenia, și cu cheltuiala prea / sfintitului Mitropolit atoată / Moldovlahia. Kir Iacov/ țn orașul Iașilor:/ la anul 1753./ de cucernicul între diaconi Ioan Simeonovici, tipografu, ardeleanu | Muzeul Literaturii Române, Iași         | Cimec    |
|      | Sfânta și Dumnezeiasca Evanghelie Autor: Gavril, Mitropolit al Moldovei | Datare: 1762 Școală: Mitropolia Iași, Grigorie tipograf Dimensiuni: 27 x 19 cm Material: hârtie manuală | Sfânta șiDumnezeiasca/Evanghelie/carea acum întâia sau tipărit/întru acest asa chip./În zilele prea înălțatului domn./Io Grigorie Ioan Voevod/cu osârdia, și cu toată/cheltuiala prea sfântului/Mitropolit al Moldovei/Kir Gavriila/întru a sa tipografie, în sfânta/Mitropolie, în Iași./În anul dela zidirea lumii 1762 | Muzeul Literaturii Române, Iași         | Cimec    |
|      | Sinopsis adecă: adunare de multe învățături Autor: Iacov, Mitropolit al Moldovlahiei | Datare: 1757 Școală: Mitropolia Iași, Grigorie Stanovici, tipograf Dimensiuni: 19 x 14 cm Material: hârtie manualăbfiligranată | Sinopsis/adecă:/adunare de multe învățături./Care acum intai sau tipărit aceatasa/chip, în zilele prea înălțatului domnului/nostru, Io Scarlat Ghica Voevod./Cu osteneala, și toată cheltuiala o prea o/sfintului Mitropolitu al Moldovei/Kir Iacovu. întru a sa tipografie, în-/Sfânta Mitropolie în Iași./ În anii dela zidirea lumii. 1757./ sau tipărit de Grigorie Stanovici tipograf./ și sau tipărit de Grigorie Stanovici tipograf./și sau diorthosit de Evloghie Monahu. | Muzeul Literaturii Române, Iași         | Cimec    |
|      | Carte care se cheama răspunsul impotriva catihismului calvinescu Autor: Varlaam, Mitropolit al Sucevei și arhiepiscop al Moldovei; Năsturel, Udriște, logofăt - ed.st. | Datare: 1645 Dimensiuni: 16 x 10 cm Material: hârtie carton manuală | Carte/care sa cheamă/răspunsul împotriva/catihismusului/calvinescu/făcute de părintele/Varlaamu mitropolitu/Sucevei și arhiepiscopul/Tarii Moldovei/Tipărită vleato 7153 (1645) | Muzeul Literaturii Române, Iași         | Cimec    |
|      | Sfânta și dumnezeiasca Evanghelie Autor: Antim Ivireanul | Datare: În anul dela spsenia lumii Școală: In Sfânta Mănăstire în Snagov Dimensiuni: 29,5 x 20 cm Material: hârtie manuală | Sfânta și Dumnezeiasca/Evanghelie/cu voia prea luminatului, și înalța-/tului Domn, și oblăduitoriu/atoată țara Rumânească, io/constandin Voevod./și cu porunca purtătorului pravoslaviei/prea sfințitu Kir Teodosie Mitropolitu/atoatei țări Rumeanești, și/ecsarhu plaiurilor:/acuma adouaoară tipărită și diorthosi-/tă mai cu multă nevoință./ În sfânta mănăstire în Snagov./La anul dela spsenia lumii, 1697./De smeritul intre eromonahi/Antim Ivireanul | Muzeul Literaturii Române, Iași         | Cimec    |
|      | Sfânta și Dumnezeiasca Evanghelie Autor: Theodosie, Mitropolit al Tării Românești; Șerban Cantacuzino Basarab Voevod | Datare: 1682 Școală: Mitropolia Bucureștilor, tipografia; Chiriac, tipograf Dimensiuni: 28,5 x 19, 5 cm Material: hârtie manuală | Sfânta și Dumnezeiasca/Evanghelie/care întracesta chip tocmită dipre oran-/duiala greceștii Evanghelii, acuma îtâi sau/tipărit/den porunca, și cu toată cheltuiala, prea/luminatului, și prea înălțatului domn și/oblăduitoriu a toată Țara Rumânească/Io Șerban c: voevod; adevăratul/nepot, preabunului bătrân Saban Basarab/Voevod./Dintru folosul, și întelegerea pravoslav-/nicii rumânești besearici./Ispravnic fiind prea svintitul Chir./ Theodosie Mitropolitul țării, și ecsrh laturilor./ În scaunul Mitropolii Bucureștilor,/ tipărinduse/la anul dela spasenia lumii 1682/ | Muzeul Literaturii Române, Iași         | Cimec    |
|      | Preacinstitul Acatist și Paraclist al prea sfintei Născătoare de Dumnezeu; Psaltirea în versuri | Datare: 1673 Școală: Tipografia Mănăstirii Uniev Dimensiuni: 20 x 16 cm Material: hârtie manuală | Precestnai Acatisti i Moleben Prestja Bci/canona voscresena/i prociia sptelnta molbi/ka gdu nsmu is xtru/talmacita de pre limba slovoneascape/limba rumaniasca/trudoliubiem i tsaniem/preosstennago khir gna ota Dosoteia, mi/tropoliti Suceavscago, i vesia Moldavschia/zemlia/v Monastiru Unevscom/tupom izobraisea/roc 1673/Dosoftei. | Muzeul Literaturii Române, Iași         | Cimec    |
|      | Molitvenic de nțăles Autor: Dosoftei, mitropolit al Moldovei | Datare: 1681 Școală: Mitropolia Iași. Ursulu și Niculai tipografi Dimensiuni: 20 x 14 cm Material: hârtie carton manuală | Molitvenic de nțăles/cu cheltuiala Mării sale Ioan Duca Voevoda/cu poslusania [lui] Dosothei./ acum tipărit, Iași; în tiparnița S[f]intei Mitropolii, 1681 | Muzeul Literaturii Române, Iași         | Cimec    |
|      | Antologhion ce sa zice floarea cuvintelor Autor: Iacov, Mitropolit al Moldovlahiei | Datare: 1755 Școală: Mitropolia Iași. Dimensiuni: 18 x 13,5 cm Material: hârtie manuală | Antologhion/ce să zice/floarea cuvintelor; care co-/prinde întru sine toată slujba/praznicilora dumnezeiești și a-/tuturora sfinților preste toată/anul. Acum tiparită în zi/lele prea luminatului prea înal-/țatului domnului nostru, io/Matei Ghica Veovodul./ Cu blagoslovenia și toată cheltu-/iala prea sfântului Mitropolit/ toată Moldovlahia Kiriu Kira/Iacov. Întru a sa de nou/tipografie, în sfânta Mitropo-/lie in Iași. 1755./Grigorie și sandul, tipografi. | Muzeul Literaturii Române, Iași         | Cimec    |
|      | Noul Testament sau împăcarea, cu legea noao | Datare: 1648 Școală: Alba Iulia (Cetatea Bălgradului) Dimensiuni: 28 x 19 cm Material: hârtie manuală | Noul Testament sau împăcarea, cu legea noao. | Muzeul Literaturii Române, Iași         | Cimec    |
|      | Arătarea stăpânirii și a caracterului lui Alexandru I împăratul a toata Rosia și Mariei Sale celui pre dreptate și moștenitori craiu Borusiei Fridrih Vilhelm III închinată Autor: Rumpf, I.D.F. | Datare: 1815 Școală: In Craiasca Tipografie a Universitatii Ungariei Dimensiuni: 19 x 12 cm Material: hârtie | Arătarea stăpânirei și a caracterului lui Alexandru I, împăratul a toată Roșia/ întocmită prin I.D.F. Rumpf, craescul praisesc a direcției dfin Berlin secretar expeditor; și mărirei sale celui pre dreptate și mostenitoriu craiu al Borusiei Friedrich Wilhelm III închinată, Iară acum înt iu pre românie prefacută și tipărita cu chipul împaratului. La Buda, În Crăiasca Tipografie a Universitatei Ungariei, 1815. | Biblioteca Academiei Române, Iași       | Cimec    |
|      | Filozoficesti si politicesti prin fabule, moralizatoare invataturi Autor: Țichindeal, Dimitrie | Datare: 1814 Școală: Tipografia Craestei Universitati a Ungariei din Pesta Dimensiuni: 19 x 12 cm Material: hârtie | Filosoficesti si politicesti prin fabule moralnice invataturi/ acum intaia oara culease si intru acest chip pre limba romaneasca intocmite de Dimitrie Tichindeal, parohul Becikerecului mic, si al Shoalelor preparande Romanesti din Aradul vechi catehet.- In Buda: Cu Tipariul Craestei Tipografii a Universitatei Unguresti din Pesta, 1814. | Biblioteca Academiei Române, Iași       | Cimec    |
|      | Scurtă arătare spre luarea Parisului și alte întâmplări de la un iubitor de pace. | Datare: 1814 Școală: Tipografia Craestei Universitati a Ungariei din Pesta Dimensiuni: 17,5 x 11 cm Material: hârtie | Scurtă arătare spre luarea Parisului și alte întâmplări de la un iubitoriu de pace. La Buda. În Crăiasca Tipografie a Universitatei Ungurești 1814. | Biblioteca Academiei Române, Iași       | Cimec    |
|      | Istoria tes palai Dakias ta nyn Transilvanias, Blakhias, kai Moldauias, T 2 Autor: Photinos, Dionyssios | Datare: 1818 Școală: Tipografia Ion Bartolomeu Zweck Dimensiuni: 19 x 12 cm Material: hârtie | Istoria tes palai Dakias ta nyn Transilvanias, Blakhias, kai Moldauias/ Ek diaphoron palaion kai neoteron syngrapheon syneraistheisa para Dionysiou Photheinou.- Energi Bienne tes Aoustrias (Viena), 1818: Ek tou Typographeiou Io. Barthol. Zbekiou | Biblioteca Academiei Române, Iași       | Cimec    |
|      | Povățuire către economia de câmp Autor: Șincai, Gheorghe | Datare: 1806 Școală: In craiasca tipografie a Universitatii Dimensiuni: 17 x 11 cm Material: hârtie | Povățuire către economia de câmp pantru folosul școalelor românești celor din Țeara Ungurască și din părțile ei împreunate. Buda 1806. În Crăiasca Tipografie a Universității Ungurești ; [Gheorghe Șincai] | Biblioteca Academiei Române, Iași       | Cimec    |
|      | Întâmplările războiului frantozilor și întoarcerea lor de la Moscova | Datare: 1814 Școală: In Craiasca Tipografie a Universitatii Ungariei Dimensiuni: 19 x 12 cm Material: hârtie | Întamplările răsboiului Franțezilor și întoarcerea lor de la Moscova s.c.l. Tălmăcite de pre nemție de un iubitoriu de neamul rumânesc / Cu cheltuiala dumnealui Alexie Lazăru date în tipariu. La Buda, În Crăiasca Tipografie a Universitatei Unguresși, 1814. | Biblioteca Academiei Române, Iași       | Cimec    |
|      | Carticica care cuprinde întru sine multe lucruri spre folosul a toată obștea atât oamenilor cât și dobitoacelor | Datare: 1806 Dimensiuni: 20 x 15 cm Material: hârtie | Carticica care cuprinde întru sine multe lucruri spre folosul a toata obstea atât oamenilor cât și obitoacelor...,1806 | Biblioteca Academiei Române, Iași       | Cimec    |
|      | Retorica, adecă învățătură și întocmirea frumoasei cuvântări Autor: Piuariu, Molnar, Ion | Datare: 1798 Școală: In tipografia Orientaliceasca a Universitatii Pestii Dimensiuni: 21 x 12 cm Material: hârtie | Retorica, adecă învătătură și întocmirea frumoasei cuvântări. Acum întâi izvodită pe limba românească. Împodobită și întemeiată cu pildele vechilor filosofi și dascăli bisericești, Buda, 1798. Tipografia Orientalicească a Universității. | Biblioteca Academiei Române, Iași       | Cimec    |
|      | Sfintele și dumnezeeștile Liturghii | Datare: 1715 Școală: Tipografia Manastirii Sfantu Sava Dimensiuni: 20 x 15 cm Material: hârtie | Sfanta și dumnezeiasca Liturghie a Sfîntului Ioan Zlatoust, a Marelui Vasilie și a Sfântului Grigorie...Acum întâi tipărită, cu porunca și cheltuiala prea luminatului domn, Io Nicolae Alexandru Voevod / Cu blagoslovenia prea sfintitului Patriarh al Ierusalimului și a toată Palistina chir Hrisant. Iași. În Manăastirea Sfantului Mormant, în Sfânt Sava, 1715 : Ieremia Marcovici. (dupa BRV). | Biblioteca Academiei Române, Iași       | Cimec    |
|      | Synaptai, kai Ekteneis Iegomenai energi kairo polemou kat'ethnon heperkhomenon hemin, kai Paraklesis eukharisterios, metaphrastheisai apo tes Rossikes eis ten Helleniken dialekton...kai eis typon proton... | Datare: 1809 Școală: Tipografia Mitropoliei Dimensiuni: 21 x 15 cm Material: hârtie | Synaptai, kai Ekteneis Iegomenai energi kairo polemou kat'ethnon heperkhomenon hemin, kai Paraklesis eukharisterios, metaphrastheisai apo tes Rossikes eis ten Helleniken dialekton...kai eis typon proton / epitage men tou Panierotatou Metropolitou...Moldabias...Kyriu Gabriel ; Epimeleia de tou Panierotatou Greogoriou Metropolitou Eirenoupoleos. - Energi te theophoroureto polei Hiasio (Iasi) : Energi te Typographia tes energi Hiasio Metropoleos, 1809. | Biblioteca Academiei Române, Iași       | Cimec    |
|      | Calendariu ce slujeaste peste 100 de ani, începând de la anul 1814 până la anul 1914... Autor: Nicolau, Nicola | Datare: 1814 Școală: In Craiasca Tipografie a Universitatii Ungariei Dimensiuni: 21 x 13 cm Material: hârtie | Calendariu ce slujeaste peste 100 de ani, îcepând de la anul 1814 până la anul 1914.../ Anul întâiu româneaăte alcătuit ăi cu cheltuiala lui Nicola Nicolau din Brașov, La Buda, În Crăiasca Tipografie a Universitatei Ungurești, 1814. | Biblioteca Academiei Române, Iași       | Cimec    |
|      | Stoikheia tes logikes kai ethikes philosophias on proegeitai historia philosophias syggraphenta men eymethodos ypo Io[annes] Gottl[ieb] Hainekkiou. Autor: Gottlieb Heineccius, Ioannes | Datare: 1808 Școală: Tipografia Ghiorghios Vendotis Dimensiuni: 21 x 13 cm Material: hârtie | Stoikheia tes logikes kai ethikes philosophias on proegeitai historia philosophias / syggraphenta men eymethodos ypo Io[annes] Gottl[ieb] Hainekkiou; Metaphrasthenta...ek tes latinidos eis ten hellada phonen ypo tou...bornikou Gregoriou Bragkobanou Bassaraba.- En Bienne tes Aoystrias (Viena): Energi te typographia Georgiou Bendotou, 1808. Brancoveanu, Grigore, vornic, trad., ed. Duca, N., pref. Vendotis, Georgios, tip. | Biblioteca Academiei Române, Iași       | Cimec    |
|      | Cuvinte zeace pentru dumnezeiasca pronie, care acum întâi s-au tiparit, după venirea armiei preaputearnicii și a toata pravoslavia apărătoarei împărății a toată Rusia Autor: Grigorie IV | Datare: 1828 Școală: In Tipografia Sfintei Mitropolii Dimensiuni: 20 x 13 cm Material: hârtie | Cuvinte zeace pentru dumnezeiasca pronie, care acum întăi s-au tipărit, după venirea armiei preaputearnicii și a toată pravoslavia apărătoarei împărății a toata Rusia / ale preafericitului Teodorit, Episcopul Cyrului ; Cu blagoslovenia celui de acum Mitropolit al Ungrovlahiei chiriu Grigorie, de carele s-au și tălmăcit, București, În Tipografia Sfintei Mitropolii, 1828 : De Matei Babeanul tipograful. Grigorie, IV Dascalul, Mitropolitul Ungrovlahiei patron, (trad.) | Biblioteca Academiei Române, Iași       | Cimec    |
|      | Kata okellou peri tes tou pantos physeos = refutation du traite d'Ocellus de la nature de l'Univers Autor: Geanetu, Ioan | Datare: 1787 Școală: Tipografia lui Joseph Baumeister Dimensiuni: 20 x 12,5 cm Material: hârtie | Kata okellou peri tes tou pantos physeos = refutation du traite d'Ocellus de la nature de l'Univers / ponema tou eugenestatou arkhontos mega Klotziare Ioannou Tzanetou ; aphierothen to Hypselotatou Eusebestatou kai Galenotatou Authente kai Hegemoni pases Oungroblakhias Kyriou Kyriou Baoumeistero [Joseph Baumeister]. | Biblioteca Academiei Române, Iași       | Cimec    |
|      | Psaltire a sfantului Proroc David Autor: Dosoftei, mitropolit al Moldovei | Datare: 1673 Școală: Tipografia Manastirii Uniev Dimensiuni: 20 x 15 cm Material: hârtie | Psaltire a sfantului Proroc David pre limba rumânească / Cu zisa și cu toata cheltuiala Prea luminatului întru I[su]s H[risto]s, Io Stefan Petru Voevoda, Domnul Țarăi Moldovei; Din sfintele scripturi a sfintilor Părinti, Dascălilor sfintei Besearici, cu lunga osteneală în mulți ani socotită și cercată prin sfintele cărți, și di-acia pre versuri tocmită în cinci ai, foarte cu osardie mare, de smeritul Dosoftei ; Mitropolitul de Tara Moldovei.- V Monastyru Unevskom Tipom izobrazise (Uniev), 1673: Simeon tiparnic. | Biblioteca Academiei Române, Iași       | Cimec    |
|      | Psaltirea prorocului și împăratului David | Datare: 1817 Școală: In tipografia sfintei Episcopii Dimensiuni: 21 x 15 cm Material: hârtie | Psaltirea prorocului și împăatului David. Acum într-acestas chip tipărită.../ Cu blagoslovenia Prea Sfinții Sale Parintelui Chir Galaction Episcopul Râmnicului. În Sfânta Episcopie a Râmnicului, 1817. S-au tipărit de Dimitrie Mihail și de Gheorghie Postelnic și Nicolae, tipografii, fiii săi. | Biblioteca Academiei Române, Iași       | Cimec    |
|      | Cele dintai cunostințe Autor: Blanchard, Pierre | Datare: 1828 Dimensiuni: 20 x 12,5 Material: hârtie | Cele dintâiu cunoștințe pentru trebuința copiilor care încep a citi / Traduse din frantozește și adăogate de Grigorie P. Plesoianul, profesorul de împumutată învățătură al scoalelor naționale din Craiova.[s.l.], 1828 | Biblioteca Academiei Române, Iași       | Cimec    |
|      | Tâlcuire pre scurt tălmăcită din cea pre larg elinească...la antifoanele celor opt glasuri Autor: Callist, Nichifor Xantopolul | Datare: 1817 Școală: Tipografia Manastirii Neamt Dimensiuni: 18 x 11 cm Material: hârtie | Tâlcuire pre scurt tălmăcită din cea pre larg elinească a lui Nichifor Calist Xantopulul la antifoanele celor opt glasuri / Cu blagoslovenia preasfintitului...Mitropolit al Moldovei Chiriu Chiriu Veniamin ; Prin silința preacuviosului stareț și arhimandrit al sfintelor monastiri Neamțului și Secului, Chir Silvestru. În Sfânte Mănăstire Neamțul, 1817: Gherontie ieromonah tipograf. | Biblioteca Academiei Române, Iași       | Cimec    |
|      | Elemente aritmetice arătate firești Autor: Amfilohie Hotiniul | Datare: 1795 Școală: in tipografia sfintei Mitropolii Dimensiuni: 20 x 15 cm Material: hârtie | Elementi aritmetice arătate firești. Acum întâi tipărită în zilele prea luminatului și pre Înălțatului Domnului nostru Alexandru Ioan Calimah V[oe]v[o]d / Cu blagoslovenie preosfințitului Mitropolit al Moldaviei, Chiriu Chir Iacov. Iași. În Sfânta Mitropolie, 1795 : Gherasim ierodiacon și Pavel Petrov.- [6], 168 p.; in 4 (20 x 14 cm); 23 r (14 x 11 cm) | Biblioteca Academiei Române, Iași       | Cimec    |
|      | Liturghie | Datare: 1798 Școală: Tipografia lui Petru Bart Dimensiuni: 20 x 16 cm Material: hârtie | Sfânta și Dumnezeiasca Liturghie/ întru mărirea sfintei de-o nevoința de viață facătoarei și nedespărțitei Troița, Tatalui și Fiului și Sfantului Duh. În vremea Preaosfiintitului impăratului Frantisc al doilea, fiind guvernator Țării Ardealului Excelenia Sa domnul grof Gheorghie Banfi. Cu slobozenia Înaltatului Crăescului Gubernieum. S-au tipărit în Sibiu, Iîn Tipografia lui Petru Bart, 1798 | Biblioteca Academiei Române, Iași       | Cimec    |
|      | Învătătură pentru ispovedanie | Datare: 1813 Școală: Tipografia Sfintei Episcopii a Ramnicului Dimensiuni: 21 x 15 cm Material: hârtie | Învățătură pentru ispovedanie împreună și cu alte molitve și canoane, aleasa din Pravila Sfinților Părinți. Acum întru acest chip tipărită, întru întâia domnie a prealuminatului domn Io Ioan Gheorghie Caragea Voevod / Cu blagoslovenia Prea Sfințiii Sale iubitoriului de Dumnezeu Galaction episcop Ram[nicului]. - In Sfanta Episcopie a Ramnicului, 1813 : S-au tiparit de Dimitrie Mihailo Popovici tip[ograf] Ram[niceanul] si de Gheorghie i Nicolae tipografi, fiii sai. Galaction, 1813-1824 (patron). Popovici, Dimitrie Mihai, tip. Popovici, Gheorghe Dimitrie, Ramniceanul, tip., ilust. Popovici, Nicolae, Ramniceanul, tip. | Biblioteca Academiei Române, Iași       | Cimec    |
|      | Ostirea francezilor în Rusia la leat 1812. Cu adaogare de oarescare cărți împărătești publicate în vremea răzmeriței. Tălmăcită după cea grecească în limba românească de Parascheva, clucerul de Arie Autor: Paraschiv | Datare: 1826 Dimensiuni: 21 x 16 cm Material: hârtie | Oștirea francezilor în Rusia la leat 1812. Cu adaogare de oarescare cărți împărătești publicate în vremea răzmeritei/Tălmăcită după cea grecească în limba românească de Parascheva, clucerul de Arie, București, Supt eforia dumnealor boierilor Raducanu Clinceanu biv vel stolnic și Dimitrache Topliceanul Biv vel serdar, 1826. | Biblioteca Academiei Române, Iași       | Cimec    |
|      | Catihisis sau învățătură în scurt pentru hristianitate acum de nou alcătuit de un răvnitor al dogmelor hristianității, pre adeverite mărturii a sfintelor scripturi întemeiat. | Datare: 1818 Școală: In tipografia Sfintei Mitropolii Dimensiuni: 23 x 18 cm Material: hârtie | Catihisis sau învățatură în scurt pentru hristianitate. Acum de nou alcătuit de un răvnitor al dogmelor hristianității, pre adeverite mărturii a sfintelor scripturi intemeiat. În care la sfârșit s-au adaos și două învățături catră preoți a Sfantului Vasilie cel Mare și a Sfântului Maxim Marturisitorul. S-au tipărit în zilele Prea Înălțatului domn Io Scarlat Alexandru Calimachi Voevod/ Cu blagoslovenia și toată cheltuiă la Prea Sfințitului mitropolit chirio chirio Veniamin Costachi. Iași: În tipografia Sfintei Mitropolii, 1818. | Biblioteca Academiei Române, Iași       | Cimec    |
|      | Didahii adică învătături pentru creșterea fiilor, la îngropăciunea pruncilor morți (coligat cu „Propovedanii la îngropăciunea oamenilor morți”) Autor: Maior, Petru | Datare: 1809 Școală: In Craiasca Tipografie a Unuiversitatii Ungariei Dimensiuni: 22 x 18 cm Material: hârtie | Didahii adica invataturi pentru cresterea fiilor, la ingropaciunea pruncilor morti/ culease de Petru Maior de Dicio Samartin, Paroh Sas-Reghinului si Protopop Gurghiului in Ardeal, precum si la Inaltatul Craesc Locumtenentiale Consilium al Ungariei, craesc cartilor revizor. La Buda, In Craiasca Tipografie a Universitatii Unguresti, 1809. | Biblioteca Academiei Române, Iași       | Cimec    |
|      | Propovedanii la îngropăciunea oamenilor morți (coligat cu „Didahii”) Autor: Maior, Petru | Datare: 1809 Școală: In Craiasca Tipografie a Unuiversitatii Ungariei Dimensiuni: 22 x 19 cm Material: hârtie | Prepovedanii la îngropăciunea oamenilor morți/ culease de Petru Maior de dicio Sant-Martin, paroh sas-Reghinului și Protopop Gurghiului în Ardeal. La Buda, În crăiasca tipografie a Universității Ungurești, 1809. | Biblioteca Academiei Române, Iași       | Cimec    |
|      | Sfintele și dumnezeeștile Liturghii | Datare: 1787 Școală: Tipografia Sfintei Episcopii a Ramnicului Dimensiuni: 21 x 15 cm Material: hârtie | Sfintele și dumnezeeștile Liturghii a celor dintru sfinți a prinților noștri, a lui Ioan Zlatoust, a lui Vasilie cel Mare și a Prejdeossteniei. Acum într-acest chip s-au tipăit.../ Cu blagoslovenia și cu osârdia și cu toată chieltuiala Prea Sfinț[i]i sale iubitoriului de Dumnezeu chiriu cir Filaret, Episcopului Râm[nicului]. În Sfânta Episcopie a Râmnicului, 1787: popa Constandin Mihailovici și Dimitrie brat ego Tip[ograf] Râmniceanul. (dupa BRV) | Biblioteca Academiei Române, Iași       | Cimec    |
|      | De obște gheografie pe limba moldovenească scoasă Autor: Buffier, Claudio | Datare: 1795 Școală: Tipografia Mitropoliei Dimensiuni: 21 x 15 cm Material: hârtie | De obște gheografie pe limba moldovenească scoasă de pe gheografie lui Buffier, după orânduiala care acum mai pre urmă s-au așezat în Academie de la Parizi. Acum întâi tipărită/ Cu blagoslovenia, și cu toată cheltuiala Pre osfințitului Mitropolit a toată Moldavia, chiriu chir Iacov.- Iași: În Sfânta Mitropolie, 1795: Ierodiaconul Gherasim și Pavel Petrov Tipografi. | Biblioteca Academiei Române, Iași       | Cimec    |
|      | Molitveanic, acum întru acest chip tipărit întru întâia domnie a prea Luminatului Domn Io Alexandru Constantin Muruzi Voevod | Datare: 1793 Școală: Tipografia Episcopiei Dimensiuni: 21 x 15 cm Material: hârtie | M[o]litvean[i]c, acum întru acest chip tipărit întru întâia domnie a prea Luminatului Domn Io Alexandru Constantin Muruzi Voevod/ Cu blagoslovenia și cu toată cheltuiala prea sfințiii sale Chir Nectarie, Episcopul Râmnicului.- : În Sfânta Episcopie a Râmnicului, 1793: Dimitrie sin popa Mihai tipograful Râmniceanul și de Gheorghie sin popa Constantin tipograful Râmniceanul. | Biblioteca Academiei Române, Iași       | Cimec    |
|      | Carte folositoare de suflet despărțită în trei părți | Datare: 1827 Școală: Sfânta Mitropolie Dimensiuni: 22 x 18 cm Material: hârtie | Carte folositoare de suflet despărțită în trei părți, dintru care, cea dintâi cuprinde învățătura cătră duhovnic, a doua, canoanele Sfîntului Ioan Postipcului, iar a treia, sfăturile cătră cei ce să ispoveduiaște/Tălmăcită din limba cea grecească și acum aicea a treia oară tipărită în zilele Prea Înălțatului I Domn Grigorie Dimitrie Ghica Voevod. Din porunca Prea Sfinției Sale Chiriu chir Grigorie, arhiepiscopul și mitropolitul a toată Ungrovlahia. Cu cheltuiala oarecăruia iubitoriu de HS spre folosul cel de obște. În București, în Sfânta Mitropolie, la anul 1827, de Matei Băbeanul Tipograful. | Biblioteca Academiei Române, Iași       | Cimec    |
|      | Irmologhion sau catavasier muzicesc Autor: Macarie Ieromonahul | Datare: 1823 Dimensiuni: 24 x 20 cm Material: hârtie | Irmologhion sau catavasier muzicesc, care cuprinde în sine catavasiile praznicelor împărătești, și ale Născătoarei de Dumnezeu, ale Triodului, și ale Penticostariului, precum să cântă în Sfînta lu HS Dumnezeu beserica cea mare/Acum întâia oară tipărită în zilele Prea Luminatului și Prea Înălțatului nostru Domn și Ighemon a toată Ungrovlahia, io Grigorie Dimitrie Ghica Voevod, întru întâiul an al Domniei Sale/Cu voia și blagoslovenia Prea Sințitului mitropolit a Toată Ungrovlahia, chirio kir Grigorie. Alcătuită românește pre așăzământul sistimii ceii noauă du pre cel grecesc de smeritul Macarie Ieromonahul, Portarie al Sfintei Mitropolii a Bucureștilor, Dascălul Școalei de Musichie. 1823. | Biblioteca Academiei Române, Iași       | Cimec    |
|      | Slujba la pomenirea celui între sfinți, părintelui nostru Nifon | Datare: 1806 Școală: Tipografia lui Ioan Bart Dimensiuni: 22 x 18 cm Material: hârtie | Slujba la pomenirea celui între sfinți, părintelui nostru Nifon patriarhul Țarigradului, care acum s-au tălmăcit dupre elenie pre limba rumânească și s-au dat în tipar prin osârdia și cheltuiala smeritului episcop al Argeșului Chir Iosif la anul de la HS 1806. Sibiu, Tipografia lui Ioan Bart, 1806 | Biblioteca Academiei Române, Iași       | Cimec    |
|      | Orînduială pentru sfințirea bisericii | Datare: 1809 Școală: în Sfânta Mitropolie Dimensiuni: 23 x 17 cm Material: hârtie | Orînduială pentru sfințirea bisericii..S-au tălmăcit acum întâiași dată de pre limba slovenească pre limba românească, în zilele marelui stăpînitor și Prea Blagocestnivului împărat Alexandru Pavlovici a toată Rosiia, care s-au tipărit în Iași, cu blagoslovenia Prea Sfinției Sale părintelui chir Gavril, Mitropolit și Exarh al Moldaviei, Valahiei și al Basarabiei. Iar acum, a doua oară, cu blagoslovenia și cheltuiala Prea Sfințitului chir Dositei, Mitropolit a toată Valahia. S-au tipărit aicea în Sfânta Mitropolie a Bucureștilor, 1809 : De Andrei Ierodiacon: Purtătoriu de grijă fiind smeritul ieromonah Dionisie Cizianul, eclisiarh al Sfintei Mitropolii. | Biblioteca Academiei Române, Iași       | Cimec    |
|      | Carte folositoare de suflet | Datare: 1819 Școală: Tipografia Sfintei Mitropolii Dimensiuni: 22 x 16 cm Material: hârtie | Carte folositoare de suflet. Despărțită în trei părți: dintru care cea dintîi cuprinde învățătură cătră duhovnic; a doua, canoanele Sfîntului Ioan Postnicul; a treia, sfătuire cătră cel ce să mărturisește. Tălmăcită din limba grecească. Și acum cu blagoslovenia și toată cheltuiala Prea Sfințitului nostru kir Veniamin, arhiepiscopul și mitropolitul a toată Moldova. S-au tipărit spre folosul cel de obște, întru întîia domnie a Prea Înălțatului și Prea Luminatului Domnului nostru Io Mihail Grigoriu Șuțul Voievod. În Iași: În Tipografia Sfintei Mitropolii, 1819 | Biblioteca Academiei Române, Iași       | Cimec    |
|      | Sfintele și dumnezeeștile Liturghii | Datare: 1813 Școală: Tipografia Episcopiei Dimensiuni: 22 x 17 cm Material: hârtie | Sfintele și dumnezeieștile liturghii a celor dintru sfinți părinților noștri, a lui Ioan Zlatoust, a lui Vasilie cel Mare și a Prejdesșteniii. Acum, întru acest chip s-au tipărit...Cu blagoslovenia Prea Sfințitului Mitropolit a toată Ungrovlahia chirio Chir Nectarie; Și cu toată cheltuiala Prea sfințiii sale iubitoriului de Dumnezeu Chir Galaction, episcopul Râmnicului.- În Sfânta Episcopie a Râmnicului, 1813: S-au tipărit de Dimitrie Mihailo Popovici tipograf Râmnicanul și de Gheorghie i Nicolae tipografi, fiii săi. | Biblioteca Academiei Române, Iași       | Cimec    |
|      | Cuvinte șase pentru preoție și ale altor Sfinți Părinți Autor: Ioan Gură de Aur | Datare: 1820 Școală: [Tipografia de la Cișmeaua lui Mavrogheni] Dimensiuni: 24 x 19 cm Material: hârtie | Cuvinte șase pentru preoție și ale altor Sfinți Părinți, trei canonocești epistolii împotriva simoniei, adecă a dării și luării de bani pentru darurile cele Dumnezeiești/Tălmăcite din limba elinească în limba proastă grecească/Și acum întîi tipărite în zilele Prea Luminatului și Prea Înălțatului Domn, Ioan Alexandru Nicolae Șuțu Voievod, cu blagoslovenia Prea Sfințitului și de Dumnezeu alesului Mitropolit a toată Ungrovlahia Chirio Dionisie. București, 1820. | Biblioteca Academiei Române, Iași       | Cimec    |
|      | Octoih în care să cuprinde slujbe învierii, a celor opt glasuri și cele 11 Evanghelii... | Datare: 1776 Școală: Tipografia Sfintei Episcopii Dimensiuni: 21 x 15 cm Material: hârtie | Octoih în care să cuprinde slujbe învierii, a celor opt glasuri și cele 11 Ev[an]ghelii, cu sveatilnele lor. Sinaxariul și cu troparele și condacele sfinților de obște și b[o]gorodnicele preste tot anul. Care s-au tipărit acum, întru domnia Prea Înălțatului și Binecredinciosului Io Alexandru Ipsilant Voievod/ Cu blagoslovenia și toată cheltuiala Pres Sfințitului și de Dumnezeu iubitoriului Chir Chesarie, episcopul Râm[nicului]. În Sfânta Episcopie a Râmnicului, 1776: Popa Constantin Mihailo Popovici | Biblioteca Academiei Române, Iași       | Cimec    |
|      | Învățătură pre scurt pentru nunți Autor: Grigorie, Mitropolit al Ungrovlahiei | Datare: 1827 Școală: Tipografia Sfintei Mitropolii Dimensiuni: 24 x 19 cm Material: hârtie | Învățătură pre scurt pentru nunți/Acum tălmăcită și întru acest chip așezată de Preasființia sa Părintele Mitropolitul Ungrovlahiei chir Grigorie și cu a Preasființiei sale blagoslovenie tipărită în zilele Prealuminatului și Preaînălțatului nostru Domn, Grigorie Dimitriu Ghica Voevod. București: În Tipografia Sfintei Mitropolii, 1827 | Biblioteca Academiei Române, Iași       | Cimec    |
|      | Kratkae rossiiskaie grammatika su perevodomu na Moldovskii jazyku dle ucenikovu Kiainevskie Seminarii i drugihu vu Bessarabii șkolu = Scurtă rusască gramatică cu tălmăcire în limba moldovenească | Datare: 1819 Școală: Tipografia Mitropoliei Chișinăului Dimensiuni: 22 x 17 cm Material: hârtie | Kratkae rossiiskaie grammatika su perevodomu na Moldovskii jazyku dle ucenikovu Kiainevskie Seminarii i drugihu vu Bessarabii șkolu. Su prisovocupaleniemu oupotrebitel*niaișcihu na rossiscom i moldavscom iayîka slov = Scurtă rusască gramatică cu tălmăcire în limba moldovenească, pentru ucenicii Seminariei Chișinăului și ale altor școale din Basarabia cu adăogirea cuvintelor și a dialogurilor ce să întrebuințează mai adesăori în limba rusască și moldovenească. Cu adăogirea cuvintelor și a dialogurilor ce să întrebuințază mai adesăori în limba rusască și moldovenească - Chișinău: În Tipografia Mitropoliei Chișinăului, 1819 | Biblioteca Academiei Române, Iași       | Cimec    |
|      | Apologhia, adecă cuvânt, sau răspuns împotriva socotelii celor fără de Dumnezeu | Datare: 1819 Școală: Tipografia Mănăstirii Neamțului Dimensiuni: 21 x 15 cm Material: hârtie | Apologhia, adecă cuvânt, sau răspuns împotriva socotelii celor fără de Dumnezeu/ Cu blagoslovenia prea sfințitului...Mitropolit a toată Ungrovlahia chiriu chir Dionisie; iară cu cheltuiala a dumnealor Răducanul Clenceanul biv vel stolnic și Dimitrache Topliceanul biv vel sluger.- Acum întâiu aicea s-au dat în tipariu.- București, 1819: De monahul Isaia tipograf din Mănăstirea Neamțului. | Biblioteca Academiei Române, Iași       | Cimec    |
|      | Alfavita sufletească | Datare: 1803 Școală: Tipografia lui Ioan Bart Dimensiuni: 22 x 18 cm Material: hârtie | Alfavita sufletească care s-au tipărit.../ Cu blagoslovenia cinstitului Conzistoriumului al neuniților fiind Vicariș Clerului Ioan Popovici.- Sibiu, 1803 : În Chesaro-crăiasca privileghiata Tipografie a lui Ioan Bart. | Biblioteca Academiei Române, Iași       | Cimec    |
|      | Neon Anastasimatarion...Noul Anastasimatar... Autor: Petre din Efes | Datare: 1820 Școală: București, Tipografia Nou Întemeiată Dimensiuni: 23 x 17 cm Material: hârtie | Neon Anastasimatarion, metaphrasthen kata ten neophane methodon tes mousikes.../ Ekdothen spoude men epipono tou mousikologiotatou kyriou Petrou tou Ephesiou; philotimo de prokatabole tou paneugenestatou arkhontos magalou bornikou kyriou Gregoriou Mpallianou.- En to tou Boukourestiou neosystato Typographeio, 1820 | Biblioteca Academiei Române, Iași       | Cimec    |
|      | Noul Testament | Datare: 1817 Școală: Tipografia Sfântului Sinod Dimensiuni: 24 x 15 cm Material: hârtie | Noul Testament a Domnului Isus Hristos/ Tipărită cu cheltuiala Rosieneștii Însoțiri a Bibliei.- Sanct -Petersburg : În tipografie Sfântului Sinod, 1817 | Biblioteca Academiei Române, Iași       | Cimec    |
|      | Sevastos Trapezountis tou Kymenitou; Antim Ivireanul, tip. Herotologhion energi o peri tinon zetematon prolambanomenon Autor: Antim Ivireanul | Datare: 1701 Școală: Tipografia Manastirii Snagov Dimensiuni: 22 x 14 cm Material: hârtie | Sevastos Trapezountis tou Kymenitou; Antim Ivireanul, tip. Herotologhion energi o peri tinon zetematon prolambanomenon.../Ponethen men para tou sophotatou didaskalou.../Sebastou Trapezountiou tou Kimenitou.- Synagobou (Snagov), 1701: Para Anthimo Hieromonakho Typographo to exista Iberas (Antim Ivireanul) | Biblioteca Academiei Române, Iași       | Cimec    |
|      | Istoria pentru începutul românilor în Dacia Autor: Maior, Petru | Datare: 1812 Școală: In Craiasca Tipografie a Universitatii Unguresti Dimensiuni: 23 x 19 cm Material: hârtie | Istoria pentru inceputul romanilor in Dacia/Intocmita de Petru Maior de Dicio-Sinmartin, Protopop si la Inaltatul Craescul Consilium Locumtenentiale al Ungariei Craesc al Cartilor Revisor. - La Busa, In Craiasca Tipografie a Universitatii Ungariei din Pesta, 1812 | Biblioteca Academiei Române, Iași       | Cimec    |
|      | Ușa pocăinței. Adecă carte foarte umilitoare și de suflet prea folositoare, care cuprinde: moartea, judecata, iadul și raiul | Datare: 1812 Școală: Tipografia din Brasov Dimensiuni: 21 x 17 cm Material: hârtie | Ușa pocăinței. Adecă carte foarte umilitoare și de suflet prea folositoare, care cuprinde: moartea, judecata, iadul și raiul. Prin care să face minunata schimbare a omului celui vechiu și a celui nou - Nașterea. S-au tălmacit de pe limba elino-grecească, pe limba românească, în București. Și acum întăiași dată cu blagoslovenia și prin mijlocirea Prea Sfințitului și Prea Milostivului stăpâan și Mitropolit a toata Ungrovlahia, chir Dosithei. S-au dat în tipărirt prin toata cheltuiala dumnealor Chir Constandin Ioan Boghici, spre vecinica pomenire și spre folosul cel de obște al pravoslavnicilor creștini. S-au tălmăcit aceasta carte și s-au diortosit din cuvânt în cuvânt cu multă sărguință și luare aminte de Rafail, smeritul monah din Sfînta Mănăstire a Neamțului. În Privileghiata Tipografie din Brasov, de tipograful Ioan Fridrih Herfurt, 1812. | Biblioteca Academiei Române, Iași       | Cimec    |
|      | Invățatură părintească Autor: Antim, Meletie | Datare: 1822 Școală: Tipografia Mitropoliei Dimensiuni: 23 x 18 cm Material: hârtie | Învățătură părintească/ alcătuită de Prea Fericitul Patriarh al Sfintei Cetăți a Ierusalimului Antim spre folosul pravoslavnicilor hristiani; iar acum tălmăcită de pre cea grecească în limba moldovenească de Prea Sfinția sa Chirio Chir Meletie, Episcop a Sfintei Episcopii a Hușului și vechi Sfintei Mitropolii Moldaviei.- Iasi: In Tipografia Sfintei Mitropolii, 1822. | Biblioteca Academiei Române, Iași       | Cimec    |
|      | Sinopsis adecă cuprindere în scurt aceii vechi ăi noauă scripturi Autor: Athanasie cel Mare | Datare: 1783 Școală: Ramnic- Tipografia cea noua Dimensiuni: 22 x 16 cm Material: hârtie | Sinopsis adecă cuprindere în scurt aceii vechi și noauă scripturi/ a celui dintru sfinți Părintelui Athanasie cel Mare, Patriarhul Alexandriei; Tipărită acum întâi rumânește, în zilele prea Luminatului Domn: Io Nicolae Constantin Caragea V(oe)v(o)d; Cu blagoslovenia și toata cheltuiala Prea Sfintii sale iubitoriului de Dumnezeu, chiriu chir Filaret, Episcopul Râmnicului.- În Sfânta Episcopie a Râmnicului, 1783: Dimitrie Mihai Popovici Tipograful Râmniceanul. | Biblioteca Academiei Române, Iași       | Cimec    |
|      | Înfruntarea jidovilor asupra legii și obiceiurilor lor. Cu dovediri din Sfânta și Dumnezeiasca scriptură, din cea veche și din cea nouă. Autor: Neofit | Datare: 1803 Școală: Tipografia Sfintei Mitropolii Dimensiuni: 20 x 15 cm Material: hârtie | Înfruntarea jidovilor asupra legii și obiceiurilor lor. Cu dovediri din Sfânta și Dumnezeiasca scriptură, din cea veche ăi din cea nouă. Acum întru acest chip tipărită, în zilele Prea Luminatului și Prea Înălțatului Domnului nostru Alexandru Constantin Moruzi Voievod, întru a doua domnie a Mariei Sale în Moldavia/ Cu blagoslovenia și cu toata cheltuiala Preaosfintiei sale chiriu chir Iacov, Mitropolit a toata Moldavia. În Iași, 1803: de ieromonahul chir Macarie, duhovnic Sfintei Mitropolii și de Gherasem Ierodiacon, tipografi. | Biblioteca Academiei Române, Iași       | Cimec    |
|      | Lexicon romanesc-latinesc-unguresc-nemtesc, care de mai multi autori, in cursul a treizeci si mai multor ani s-au lucrat Autor: Micu-Klein, Samuil | Datare: 1825 Școală: Typis et Sumptibus Typografiae Regiae Universitatis Hungaricae Dimensiuni: 23 x 17 cm Material: hârtie | Lesicon romanescu-latinescu-ungurescu-nemtescu, care de mai multi autori, în cursul a treizeci și mai multor ani s-au lucrat seu Lexicon valahico-latino-hungarico-germanicum quod pluribus auctoribus decursu triginta et amplus aynnorum elaboratum est, - Budae, Typis et Sumptibus Regiae Universitatis Hungaricae, 1825; Micu-Klein, Samuil; Maior, Petru; Teodorovici, Ioan; Teodori, Alexandru; Colossi, Vasile, trad.; Vulcan, Samuil, Episcopul Oradiei, patron. | Biblioteca Academiei Române, Iași       | Cimec    |
|      | Adoleshia Philotheos adeca Îndeletnicire iubitoare de Dumnezeu, vol.4 Autor: Vulgaris, Evghenie | Datare: 1815 Școală: Tipografia Sfintei Mitropolii Dimensiuni: 24 x 18 cm Material: hârtie | Adoleshia Philotheos adeca Indeletnicire iubitoare de Dumnezeu adeca Din cetirea cartii celor cinci Sfintite Scripturi ale lui Moisi, intaleagerii de suflet folositoare si mantuitoare/ alcatuita de Arhiepiscopul Evghenie Bulgariul; si acum pre limba romaneasca talmacita si tiparita de S.V.M.M..- In Tipografie Sfintei Mitropolii in Iasi, 1815, vol.4 | Biblioteca Academiei Române, Iași       | Cimec    |
|      | Octoih | Datare: 1818 Școală: Tipografia Sfintei Mitropolii Dimensiuni: 22 x 17 cm Material: hârtie | Octoihos, adecă optglasnic. Acum iarași tipărit.../ Cu blagoslovenia și cu toată chieltuiala prea osfințitului Mitropolit al Moldaviei chirio chirio Veniamin. În Sfânta Mitropolie în Iași, 1818: Gheorghie ierodiacon.- 68 f.: il. Veniamin Costachi 1803-1808, 1812-1821, 1823-1842, patron. Gheorghe ierodiacon, tip. | Biblioteca Academiei Române, Iași       | Cimec    |
|      | Irmologhion | Datare: (1823) Școală: s.n. Dimensiuni: 20 x 17 cm Material: hârtie | Irmologhion, copie manuscrisă a cărții (probabil). Irmologhion sau catavasieriu musicesc...Acum întâiaăi dat tipărit.../ Cu voia și blagoslovenia Preaosfintiei Sale Parintelui Arhiepiscop și Mitropolit al Moldaviei, chirio chir Veniamin, tipărită în anul 1823 | Biblioteca Academiei Române, Iași       | Cimec    |
|      | Chiriacodromion sau evanghelie învățătoare | Datare: 1699 Școală: Tipografia sfintei Mitropolii Dimensiuni: 27 x 19 cm Material: hârtie | Chiriacodromion sau Evanghelie învatatoare care are întru ea Cazanii la toate Duminecile preste an, și la Praznicele Domnești, și la sfinții cei numiți. Acum întâi...asezată și tipărită și mai luminat în limba rumânească diortosit. Cu blagoslovenia prea sfintitului Atanasie Anghel Mitropolitul Tarăi. ÎIn sfînta Mitropolie în Balgrad (Alba-Iulia), 1699: Mihai Istvanovici Tipograful tou ex Ungrovlahia. | Biblioteca Academiei Române, Iași       | Cimec    |
|      | Noul Testamentl Domnului Nostru Iisus Hristos | Datare: 1817 Școală: Tipografia Sfantului Sinod Dimensiuni: 24 x 15 cm Material: hârtie | Noul Testament al Domnului Nostru Iisus Hristos/ tipărit cu cheltuială Roșieneștii Insotiri a Bibliei- Sanct-Petersburg. În tipografie Sfantului Sinod, 1817 | Biblioteca Academiei Române, Iași       | Cimec    |
|      | Poiematia latrika = Poemata medica Autor: Caracas, Dimitrie | Datare: 1795 Școală: tipografia greceasca Georgiou Bentote Dimensiuni: 20,5 x 13,5 Material: hartie | Poiematia latrika = Poemata medica / Dimitriou Karakasse iatrophilosophou kai iatrou tes poleos Boukourestiou kai tou energi taute Nosokomeiou tou eponomati tou hagiou Panteleimonos.- Energi Vienne tes Austria, 1795: Energi te Hellenike Tipographia Georgiou Bentote. Moruzi, Alexandru C., dest.; Vendotis, Georgios, tip. | Biblioteca Academiei Române, Iași       | Cimec    |
|      | Filosofia cuvântului și a năravurilor, adecă Loghica și Itica elementare, cărora să pune înainte Istoria filosoficească Autor: Heinceccius, Ioannes Gottlieb | Datare: 1829 Școală: in Craiasca Tipografie a Universitatii Ungariei Dimensiuni: 21 x 13 cm Material: hartie | Filosofia cuvantului si a naravurilor, adeca Loghica si Itica elementare, carora sa pune inainte Istoria filosoficeasca / scrise intaiu latineaste de laudatul profesor Io. Gotlieb Hainechie; Apoi traduse in limba elineasca de dumnealui marele ban Grigorie Brancoveanul; iar acum in limba romaneasca de Eufrosin Dimitrie Poteca, ierom.si profesor de filosofie de la Bucuresti.- Buda : In Craiasca Tipografie a Universitatei Ungariei, 1829 | Biblioteca Academiei Române, Iași       | Cimec    |
|      | Filosofia cuvantului și a năravurilor, adecă Loghica ăi Itica elementare, cărora să pune înainte Istoria filosoficească Autor: Heinceccius, Ioannes Gottlieb | Datare: 1829 Școală: in Craiasca Tipografie a Universitatii Ungariei Dimensiuni: 21 x 13 cm Material: hartie | Filosofia cuvântului și a năravurilor, adecă Loghica și Itica elementare, cărora să pune înainte Istoria filosoficească / scrise întâiu latineaște de lăudatul profesor Io. Gotlieb Hainechie; Apoi traduse în limba elinească de dumnealui marele ban Grigorie Brancoveanul; iar acum în limba românească de Eufrosin Dimitrie Poteca, ierom. și profesor de filosofie de la București, Buda : În Crăiasca Tipografie a Universitatei Ungariei, 1829 | Biblioteca Academiei Române, Iași       | Cimec    |
|      | Mana lui Damaschin | Datare: 1830 Școală: Tipografia Sfintei Mitropolii Dimensiuni: 19 x 12 cm Material: hartie | Mana lui Damaschin, acum întâie oară într-acest chip dată în tipar/. Cu blagoslovenia Prea Sfintitului Mitropolit al Sucevii și Moldovii chir Veniamin Costachi și alcătuita în scurt de iubitorul...smeritul monah Antonie, cu a carei cheltuiala s-au și tipărit. - Iași: În tipografia Sfintei Mitropolii, 1830. Veniamin Costachi 1803-1808, 1812-1821, 1823-1842, patron. Antonie monah, ed. | Biblioteca Academiei Române, Iași       | Cimec    |
|      | Catavasier grecesc și românesc pentru sfintele besearici ale Răsăritului | Datare: 1818 Școală: In Craiasca Tipografie a Universitatii Ungariei Dimensiuni: 18 x 12 cm Material: hartie | Catavasier grecesc și românesc pentru sfintele besearici ale Rasăritului de leagaea grecească neunită și cinstitele paraclisuri a Sfintei de Dumnezeu Nascătoarei, a sfaâtului marelui mucenic Gheorghe și a sfinților imparați și întocma cu apostolii Constantin și Elena. Acum întaia oara dat la tipariu prin Zaharia Carcalechi, Buda, In Craiasca Tipografie a Universitatei Ungariei, 1818. | Biblioteca Academiei Române, Iași       | Cimec    |
|      | Rânduiala cum să cuvine a cânta cei doisprezece psalmi de osebi | Datare: 1820 Dimensiuni: 18 x 13 cm Material: hartie | Rânduiala cum să cuvine a cânta cei doisprezece psalmi de osebi, lânga carea s-au adaos și oarecare rugăciuni foarte umilicioase și de mult folos sufletesc pricinuitoare tălmăcite dă în limba elinească/ Acum aicea tipărită î0n zilele Prealuminatului și Preainăltatului nostru Domn Alexandru Nicolae Șuțu Voevod. Purtand carma cea bisericeasca Preasfintitului si de Dumnezeu alesul Mitropolit, Chirio Dionisie. | Biblioteca Academiei Române, Iași       | Cimec    |
|      | Carte folositoare de suflet despărțită în trei părți | Datare: 1819 Școală: Tipografia Sfintei Mitropolii Dimensiuni: 22 x 16 cm Material: hartie | Carte folositoare de suflet despărțită în trei părți, dintru care cea dintâiu cuprinde învățatură cătră duhovnic. A doao canoanele Sfântului Ioan Postnicul, iar a treia sfatuire cătră cel ce sa marturiseaște/ Tălmăcită din limba grecească. Și acum cu blagoslovenia și toată cheltuiala Prea osființitului nostru Chirio Chir Veniamin, Arhiepiscopul și Mitropolitul a toata Moldavia, s-au tipărit spre folosul cel de obste. Întru întâia domnie a Prea Înălțatului și Prea Luminatului Domnului nostru Io Mihail Grigoriu Sutul Voevod. În Iași: În Tipografia Sfintei Mitropolii 1819. | Biblioteca Academiei Române, Iași       | Cimec    |
|      | Istoria Noului Testament spre întrebuințarea româneștii tinerimi. Tomul al doile | Datare: 1824 Școală: Tipografia Sfintei Mitropolii Dimensiuni: 23 x 19 cm Material: hârtie | Istoria Noului Testament spre întrebuintarea româneștii tinerimi/ Tălămacită de pre limba grecească pre a noastră ramano-moldovenească, de smeritul Veniamin Costache Mitrop. Mold. și tipărită cu a sa cheltuială. În zilele Prealuminatului și Preainălțatului domnului nostru Ioan Sandul Sturza Voevod. Tomul al doile, cuprinzand istoria tinerestii varstei si progatirii lui Iisus Hristos spre petrecerea sa cea in viata norodului, pre acei trei ani aratatei in lume vietii lui pana la mare-ncuviintata sa intrare in Ierusalim.- In orasul Iasi: In Tipografia Sfintei Mitropolii Moldave, 1824: De ierodiaconul Eftimie Andreu. | Biblioteca Academiei Române, Iași       | Cimec    |
|      | Mitologie pe limba românească Autor: Căpătăneanu, Stanciu | Datare: 1830 Dimensiuni: 17,5 x 10,5 cm Material: hârtie | Mitologie pe limba românească de Stanciu Căpățâneanu, profesorul Școalelor Naționale din Craiova. 1830 | Biblioteca Academiei Române, Iași       | Cimec    |
|      | Poezii nouă Autor: Cantacuzino, Ioan | Datare: [1795] Dimensiuni: 4º, 21 x 15 cm Material: hârtie | Poezii nouă alcătuite de I...C... | Biblioteca Academiei Române, Iași       | Cimec    |
|      | Versuri muzicești: ce să cântă la Nașterea Mântuitorului nostru Iisus Hristos și în alte sărbători ale anului Autor: Pann, Anton | Datare: 1830 Școală: In Privileghiata Tipografie Dimensiuni: 18 x 11 x 0,5 cm Material: hârtie | Versuri // muzicești //ce să cântă la Nașterea Mântuitorului // nostru Isus Hristos și în alte sărbători ale anului // compuse // de Anton Pann, // profesorul de muzică al Școlii Naționale // din București. // Tipărite în Privileghiata Tipografie // din // București, // 1830 // | Biblioteca Academiei Române, Iași       | Cimec    |
|      | Cărticică îndemânatecă împotriva celor ce bolesc la ceale pentru adevărul și covârșirea Dfințitelor Scripturi Autor: Papadopol, Nicolae | Datare: 1819 Școală: În Tipografia Sfintei Mitropolii Dimensiuni: 16 x 11 x 1 cm Material: hârtie | Cărticică // îndemânatecă // împotriva celor ce bolesc la // ceale pentru adevărul și covârșirea Sfințitelor Scripturi // Adunată din cărți galicești spre folosul neamului nostrum // de // Nicolae Papadopolu // și scoasă pre limba noastră de // S: V: M: M: // (Veniamin Costache) spre folosul neamului românesc // iară acum tipărită întru acestași // chip precum se veade. Cu cheltu- // iala unui de folosul // patriei sale. // În Tipografia Sfintei Mitropo- // lii, în Iași, la anul 1819 | Biblioteca Academiei Române, Iași       | Cimec    |
|      | Culegere de înțelepciune scrisă în limba grecească Autor: Darvaris, Dimitrie | Datare: 1827 Școală: In Privileghiata Tipografie Dimensiuni: 17 x 11 x 1 cm Material: hârtie | Culegere de înțelepciune scrisă în limba grecească: de Dimitrie Nicolau Darvar, iar acum tălmăcită în cea românească de Iancu Nicolae Moldoveanu. Și acum întâia oară dată în tipariu. La Privileghiata tipografie din București, supt eforia dumnealor boierilor Răducanul Clineceanul, biv vel stolnic, și Dumitrache Topliceanu, biv vel serdar. 1827 | Biblioteca Academiei Române, Iași       | Cimec    |
|      | Diexastikhon paraphrasis tou Hierou Symbolou tes Orthodoxou…Eklesias…kai paraphrasis… Autor: Kontos, Polyzois | Datare: 1829 Școală: Tipografia de curînd întemeiată Dimensiuni: 19 x 11 x 1 cm Material: hârtie | Kontos, Polzois, Diexastikhon paraphrasis tou Hierou Symbolou tes Orthodoxou…Eklesias…kai paraphrasis…, Tălmăcire în strofe de cîte șase versuri a Sfântului Simbol al bisericii ortodoxe răsăritene, sobornicești și apostolicești. | Biblioteca Academiei Române, Iași       | Cimec    |
|      | Plutarh nou sau pe scurt scrierea vieților celor mai vestiți bărbați și muieri a toate neamurile din cele mai vechi vremi până în zilele noastre Autor: Blanchard, Pierre | Datare: 1819 Școală: În Crăiasca Tipografie a Universității Ungariei Dimensiuni: 18 x 11 x 1,5 cm Material: hârtie | Plutarh nou sau pe scurt scrierea vieților celor mai vestiți bărbați și muieri a toate neamurile din cele mai vechi vremi până în zilele noastre. În limba franțozască de Petru Blanchard, dată afară. Iar acum întîiu pentru nația românească pre romaine tălmăcită și dată la lumină, Tomul I. Cu 24 chipuri. Cu toată cheltuiala D. Nicola Nicolau s-au tipărit La Buda, În Crăiasca Tipografie a Universității Ungariei, 1819 | Biblioteca Academiei Române, Iași       | Cimec    |
|      | Plutarh nou sau pe scurt scrierea vieților celor mai vestiți bărbați și muieri a toate neamurile din cele mai vechi vremi până în zilele noastre. T. 2 Autor: Blanchard, Pierre | Datare: 1819 Școală: În Crăiasca Tipografie a Universității Ungariei Dimensiuni: 18 x 11 x 1,5 cm Material: hârtie | Plutarh nou sau pe scurt scrierea vieților celor mai vestiți bărbați și muieri a toate neamurile din cele mai vechi vremi până în zilele noastre. În limba franțozască de Petru Blanchard, dată afară. Iar acum întîiu pentru nația românească pre romaine tălmăcită și dată la lumină, Tomul 2. Cu toată cheltuiala D. Nicola Nicolau s-au tipărit La Buda, În Crăiasca Tipografie a Universității Ungariei, 1819 | Biblioteca Academiei Române, Iași       | Cimec    |
|      | Worterbuchlein Deutsch und Wallachisches. Vocabularium nemțesc și românesc. Autor: Molnár Johann | Datare: 1822 Școală: Im Verlag bez Martin v Hochmeister. Tipărit în Sibiu la K.K. privileghiatul tipograf Martin Hochmeister Dimensiuni: 19 x 12 x 2 cm                                                                                      | Worterbuchlein Deutsch und Wallachisches, Vocabularium nemțesc și românesc. Hermanstadt, Im Verlag bez Martin v Hochmeister. Tipărit în Sibiu la K.K. privileghiatul tipograf Martin Hochmeister, unde și de vânzare se află. 1822 | Biblioteca Academiei Române, Iași       | Cimec    |
|      | Douăsprezece învățături folositoare pentru fimeile aceale îngrecate, pentru ceasul nașterii, pentru Iehusie, pentru chipul a să hrăni copiii acei mici și pentru boalele lor Autor: Chiriacopol, Nicolae | Datare: 1827 Școală: În Tipografia Sfintei Mitropolii Dimensiuni: 19 x 15, 5 x 5 cm Material: hârtie | Douăsprezece învățături folositoare pentru fimeile aceale îngrecate, pentru ceasul nașterii, pentru Iehusie, pentru chipul a să hrăni copiii acei mici și pentru boalele lor, alcătuite de doftorul Nicolae Chiriacopol din Spitalul Sfintei Monastiri Precista din Roman. Și dată în tipariu în zilele Prea Luminatului Domn Ioan Sandu Sturza Voievod In tipografia Sfintei Mitropolii a Moldovei, In Iași. 1827 | Biblioteca Academiei Române, Iași       | Cimec    |
|      | Deutsch-walachische Sprachlehre Autor: Molnár Johann | Datare: 1810 Școală: Bei Martin Hochmeister K.K. priv Buchdrucker und Buchandler Dimensiuni: 18 x 11 x 4 cm Material: hârtie | Deutsch-walachische Sprachlehre/Verfasset von Iohann Molnar von Mullerscheim. Zweyte vermeherte und vermesserte Auflage, Hermanstadt, Bei Martin Hochmeister K.K. priv Buchdrucker und Buchandler, 1810 | Biblioteca Academiei Române, Iași       | Cimec    |
|      | Auzug aus fur Normal und hauptschulen vorgeschreibenen deutschen Sprachiehre Autor: Marki, Anton de | Datare: 1810 Școală: Tschernowitz, Gedrucht bey Petrus Eckhardt, k. K. Buckoviner Preis-Buchdrucker Dimensiuni: 19 x 11,5 x 5 cm Material: hârtie                                                                                            | Auzug aus fur Normal-und Hauptschulen vorgeschreibenen deutschen Sprachiehre in deutscher und wallachischer Sprache, enthaltend das wichtigste der deutschen und wallachischen Sprache.... | Biblioteca Academiei Române, Iași       | Cimec    |
|      | Mărimea romanilor Autor: Montesquieu, Charles | Datare: 1830 Dimensiuni: 17 x 10 x 2 cm Material: hârtie | Mărimea romanilor // sau // băgarea de seamă // asupra pricinilor înălțării și // căderii lor // de // Montesquieu // și // tradusă din franțuzește // de// Stanciu Căpățîneanu ,// profesor Școalelor Naționale din Craiova. 1830. | Biblioteca Academiei Române, Iași       | Cimec    |
|      | Psaltire | Datare: 1651 Școală: În Tipografia Măriei Sale Gh. Racoți Material: hârtie | Psaltire ce să zice, cântarea, a fericitului proroc și impărat David, cu cântările lui Moisii. Și cu suma și cu rânduiașa la toți psalomii. Izvodită cu mare socotință, den izvod jidovesc, pre limba rumânească. Cu agiutoriul lui Dumnezeu și cu îndemnarea și porunce denpreună cu toată cheltuiala a Măriei Sale Gheorghie racoți, cariul Ardealului I prociia. Tiupăritu-s-au întru a Măriei sale tipografie, dentâiu noao, în Ardeal în cetatea Belgradului, 1651, decemvrie 21 | Biblioteca Academiei Române, Iași       | Cimec    |
|      | Șapte taine ale Besearecii Autor: Varlaam, Mitropolit al Moldovei | Datare: 1644 Școală: În Tipariul cel Domnesc Dimensiuni: 20 x 14,5 x 3 cm Material: hârtie | Șapte taine ale besearecii. Tipărită cu învățătura și cu toată cheltuiala Măriei sale Ioan Vasilie Voevoda. Iași În Tipariul cel Domnesc, 1644 | Biblioteca Academiei Române, Iași       | Cimec    |
|      | Meditații poetice Autor: Lamartine, A de | Datare: 1830 Dimensiuni: 15 x 10, 5 x 1 cm Material: hârtie | Meditații poetice dintr-ale lui A. De la Martine; Traduse și alăturate cu alte bucăți originale prin D. I Eliad | Biblioteca Academiei Române, Iași       | Cimec    |
|      | Historie de l'Empire Othoman ou se voyent les causes de son aggradissement et de sa decadence, T 4 Autor: Dimitrie Cantemir | Datare: 1743 Școală: Chez Le Clerc, pere et fils Dimensiuni: 16 x 9,5 x 2,5 cm Material: hârtie | Historie de I'Empire Othoman ou se voyent les causes de son aggradissement et de sa decadence. Avec des notes tres instructives. Par A.A.S. Demetrius cantemir, prince de Moldavie. Traduite en francais par M. de Joncquieres, commandeur, chanoine regulie de I'Ordre Hospitalier du Saint Esprit de Montpellier, Tome 4. A Paris, Chez Nyon fils, 1743 | Biblioteca Academiei Române, Iași       | Cimec    |
|      | Historie de l'Empire Othoman ou se voyent les causes de son aggradissement et de sa decadence, T1 Autor: Dimitrie Cantemir | Datare: 1743 Școală: Chez Le Clerc, pere et fils Dimensiuni: 16 x 9,5 x 2,5 cm Material: hârtie | Historie de I'Empire Othoman ou se voyent les causes de son aggradissement et de sa decadence. Avec des notes tres instructives. Par A.A.S. Demetrius cantemir, prince de Moldavie. Traduite en francais par M. de Joncquieres, commandeur, chanoine regulie de I'Ordre Hospitalier du Saint Esprit de Montpellier, Tome 1. A Paris, Chez Nyon fils, 1743 | Biblioteca Academiei Române, Iași       | Cimec    |
|      | Historie de l'Empire Othoman ou se voyent les causes de son aggradissement et de sa decadence, T 2 Autor: Dimitrie Cantemir | Datare: 1743 Școală: Chez Le Clerc, pere et fils Dimensiuni: 16 x 9,5 x 2,5 cm Material: hârtie | Historie de I'Empire Othoman ou se voyent les causes de son aggradissement et de sa decadence. Avec des notes tres instructives. Par A.A.S. Demetrius cantemir, prince de Moldavie. Traduite en francais par M. de Joncquieres, commandeur, chanoine regulie de I'Ordre Hospitalier du Saint Esprit de Montpellier, Tome 1. A Paris, Chez Nyon fils, 1743 | Biblioteca Academiei Române, Iași       | Cimec    |
|      | Historie de l'Empire Othoman ou se voyent les causes de son aggradissement et de sa decadence, T 3 Autor: Dimitrie Cantemir | Datare: 1743 Școală: Chez Le Clerc, pere et fils Dimensiuni: 16 x 9,5 x 2,5 cm Material: hârtie | Historie de I'Empire Othoman ou se voyent les causes de son aggradissement et de sa decadence. Avec des notes tres instructives. Par A.A.S. Demetrius cantemir, prince de Moldavie. Traduite en francais par M. de Joncquieres, commandeur, chanoine regulie de I'Ordre Hospitalier du Saint Esprit de Montpellier, Tome 3. A Paris, Chez Nyon fils, 1743 | Biblioteca Academiei Române, Iași       | Cimec    |
|      | Tălmăcire românească din tîlcuita învățătură din 12 : cu articule ale credinței, adecă încheeturile Sfîntului Simbol Autor: Kontos, Polyzois | Datare: 1829 Școală: In Tipografia de la Cișmea Dimensiuni: 19 x 12 x 1 cm Material: hârtie | Tălmăcire românească din tîlcuita învățătură din 12 : cu articule ale credinței, adecă încheeturile Sfîntului Simbol de la pravoslavnica și soborniceasca biserică. Și din istoria cea dată în scris de prea înțeleptul și prea sfințitul mitropolit, kir Nichifor Theotoke. Pentru unație și uniți și cine sînt dezghinați și cine sînt dezghinătorii Bisericii. Care acum întîiași dată s-au dat in tipar, rumânește. Cu cheltuiala și ajutoriul cinstiților și bine credincioșilor și râvnitoriifolosului de obște al pravoslavnicilor creștini. Pe care după cuviință și vrednicie afierosit la Preaosființitul și Preaînțeleptul episcope al Râmnicului, chiro chir Neofit. In București, In Tipografia de la Cișmea, 1829 Colligat cu "Ale prea înțeleptului și bine credinciosului mitropolit al Kazanului, kir nichifor Theotoche de la Kerkire, pravoslavnicul răspuns scris și tipărit în hal, în leat 1775. Iar acum s-au dat în stihuri spre folosul de obște al pravoslavnicilor. | Biblioteca Academiei Române, Iași       | Cimec    |
|      | Dovedire împotriva eresului armenilor | Datare: 1824 Dimensiuni: 18,5 x 11 x 1,5 cm Material: hârtie | Dovedire împotriva resului armenilor. Acum tipărită în zilele Prea Înălțatului nostru Grigorie Dimitriu Chica Voievod. Cu blagoslovenia Prea Sfințitului mitropolit a toată Ungrovlahia, kirio kirio Grigorie de carele si s-au adunat și s-au tălmăcit spre folosul neamului nostru. In București, 1824 | Biblioteca Academiei Române, Iași       | Cimec    |
|      | Psaltirea prorocului și împăratului David: în zilele tristilor întâmplări ce s-au început prin Tările Românești din anul 1821 Autor: Prale, Ion | Datare: 1821 Școală: In Tipografia lui D. Franțisc de Șobeși, prin Fridrich Herfurt Dimensiuni: 19 x 15,5 x 2 cm Material: hârtie | Psaltirea prorocului și împăratului David, în versuri alcătuită de micul între muzicoșii sistimii vechi Ioan Prale din Iașul Moldovei, în zilele tristilor întâmplări ce s-au început prin Țările Românești din anul 1821. Spre a să înnoi aducerea aminte de cele ce strigă și spre folosul celor de nația români și a iubitorilor lor. Acum întâi cu cheltuiala sa. La Brașov s-au tipărit în Tipografia D. Franțisk de Șobeli prin Fridrih Herfurt, 1827 | Biblioteca Academiei Române, Iași       | Cimec    |
|      | Pravoslavnica mărturisire a soborniceștii și apostoliceștii Biserici a Răsăritului | Datare: 1827 Școală: In Tipografia Sfintei Mitropolii, la anul 1827. De matei Băbeanul tipograful Dimensiuni: 18 x 10 x 3 cm Material: hârtie                                                                                                | Pravoslavnica mărturisire a soborniceștii și apostoliceștii Biserici a Răsăritului, acum iarăși aicia a treia oară tipărită, în zilele Prea Luminatului și Prea Înălțatului nostrum domn Grigorie Dimitriu Chica Voievod, cu blagoslovenia Preasfințitului Mitropolit al Ungrovlahiei kir Grigorie. În București, In Tipografia Sfintei Mitropolii, la anul 1827. De matei Băbeanul tpograful | Biblioteca Academiei Române, Iași       | Cimec    |
|      | Loghică Autor: Grigorie, Mitropolit al Ungrovlahiei | Datare: 1826 Școală: Tipografia Sfintei Mitropolii, de Stratonic tipograful Dimensiuni: 18 x 11, 5 x 2,5 cm Material: hârtie | Loghica acum întîi s-au tipărit în limba patriei cu îndemânarea Prea Sfințitului Mitropolit al Ungrovlahiei, Kir Grigorie, în zilele bine credinciosului și luminatului nostru domn, Grigorie Chica Voievod, într-al patrulea an al Măriei Sale. Și s-au tipărit cu cheltuiala iubitorului de Dumnezeu, episcop al Ardealului, Kir Grigorie, de care iaste și tălmăcite. In București, In Tipografia Sfintei Mitropolii, în anul Mântuirii 1826 de ieromonahul Stratonic tipograful | Biblioteca Academiei Române, Iași       | Cimec    |
|      | Carte sau lumină cu dreapte dovediri din dogmele Bisericii Răsăritului asupra dejghinării papistașilor Autor: Maxim Peloponesiacul; Antim Ivireanul | Datare: 1699 Școală: Tipografia Domnească Dimensiuni: 20 x 15 x 2 cm Material: hârtie | Carte sau lumină cu dreapte dovediri din dogmele Bisericii Răsăritului asupra dejghinării papistașilor, descoperită și așezată de prea învățatul ieromonah Maxim Peloponesiacul. Acum întîiu tipărită pre limba românească, cu porunca și toată cheltuiala a Prea Luminatului și Înălțatului domn și oblăduitoriu a toată Țara Românească, Ioan Constandin B.B. Voievod, purtînd cîrma pravoslaviei Prea Sfințitului mitropolit kir Teodosie. Și s-au tipărit în Tipografia Domnească în Sfânta Mănăstire în Snagov. La anul de la mântuirea lumii 1699, în luna lui aprilie. De smeritul între ieromonahi Antim Ivireanul. Pentru ca să se dea dar pravoslavnicilor. | Biblioteca Academiei Române, Iași       | Cimec    |
|      | Gramatica românească pentru îndreptatrea tinerilor Autor: Loga, Constantin Diaconovici | Datare: 1822 Școală: In Crăiasca Tipografie a Universității Ungariei Dimensiuni: 20 x 13 x 3 cm Material: hârtie | Gramatica românească pentru îndreptatrea tinerilor acum întâia oară alcătuită prin Constantin Diaconovici Loga al Școalelor Preparande Românești din Ardeal, profesor. La Buda, In Crăiasca Tipografie a Universității Ungariei, 1823 | Biblioteca Academiei Române, Iași       | Cimec    |
|      | Psaltirea prorocului și împăratului David | Datare: 1779 Școală: Tipografia Episcopiei de Mihai Iștvanovici tipograful Material: hârtie | Psaltirea prorocului și împăratului David. Acum într-acestași chip tipărită. In zilele Prea Luminatului Domn Io Alexandru Ipsilant Voievod. Cu blagoslovenia și toată cheltuiala iubitorului de Dumnezeu Chir Chesarie, episcopul râmnicului. In Sfânta Episcopie a Râmnicului, La anul de la zidirea lumii 7287, iară de la Hristos 1779: De popa Constandin Athanasievici: Tipograful Râmnicului | Biblioteca Academiei Române, Iași       | Cimec    |
|      | Îndretarea păcătoșilor adică învățătură cătră cel ce se pocăiește | Datare: 1768 Școală: Tipografia Mitropoliei de diaconul damaschin, tipograful Dimensiuni: 19, 5 x 15 x 1 cm Material: hârtie | Îndretarea păcătoșilor adică învățătură cătră cel ce se pocăiește. Cum să cades ă se ispovidească. Acum întîi tălmăcită de pre limba grecească pre limba românească. Și s-au tipărit în zilele prea Luminatului și prea Înălțatului Domnului nostrum Io Grogorie Ioan calimah Voievod, întru a doua domnie a Măriei Sale. Cu Blagoslovenia și cu toată cheltuiala Preao Sfințitului Mitropolit al Moldaviei Chirio Chir gavril. Intru a Sfinției Sale Tipografie, In Sfânta Mitropolie în iași, La anii de la Hristos 1768. Și s-au tipărit de Diaconul Damaschin | Biblioteca Academiei Române, Iași       | Cimec    |
|      | Ethikai Phantasiai tou en hiereusin ellogimou didaskalou kiriou Polizoe Kontou | Datare: 1820 Școală: Ek tuo en Boukourestio neosystatou Typographeiou Dimensiuni: 18 x 11 cm Material: hârtie | Ethikai Phantasiai tou en hiereusin ellogimou didaskalou kiriou Polizoe Kontou..Ek tuo en Boukourestio neosystatou Typographeiou, 1820 | Biblioteca Academiei Române, Iași       | Cimec    |
|      | Manual de patriotism Autor: Nicola, Iancu | Datare: 1829 Școală: In Tipografia Sfintei Mitropolii Dimensiuni: 18 x 13 x 0,5 cm Material: hârtie | Manual de patriotism tălmăcit și mai mult adăogat de Iancu Nicola. Și acum întîia oară tipărit cu blagoslovenia și toată cheltuiala Preaosființitului Mitropolit Sucevii și Moldovei, Chirio chir Veniamin Costache. In Iași, In Tipografia Sfintei Mitropolii, 1829, iulie | Biblioteca Academiei Române, Iași       | Cimec    |
|      | Starea de acum din oblăduirea gheograficească, orășenească și politicească a prințipaturilor Valahiei și Moldaviei Autor: Tornton, Thomas | Datare: 1826 Școală: In Crăiasca Tipografie a Univeresității Ungare Dimensiuni: 19 x 12,5 x 1 cm Material: hârtie | Starea de acum din oblăduirea gheograficească, orășenească și politicească a prințipaturilor Valahiei și Moldaviei după îngrijirile făcute de o lăcuire de ani cincisprezece, atît în Țarigrad, cît și în împărăția turcească de Thomas Tornton, englezul sol fiind la Țarigrad; tipărită la Paris în anul 1812, iar acum tălmăcită în limba românească și dată în tipariu spre cunoștiința neamurilor acestor doauă prințipaturi de un roman poftitoriu de îndreptarea neravurilor neamului românesc și a sa luminare, spre mărire și bună fericire. La Buda, In Crăiasca Tipografie a Universității Ungar: 1826 | Biblioteca Academiei Române, Iași       | Cimec    |
|      | Nomotesia tou Ioannou Gheoghiou Karatza Autor: Caragea, Ioan Gheorghe | Datare: 1818 Școală: En te Typographia tou Ioan. Bard Dimensiuni: 20 x 12 cm Material: hârtie | Nomotesia tou hypselotatou kai eusebestatou authentou kai hegemonos pases Oungrpblakhias kyriou kyriou Ioannou Georgiou karatza, En Bienne tes Aoustrias, 1818 En te Typographia tou Ioan. Bard. Tzbekiou g | Biblioteca Academiei Române, Iași       | Cimec    |
|      | Prăvălioară adecă molitvenic în scurt | Datare: 1802 Școală: Tipografia Mitropoliei de macarie Iermonah și Pavel Clopotarul, tipografi Dimensiuni: 18 x 14 x 1 cm Material: hârtie                                                                                                   | Prăvălioară adecă molitvenic în scurt pentru ușurința preoților de a să purta. Acum întru acest chip tipărită în zilele Luminatului și pre Înălțatului Domnului nostru Alexandru Nicolae Șuțu Voievod. Întru întîia domnie a Măriei sale. Cu blagoslovenia și cu toată cheltuiala Preosfințitului Mitropolit al Moldaviei kirio kir Iacov. Intru a preosfinției sale tipografie. In sfânta mitropolie în Ieși. La anul de la Iisus Hristos 1802, martie, 12. S-au tipărit de ieromonahul Kir Macarie, duhovnic Sfintei Mitropolii. Și de Pavel Clopotariul, tipograf | Biblioteca Academiei Române, Iași       | Cimec    |
|      | Istoria lui Numa Pompilie al doilea craiu al Romei, Tomul 1-2 Autor: Florian, Jean Pierre | Datare: 1820 Școală: s.n. Dimensiuni: 20 x 14 x 3 cm Material: hârtie | Istoria lui Numa Pompilie al doilea craiu al Romei de Florian, tălmăcită din limba franțuzească de dumnealui postelnicul Alexandru Beldiman și dată în tipariu cu a dumisale cheltuială, spre podoaba limbii românești și îndeletnicirea patriarhilor. In zilele Prea Înălțatului nostru domn al Moldaviei, Mihail Grigoriu Șuțu Voievod, întru al doilea an al domniei Înălțimii sale, la anul 1920, Iași, 1820 | Biblioteca Academiei Române, Iași       | Cimec    |
|      | Oglinda sănătății și a frumuseții omenești Autor: Piscupescu, Ștefan Vasile | Datare: 1829 Școală: În Tipografia de la Cișmea Dimensiuni: 19 x 12 x 3 cm Material: hârtie | Oglinda sănătății și a frumuseții omenești mijloace și leacuri de ocrotirea și de îndreptarea stricăciunilor. Alcătuită și întocmită spre folosul neamului romînesc de Ștefan Vasile Piscupescu dohtorul politiei Bucureștilor a Prințipatului Țării Românești. Și s-au dat în tipar cu cheltuiala dumnealui Vasilie Manole, Epistatul Tipografiei, la care și să află spre vânzare. In București, in Tipografia de la Cișmea, 1829 | Biblioteca Academiei Române, Iași       | Cimec    |
|      | Învățătură teologhicească despre năravurile și datoriile oamenilor creștini | Datare: 1820 Școală: In tipografia lui Ioan Bart Dimensiuni: 30 x 12 x 4 cm Material: hârtie | Învățătură teologhicească despre năravurile și datoriile oamenilor creștini pentru trebuința candidaților de preoție neuniți. Acum întâia oară tipărită cu blagoslovenia Preaosfinției Sale Domnului Vasilie Moga, Episcopului de leagea greească neunită din Ardeal. Sibiu. In Tipografia lui Ioan Bart, 1820 | Biblioteca Academiei Române, Iași       | Cimec    |
|      | Aflavita sufletească spre folosul de obște a tuturor celor ce vor să viețuiască | Datare: 1755 Școală: În Sfânta Mitropolie de Grigorie Stanovici Dimensiuni: 17 x 12 x 3 cm Material: hârtie | Aflavita sufletească spre folosul de obște a tuturor celor ce vor să viețuiască lui Dumnezeu de bună plăcere…Acum întâiu întru același chip tipărită. In zilele prea Luminatului și prea înălțatului Domnului nostru, Io Matei Ghica Voievoda. Cu blagoslovenia și cu toată cheltuiala Preasifințitului Mitropolit Kirio Kir Iacov în Sfânta Mitropolie în Iași, leat 1755 de grigorie Stanovici tipograf | Biblioteca Academiei Române, Iași       | Cimec    |
|      | Gramatică românească Autor: Templea, Radu | Datare: 1797 Școală: In Tipografia lui Petru Bart Dimensiuni: 19 x 11 x 2 cm Material: hârtie | Gramatica românească alcătuită de Radu Templea, Directorul Scoalelor Neunite Naționalicești prin Marele Prințipat al ardealului. Cu slobozenia celor mai mari. Sibiu, In Tipografia lui Petru Bart, 1797 | Biblioteca Academiei Române, Iași       | Cimec    |
|      | Istoria tes Blakhias poliotike kai geographike apo tes arkhaiotates autes katastaseos eos tou 1774 etous Autor: Cantacuzino, Mihail | Datare: 1806 Școală: En bienne tes Aoustrias Dimensiuni: 18 x 12 cm Material: hârtie | Istoria tes Blakhias poliotike kai geographike apo tes arkhaiotates autes katastaseos eos tou 1774 etous//Nyn proton philotimo dapane ekdotheisa ton timiotaton kai philogenon autadelphon Tounousle. En bienne tes Aoustrias, 1806: Para Georgio Bendote | Biblioteca Academiei Române, Iași       | Cimec    |
|      | Khrisoun engolpion/Mineiul de aur Autor: Boghian, Iordachi | Datare: 1816 Dimensiuni: 16 x 11 x 1 cm Material: hârtie | Khrisoun engolpion - Mineiul de aur: carte prea interesitoare tălmăcită din limba franțuzească de un pravoslavnic moldovean iubitoriu de neam și râvnitoriu slăvii și pășitorii neamului său întru știință. Iar acum întâiu dată în tipariu cu chieltuoala dumisale biv vel stolnic Iordachi Boghian prin aceaiași râvnă, Iași, 1816 | Biblioteca Academiei Române, Iași       | Cimec    |
|      | Mai nainte gătire spre cunoștința de Dumnezeu Autor: Darvaris, Dimitrie | Datare: 1818 Dimensiuni: 19 x 12 x 2 cm Material: hârtie | Mai nainte gătire spre cunoștința de dumnezeu prin privirea celor ce sînt tălmăcită din limba grecească de smeritul ieromonah Eufrosin Dimitrie Poteca. Acum întâia oară tipărită cu cheltuiala înaltei Școale Domnești pentru întâia învățătură a pruncilor din Prințipatul Țărei Românești. La Buda. În Crăiasca Tipografie a Universității Ungariei, 1818 | Biblioteca Academiei Române, Iași       | Cimec    |
|      | Synoptike genike historia Autor: Bredow, G.G. | Datare: 1828 Școală: In Tipografia de Curând Intemeiată. Dimensiuni: 19 x 11, 5 x 2 cm Material: hârtie | Synoptike genike historia....ypo G. G. Bredow. Metaphrastheisa de ek tou germanikou para Io. Skarlatou. En Boukorestio. En to Neosystato Typographeio, 1828 | Biblioteca Academiei Române, Iași       | Cimec    |
|      | Sicriul de aur Autor: Apafi Mihaly | Datare: 1683 Școală: In Tipografia Nouă Dimensiuni: 18,5 x 13,5 x 2 cm Material: hârtie | Sicriul de aur, carte de propovedanie la morți scoasă din scripturile sfintei cu porunca și îndemânarea Măriei sale, Apafi Mihail, craiul Ardealului. Tipărită în Tipografia Noao, în Cetate în Sas Sebeș, an 1682, sept, 16 | Biblioteca Academiei Române, Iași       | Cimec    |
|      | Elementuri de filozofie morală Autor: Vamva, Neofit | Datare: 1827 Școală: In Tipografia de la Cișmea Dimensiuni: 18,5 x 11 x 3, 5 cm Material: hârtie | | Biblioteca Academiei Române, Iași       | Cimec    |
|      | Observații sau băgări de seamă asupra regulilor gramaticii românești Autor: Văcărescu, Ianache | Datare: 1787 Școală: La Iosifu, noblu Kurțbek, împărătescu și crăiescul al curții tipografu Dimensiuni: 20 x 12 x 2 cm Material: hârtie | Observații sau băgări de seamă asupra regulilor gramaticii românești, Ianache Văcărescu, cel dă acum dikeofulax a Bisericii cei mari a Răsăritului și mare vistieru a Prințipatului Valahiei. Tălmăcită acum întru al doilea rându în Viena Austriei, la Iosifu, noblu Kurțbek, împărătescu și crăiescul al curții tipografu și bibliopolu, 1787 | Biblioteca Academiei Române, Iași       | Cimec    |
|      | Antropologhia sau scurtă cunoștință despre om Autor: Ungureanu, Pavel Vasici | Datare: 1830 Școală: In Crăiasca Tipografia Universității Ungurești Dimensiuni: XVI, 282, [13] f. Material: hârtie | Antropologhia sau scurtă cunoștință despre om și despre însușirile sale întocmită și întru acest rând adusă de pavel Ungurian al mediținei auzitoriu. Anthropologie cu caractere latine. In Buda, La Crăiasca Tipografia Universității Ungurești, 1830 | Biblioteca Academiei Române, Iași       | Cimec    |
|      | Pravoslavnică învățătură | Datare: 1794 Școală: In Tipografia Mitropoliei Dimensiuni: 138 f. Material: hârtie | Pravoslavnică învățătură acum tipărită pre limba rumânească în zilele prea luminatului Domn Io Alexandru Muruz Voevod. Cu blagoslovenia și toată cheltuiala Prea Sfintii sale părintelui nostru Chirio Chir Dositeiu Arhiepiscopului și Mitropolitului a toată Ungrovlahia. 1794. In tipografia Mitropolicească, În București. De Dimitrie Petrovici Tipo(graf) Buc(ureși) | Biblioteca Academiei Române, Iași       | Cimec    |
|      | Prăvălioară | Datare: 1784 Școală: Tipografia Mitropoliei Dimensiuni: 20 x 14 x 1,5 cm Material: hârtie | Prăvălioară în care cuprinde cele șapte taine bisericești cu care să să desprindă preoții, mai ales duhovnicii care știe începerea și săvârșirea tainii cum să o facă. Și s-au mai adios și osfeștania cea mică cum și câțiva molitve. Spre folosul creștinismului norod. Cu blagoslovenia Preaosfințitului Mitropolit, Kirio Kir Gavril. Intru a Sfinției sale Tipografie, în Sfânta Mitropolie în Iași. În zilele Luminatului Domnului nostru Alexandru Voievod. Intru intâia domnie a Măriei sale. In anii de la Adam 7292. iară de la nașterea lui Hristos 1784, octombrie 24. S-au tipărit de popa Mihaiu Strilbițchi și exarh din Mitropolia Iașului. | Biblioteca Academiei Române, Iași       | Cimec    |
|      | Achilefs La Schiro Autor: Metastasio | Datare: 1797 Școală: Tipografia Martin Hochmeister Dimensiuni: 20 x 12 x 1,5 cm Material: hârtie | Achilefs la Schiro fapta lui chir Metastazie Chesaricescului poetic; acum întâiu tălmăcită de pe grecie de cătră demnealui Iordache Slătineanu, vel paharnic, Sibiu 1797, In Tipografia lui Martin Hochmeister | Biblioteca Academiei Române, Iași       | Cimec    |
|      | Întrebări și răspunsuri teologhicești Autor: Athanasie cel Mare | Datare: 1821 Școală: Tipografia Mitropoliei Dimensiuni: 21 x 14 x 0,5 cm Material: hârtie | Întrebări și răspunsuri teologhicești ale sfântului Atanasie celui Mare. Tălmăcite din limba elinească de cel între monahi Gherontie din Sfânta Monastire Neamțul; și acum a treia oară tipărite cu blagoslovenia și cheltuiala Preasfințitului...Mitropolit a toată Ungrovlahia Chiru Chiru Dionisie, În București, 1821 | Biblioteca Academiei Române, Iași       | Cimec    |
|      | Istoria tes Roumunias i ektesis Autor: Phillipidis, Daniil Dimitrios | Datare: 1816 Școală: Tauschnitz Dimensiuni: 21 x 12 cm Material: hârtie | Historia tes Roumounias...Tomos I, meros I. - Nyn proton syntetheisa kai typois ekdotheisa. - Energi Leipsia tes Saxonias, 1816. | Biblioteca Academiei Române, Iași       | Cimec    |
|      | Precestnyi Akathist, i Moleben Presvetei Bogorodici Autor: Dosoftei, mitropolit al Moldovei | Datare: 1673 Școală: Tipografia Manastirii Uniev Dimensiuni: 19 x 15 cm Material: hârtie | Precestnyi Akathist, i Moleben Presvetei Bogorodici. Kanon Voskresen, i procije Sp[asi]telnye Mol[e]by, ku Gospodu naaemu I[su]sa Hr[is]tu / Tălmăcit de pre limba slovenească, pe limba rumâniască trudoljubiem i tatniem Preosatennego kir...Dsothee, Mitropolity Sucavskago, i vsee Moldavskia Zemle. - V Monastiru Unevskom (Uniev), 1673. | Biblioteca Academiei Române, Iași       | Cimec    |
|      | Istoria tes palai Dakias ta nyn Transilvanias, Blakhias, kai Moldauias, T 1 Autor: Photinos, Dionyssios | Datare: 1818 Școală: Tipografia Bartolomeu Zweck Dimensiuni: 18,5 x 12 cm Material: hârtie | Istoria tes palai Dakias ta nyn Transilvanias, Blakhias, kai Moldauias/ Ek diaphoron palaion neoteron syngrapheon syneranistheisa para Dionysiou Photheinou. - Energi Bienne tes Aoustias (Viena),1818: Ek tou Typographeiou Io. Barthol. Zbekiou. | Biblioteca Academiei Române, Iași       | Cimec    |
|      | Istoria tes palai Dakias ta nyn Transilvanias, Blakhias, kai Moldauias, T 3 Autor: Photinos, Dionyssios | Datare: 1818 Școală: Tipografia Bartolomeu Zweck Dimensiuni: 19 x 12 cm Material: hârtie | Istoria tes palai Dakias ta nyn Transilvanias, Blakhias, kai Moldauias/ Ek diaphoron palaion neoteron syngrapheon syneranistheisa para Dionysiou Photheinou. - Energi Bienne tes Aoustias (Viena),1818: Ek tou Typographeiou Io. Barthol. Zbekiou, T 3 | Biblioteca Academiei Române, Iași       | Cimec    |
|      | Diregatoriul bunei crestere spre indreptarea multor parinti si bun folosul tinerimii romane Autor: Bojinca, Damaschin | Datare: 1830 Școală: In Craiasca Tipografie a Universitatii Unguresti Dimensiuni: 20 x 12 cm Material: hârtie | Diregătoriul bunei-creștere spre îndreptarea multor părinți și bun-folosul tinerimei române = Directorium bonae Educationis / tesut de damaschin T. Bojinca, în Crăimea Ungariei și alturatele ei părti jurat advocat. - Buda, La Crăiasca Tipografia a Universități Ungurești, 1830. | Biblioteca Academiei Române, Iași       | Cimec    |
|      | Atarnare in loc de scrisoare asupra tarafului ochelistilor pentru firea a toata lumea Autor: Vulgaris, Evghenie | Datare: 1819 Școală: Tipografia Mitropoliei Dimensiuni: 24 x 18 cm Material: hârtie | Atarnare in loc de scrisoare asupra tarafului ochelistilor pentru firea a toata lumea / S-au talamacit si s-au adunat de inteleptul dascal Petru Stamatiadi. - [Iasi], 1819. Stamatiadi, Petru, trad. | Biblioteca Academiei Române, Iași       | Cimec    |
|      | Învătatura creștinească sau catehismul cel mare | Datare: 1806 Școală: Tiparit cu cheltuiala Craestii Tipografii a Universitatei Unguresti Dimensiuni: 18 x 9 cm Material: hârtie | Învățătura creștinească sau catehismul cel mare cu întrebărișsi răspunsuri alcătuit, întocmit și acum pentru folosul școalelor românești celor din Țeara Ungurească și din părțile ei împreunate. Buda, 1806 : Tipărit cu cheltuiala Craeștii Tipografii a Universitatei Ungurești. | Biblioteca Academiei Române, Iași       | Cimec    |
|      | Patima și moartea Domnului și Mântuitorului nostru Iisus Hristos Autor: Aaron, Vasile | Datare: 1808 Școală: Tipografia lui Ioan Bart Dimensiuni: 18,5 x 11,5 cm Material: hârtie | Patima și moartea Domnului și Mântuitorului nostru Isus Hristos. Sibiu,În Tipografia lui Ioan Bart, 1829. | Biblioteca Academiei Române, Iași       | Cimec    |
|      | Psaltirea prorocului și împăratului David | Datare: 1825 Școală: Tipografia lui Ioan Bart Dimensiuni: 18 x 11 cm Material: hârtie | Psaltirea prorocului și împăratului David. Sibiu. În Privileghiata Tipografie a lui Ioan Bart, 1825. | Biblioteca Academiei Române, Iași       | Cimec    |
|      | Satyres traduites de russe en francais avec l'histoire de sa vie Autor: Antiochus Cantemir | Datare: 1750 Școală: Jean Nourse Dimensiuni: 16,5 x 10 cm Material: hârtie | Cantemir, Antioh Satyres, traduites de russe en francais avec l'histoire de sa vie, Antiochus Cantemir. A Londre, Chez Jean Nourse, 1750 | Biblioteca Academiei Române, Iași       | Cimec    |
|      | Urmare întru sfanta duminica a Pastelui și întru toată săptămâna ce Luminată | Datare: 1821 Școală: In Tipografia Sfintei Mitropolii Dimensiuni: 19 x 12 cm Material: hârtie | Urmare întru sfânta duminică a Paștelui și întru toata săptămâna ce Luminata/ Acum înitru acestași chip tipărită. Cu blagoslovenia Preaosfiintiei Sale Chirio Chir Veniamin, Arhiepiscop și Mitopolit a toat Moldavia, Iași, În Tipografia Sfintei Mitropoli, 1821. | Biblioteca Academiei Române, Iași       | Cimec    |
|      | Orthodoxos didaskalia... Autor: Pigas, Meletie | Datare: 1769 Școală: Tipografia Mitropoliei Dimensiuni: 21 x 14 cm Material: hârtie | Orthodoxos Didaskalia...Pany ophelimos tois orthodoxies Khristianois, kai eskemennos tauten anaginoskousi, Nyn de deuteron typois.../ Syngrapheisa men para tou Makarioutatou kai Sophotatou Patriarkhou tes megales Poleos Alexandreias, Kyriou Meletiou tou Pega; Epimeleia kai dapane tou Makarioutatou, kai Sophologiotatou ton Herosolymon Patriarkhou, Kyriou Ephraim; Di epidiorthoseios tou panasiologiotatou Protosyngellou Kaisariou. [Energi Boukourestio]: Energi te Typographia tou...Metropolitou Kyriou Gregoriou, 1769: Para Gregorio Hieromonakho Typ. | Biblioteca Academiei Române, Iași       | Cimec    |
|      | Prescurtarea istoriei universale, T 1 Autor: Anastasie Stagiritul | Datare: 1826 Școală: privileghiata Tipografie, supt eforia boierilor Raducanu Clinceanu, biv vel stolnic, si Dimitrache Topliceanul, biv vel serdar Dimensiuni: 21 x 17 cm Material: hârtie                                                  | Prescurtarea istoriei universale/ Tălmăcită după limba cea elinească în limba noastră românească, și închinată la iubitoriul de neam, marele logofat și vistier al Prințipatului Valahiei Domn Mihail Dimitrie Ghica/ Cu a căruia osârdie și cheltuială s-au tipărit spre trebuinta scoalelor noastre și obștescul folos al neamului românesc, Anastasie Stagiritul, Grigorie, egumen al Minăstirii Sfântului Ioan din București, Tomul 1. București : privileghiata Tipografie, 1826-1827. | Biblioteca Academiei Române, Iași       | Cimec    |
|      | Prescurtarea istoriei universale, T 2 Autor: Anastasie Stagiritul | Datare: 1826 Școală: privileghiata Tipografie, supt eforia boierilor Raducanu Clinceanu, biv vel stolnic, si Dimitrache Topliceanul, biv vel serdar Dimensiuni: 22 x 16,5 cm Material: hârtie                                                | Prescurtarea istoriei universale/ Tălmăcita după limba cea elinească în limba noastră românească, și închinată la iubitoriul de neam, marele logofăt și vistier al Prințipatului Valahiei Domn Mihail Dimitrie Ghica/ Cu a căruia osârdie și cheltuială s-au tipărit spre trebuința scoalelor noastre și obștescul folos al neamului românesc, Anastasie Stagiritul, Grigorie, egumen al Mănăstirii Sfântului Ioan din București, Tomul 2. București : privileghiata Tipografie, 1826-1827. | Biblioteca Academiei Române, Iași       | Cimec    |
|      | Prescurtarea istoriei universale, T 3 Autor: Anastasie Stagiritul | Datare: 1827 Școală: privileghiata Tipografie, supt eforia boierilor Raducanu Clinceanu, biv vel stolnic, si Dimitrache Topliceanul, biv vel serdar Dimensiuni: 22 x 16 cm Material: hârtie                                                  | Prescurtarea istoriei universale/ Tălmăcita după limba cea elinească în limba noastră românească, și închinată la iubitoriul de neam, marele logofăt și vistier al Prințipatului Valahiei Domn Mihail Dimitrie Ghica/ Cu a căruia osârdie și cheltuială s-au tipărit spre trebuința scoalelor noastre și obștescul folos al neamului românesc, Anastasie Stagiritul, Grigorie, egumen al Mănăstirii Sfântului Ioan din București, Tomul 2. București : privileghiata Tipografie, 1826-1827. | Biblioteca Academiei Române, Iași       | Cimec    |
|      | Prescurtarea istoriei universale, T 4 Autor: Anastasie Stagiritul | Datare: 1827 Școală: privileghiata Tipografie, supt eforia boierilor Raducanu Clinceanu, biv vel stolnic, si Dimitrache Topliceanul, biv vel serdar Dimensiuni: 22 x 16,5 cm Material: hârtie                                                | Prescurtarea istoriei universale/ Tălmăcita după limba cea elinească în limba noastră românească, și închinată la iubitoriul de neam, marele logofăt și vistier al Prințipatului Valahiei Domn Mihail Dimitrie Ghica/ Cu a căruia osârdie și cheltuială s-au tipărit spre trebuința scoalelor noastre și obștescul folos al neamului românesc, Anastasie Stagiritul, Grigorie, egumen al Mănăstirii Sfântului Ioan din București, Tomul 2. București : privileghiata Tipografie, 1826-1827. | Biblioteca Academiei Române, Iași       | Cimec    |
|      | Scrisoarea Moldovei Autor: Dimitrie Cantemir | Datare: 1825 Școală: Tipografia Manastirii Neamt Dimensiuni: 21 x 17 cm Material: hârtie | Scrisoarea Moldovei...carea acum întâiu s-au tipărit în zilele binecredinciosului și de Iisus iubitoriului Domnului nostru Ioan Sandu Sturza Voievod cu blagoslovenia Prea Sfințitului arhiepiscop și Mitropolit chir Veniamin. Pe vremea Prea Cuviosului stareț al Sfintelor Mănăstiri Neamțul și Secul, 1825, chir Dometian / de Dimitrie Cantemir, Domnul ei | Biblioteca Academiei Române, Iași       | Cimec    |
|      | Liturghie: Sfânta și Dumnezeiasca | Datare: 1702 Școală: Tipografia Domnească Dimensiuni: 4° (22 x 15 cm) Material: hârtie | Sfânta și Dumnezaiasca Liturghie A Sfîntului Ioan Zlatoust, a Marelui Vasilie, și a Sfântului Grigorie Dvoeslov, Carea iaste Prejdesscena Carea acum de nou sau tipărit, și în lumină s-au dat, întru folosul tuturor Preoților, și Diiaconilor, ca să poată pre lesne a sluji cum să cade pre rînduiala ei, den izvoadele Grecești, Tipicul pre limba Rumâneasca, scos și tocmit, din porunca și osârdiia împreună si toată cheltuiala a prea cinstitului, jupân Șărban Cantacuzino Vel, Paharnic. Întru zilele Prea luminatului Blagocestivului Domn Io Costantin Basarab Voevoda îndireptînd Cîrma sfintei Beseareci Prea sfințitul Kir THeodosie Arhiepiscopul a toată Ugrovlahiia Tiparitu-s-au în Sîfnta Episcopie de la Buzău În Tipografia Domnească La Anul dela zidirea Lumii 1702 | Biblioteca Academiei Române, Iași       | Cimec    |
|      | Viața Sfântului Vasilie cel Nou | Datare: 1816 Școală: În sfânta Episcopie a Râmnicului; de Dimitrie Mihailo Popovici, tipograf râmnicean și de Gheorghie Pop i Nicoilae tipografii fiiii săi Dimensiuni: 4° (23 x 18 cm) Material: hârtie                                     | Viața Sfântului Vasilie cel Nou și înfricoșatele vămi ale văzduhului și dreapta judecată pre care le-au văzut Grigorie, prin rugăciunile Sfântului vasilie cel Nou care s-au scris pre limba elinească de același Grigorie / Cu blagoslovenia prea sfințiii sale iubitoriului de Dumnezeu, chir Galaction, Episcop Râmnicului; Cu chieltuiala cocoanei Elencăi doftoriții Darvari // În sfânta Episcopie a Râmnicului, 1816, de Dimitrie Mihailo Popovici, tipograf râmnicean și de Gheorghie Pop i Nicoilae tipografii fiiii săi | Biblioteca Academiei Române, Iași       | Cimec    |
|      | Tragodia lui Orest Autor: Voltaire; Beldiman, Alecu, trad. | Datare: 1820 Școală: În Crăiasca Tipografie a Universității Ungurești Dimensiuni: 4° (22 x 18 cm) Material: hârtie | Tragodia lui Orest de prea învățatul și cu învăpăiata dragoste spre procopsirea Neamului Românesc marele postelnic Alexandru Beldiman. Acum întâiu tălmăcită din limba franțozească în cea românească. La Buda În crăiasca Tipografie a Universitatei Ungariei 1820. | Biblioteca Academiei Române, Iași       | Cimec    |
|      | Bibliia | Datare: 1819 Școală: Tipografia lui Nicolae Grecea Dimensiuni: 4° (24 x 14 cm) Material: hârtie | Biblia : adecă Dumnezeiasca scriptură a legii vechi și aceii noao | Biblioteca Academiei Române, Iași       | Cimec    |
|      | Atârnare în loc de scrisoare asupra trataului ocheliștilor pentru firea a toată lumea Autor: Vulgaris, Evghenie | Datare: 1819 Dimensiuni: 4° (24 x 18 cm) Material: hârtie | Atârnare în loc de scrisoare asupra trataului ocheliștilor pentru firea a toată lumea / S-au tălmăcit și s-au adunat de înțeleptul dascăl Petru Stamatiad | Biblioteca Academiei Române, Iași       | Cimec    |
|      | Carte de rugăciuni rumânește : pentru cearerea de la Milostivul Dumnezeu, ca să dea biruință Creștineștilor Pravoslavnicilor Oști asupra împotrivnicilor. | Datare: 1809 Școală: Tipografia Mitropoliei Dimensiuni: 4° (20 x 16 cm) Material: hârtie | Întru slava sfintei Ceii de oființă, și nedespărțitei Troițe, a Tatălui, a Fiului, și a Sfântului Duh Cu Blagosloveniia Prea sfîntului îndreptătoriului Sinod, și cu oserdia preaosfințitului Mitropolit și Exarh Gavril, s-au tălmăcit din limba Slovenească, și s-au tipărit această Carte de rugăciuni rumânește, pentru cearerea de la Milostivul Dumnezeu, ca să dea biruință Creștineștilor Pravoslavnicilor Oști asupra împotrivnicilor. Cu Paraclis de mulțămire pentru Câștigarea cererii, pre cum și cu alt Paraclis care să cântă la 12 Martie, și la 15 Septemvrie, la zioa Suirii în Scaunul Împărătesc, și la a Coronații Preablagocestivului nostru împărat Alexandru I. Și cu Tipicul cum să cântă Paraclisul în Praznicile prea Înălțatelor Nume a Împărăteștilor Sale Măriri, și ale altora din prea luminata împărăteasca Familie, spre folosul, și pentru datoriia care are partea Bisericească a săvîrși aceste Rugăciuni pe la toate Bisericile în vremea sa             | Biblioteca Academiei Române, Iași       | Cimec    |
|      | Două cuvinte ale sfântului Cassian Râmleanul pline de tot fealul de folos D[u]hovnicesc Autor: Cassiasus, Romanus | Datare: 1825 Școală: Tipografia Sfintei Mitropolii Dimensiuni: 4° (22 x 17 cm) Material: hârtie | Două cuvinte ale sfântului Cassian Râmleanul pline de tot fealul de folos D[u]hovnicesc. Acum întâiaș dată tipărite în zilele prea înălțatului și prea luminatului nostru Domn Grigorie Dimitrie Ghica Vvdd: cu blagosloveniia si cheltuiala Prea sf[i]nțitului Mitropolit a toată Ungrovlahiia Chiriu Chiriu Grigorie. În București. În Tipografia sf[i]ntei Mitropolii, la leat [1825] de Ieromonahul Stratonic Tipograf. | Biblioteca Academiei Române, Iași       | Cimec    |
|      | Învățături de multe științe : Folositoare Copiilor Creștinești cei ce vor vrea să înveațe și să știe Dumnezeeasca Scriptură Autor: Kontos, Polyzois | Datare: 1811 Școală: Tipografia lui Ioan Bart Dimensiuni: 4° (24 x 19 cm) Material: hârtie | Învățături de multe științe Folositoare Copiilor Creștinești cei ce vor vrea să înveațe și să știe Dumnezeeasca Scriptură Așăzate de Dascălul Polyzoi Contu Ioannitul, și tipărite în Viena, 1806 Iar acum tâlmăcite dupre cea Grecească pre limba Românească, cu osârdia și osteneala Smeritului Arhimandrit Kir Nicodim Greceanul, cu a căruia cheltueală s-au și tipărit spre folosul neamului Românesc Îndreptându-să prin cercetarea prea sfințitului Episcop al Argeșului Kir Iosif Sibii În Tipografia lui Ioann Bart 1811 | Biblioteca Academiei Române, Iași       | Cimec    |
|      | Slujba cuviosului părintelui nostru Dimitrie de la Basarabov | Datare: 1801 Școală: Tipografia Sfintei Mitropolii Dimensiuni: 4° (23 x 18 cm) Material: hârtie | Slijba Cuviosului Părintelui nostru Dimitrie de la Basarabov, Carele să prăznuiaște în 27 de zile ale Lunii lui Octombrie Alcătuită de pre sfințiia sa Părintelor Mireon, Kir Filaret, afară de Canoane și de Troparele de la Hlavite. Lângă carea s-au adaos acum, și Pătimirea Sf[â]ntului Mucenic Ioann Românul. Și slujba sf[â]ntului M[u]c[e]nic Ioann de la Sociavă. Încă și minunea Arhanghelului Gavriil din Adin. Tipărită întru acest chip, în zilele Prea Luminatului și prea Înălțatului Domnului nostru Io Alexandru Constandin Muruz Voevod Cu Blagosloveniia și toată chieltuiala prea-sfințitului Mitropolit al Ungrovlahiei Kiriu Kir Dositheiu În Sf[â]nta Mitropolie a Bucureștilor. la anul mântuirii 1801 în luna lui Octom[brie]. De Stanciul Tip. Bucureșteanul | Biblioteca Academiei Române, Iași       | Cimec    |
|      | Adoleshia Filotheos adecă Îndeletnicire iubitoare de Dumnezeu, Vol. 3 | Datare: 1819 Școală: Tipografia Sfintei Mitropolii Dimensiuni: 4° (24 x 18 cm) Material: hârtie | Adoleshia Filotheos adecă Îndeletnicire Iubitoare de D[u]mnezeu adecă din cetirea Cărții celor cinci Sf[i]nțite Scripturi ale lui Moysi, înțealeageri de suflet folositoare și mîntuitoare: Alcătuită de Arhiepiscopul Evghenie Vulgariul și acum pre limba românească tălmăcită și tipărită: de S.V.M.M. În zilele prea Înălțatului Domn Scarlat Alexandru Callimahi Voevod...Vol. 3 | Biblioteca Academiei Române, Iași       | Cimec    |
|      | Adoleshia Filotheos adecă Îndeletnicire iubitoare de Dumnezeu: Vol. 5 | Datare: 1819 Școală: Tipografia Sfintei Mitropolii Dimensiuni: 4° (24 x 18 cm) Material: hârtie | Adoleshia Filotheos adecă Îndeletnicire Iubitoare de D[u]mnezeu adecă din cetirea Cărții celor cinci Sf[i]nțite Scripturi ale lui Moysi, înțealeageri de suflet folositoare și mîntuitoare: Alcătuită de Arhiepiscopul Evghenie Vulgariul și acum pre limba românească tălmăcită și tipărită: de S.V.M.M. În zilele prea Înălțatului Domn Scarlat Alexandru Callimahi Voevod...Vol. 5 | Biblioteca Academiei Române, Iași       | Cimec    |
|      | Filosofia cuvântului și a năravurilor, adecă Loghica și Ithica elementare scrise întâiu latinesce de lăudatul profesor Gottlieb Ainekie, acum în limba românească de Eufrosin Dimitrie Poteca Autor: Gottlieb, Ainekie; Poteca, Eufrosin Dimitrie | Datare: 1829 Școală: Crăiasca Tipografie a Universității Ungurești Dimensiuni: 4° (21 x 13 cm) Material: hârtie | Filosofia cuvântului și a năravurilor adecă Loghika și Ithica Elementare cărora să pune înainte Istoria Filosoficească scrise întâiu latinesce de lăudatul Profesor Io. Gottlieb Ainekie, fiind în kathedra filos. din Alla. Apoi traduse în limba elinească de Dumnealui Marele Ban Grigorie Brâncoveanu, iar acum în limba Româneasca de Eufrosin Dimitrie Poteca, Ierom. si Profesor de Filosofie dela București spre povățuire la lețiile sale de filosofie. Logica und Moral-Pphilosophie walachisch. La Buda în Crăiasca Tipografie a Universitatei Ungariei 1829 | Biblioteca Academiei Române, Iași       | Cimec    |
|      | Propovedanii la Îngropăciunea oamenilor morți, culease de Petru Maior de Dicio Sânt-Martin Autor: Maior, Petru | Datare: 1809 Școală: Crăiasca Tipografie a Universității Ungurești Dimensiuni: 4° (22 x 139cm) Material: hârtie | Propovedanii la Îngropăciunea oamenilor morți culease de Petru Maior de Dicio Sânt-Martin paroh Sas-Reghinului, și protopop Gurghiului în Ardeal precum Și la Înălțatul crăescul Locumtenențiale Consilium al Ungariei crăesc cărților revizor. La Buda În crăiasca Typografie a Universității Ungurești în anul 1809. | Biblioteca Academiei Române, Iași       | Cimec    |
|      | Didahii adecă învățături pentru creașterea fiilor, la îngropăciunea pruncilor morți : culease de Petru Maior Autor: Maior, Petru | Datare: 1809 Școală: În Crăiasca Tipografie a Universității Ungurești Dimensiuni: 4° (22 x 18 cm) Material: hârtie | Didahii adecă învățături pentru creașterea fiilor. La îngropăciunea pruncilor morți culease de Petru Maior de Dicio Samartin paroh Sas-Reghinului, și protopop Gurghiului în Ardeal precum și la înălțatul crăescul Locumtenentiale Consilium al Ungariei crăesc cărților revizor. La Buda În crăiasca typografie a Universității Ungurești. În anul 1809. | Biblioteca Academiei Române, Iași       | Cimec    |
|      | Psaltirea Prorocului și Împăratului David | Datare: 1805 Școală: În Tipografia lui Ioan Bart Dimensiuni: 4° (22 x 17 cm) Material: hârtie | Psaltirea Prorocului și Împăratului David acum a doaoa oară tipărită în zilele prealuminatului, și preaînălțatului Împărat Franțiscus al Douilea Sibii, în Tipografia lui Ioann Bart 1805 | Biblioteca Academiei Române, Iași       | Cimec    |
|      | Psaltirea prorocului și împăratului David | Datare: 1817 Școală: În Tipografia Sfintei Mitropolii Dimensiuni: 4° (23 x 18 cm) Material: hârtie | Psaltirea Fericitului Proroc Împăratului David Cu rugăciuni dupa cathisme, și Cântarile lui Moisi: Cu psalmi aleși, și cu pripealele lor Cu Paraclisul Născătoarei de Dumnezeu al doilea, cu pashalie, pe 56 de ani. Acum tipărită, în zilele Prealuminatului Domn Scarlat Calimahi Voevod. Prin oserdiia și cheltuiala Prea osfințitului Mitropolit al Moldaviei Kirio Kirio Veniamin Întru al cincelea an al Arhipăstoriei sale după a doua cheimare și suire la scaunul sfintei Mitropolii În Tipografiia sfintei Mitropolii, în Iași La anul de la Hristos 1817 | Biblioteca Academiei Române, Iași       | Cimec    |
|      | Carte de învățături creștinești despre deșertăciunea lumii și datoriia omului | Datare: 1805-1806 Școală: În Tipografia Sfintei Mitropolii, Cu cheltuiala și tiparul Seminarului Dimensiuni: 4° (22 x 18 cm) Material: hârtie                                                                                                | Carte de învățături creștinești despre deșertăciunea lumii, și datoriia omului în fiește ce stat din S.S. Scripturi culease și întărite pre scurt pentru mai lesne înțălegerea și procopseala, pre limba rumânească așezată de prea osfințitului, și prea luminatul domn excelențiia sa Ioann Bobb Vlădicul Făgărașului și a prea înaltei Chesaro Crăești mărimi sfeatnic din lăuntru tipărită în Blaj la mitropolie annul dela Hs.1805 (cu cheltuiala și Tipariul Seminariului) | Biblioteca Academiei Române, Iași       | Cimec    |
|      | Alfavita sufletească | Datare: 1803 Școală: Tipografia lui Ioan Bart Dimensiuni: 4° (22 x 18 cm) Material: hârtie | Întru slava sfintei ceii de o ființă și nedespărțitei Troițe, Tatălui și Fiului și Sfîntului Duh. Alfavita Sufletească, Care s-au tipărit în zilele prea înălțatului Împărat al Românilor, Franșisc al Douilea. Fiind Gubernator Țării Ardealului Exelențiia sa D. D. Grof Gheorghie Banfii. Cu blagoslovenia cinstitului Conzistoriumului al neuniților. Fiind Vicariș Clerului Ioann Popovici de Hondol. Sibii, În Chesaro Creiasca privileghiiata Tipografiia alui, Ioann Bart. 1803. | Biblioteca Academiei Române, Iași       | Cimec    |
|      | Kekragarion : Adecă Patru Cărți. Întîia, Cugetări. A doa, Singuratece Cuvinte. A treia, Pentru Privirea lui Hristos. A patra, Pentru zdrobirea inimii Autor: Augustin, episcopul Ipponiei | Datare: 1814 Școală: În Tipografia Sfintei Mănăstiri Dimensiuni: 4° (22 x 17 cm) Material: hârtie | Kecragarion al Dumnezeescului și sfințitului Augustin Episcopului Ipponie Adecă Patru Cărți. Întîia, Cugetări. A doa, Singuratece Cuvinte. A treia, Pentru Privirea lui Hristos. A patra, Pentru zdrobirea inimii. Întru care să cuprind laude și rugăciuni și mulțemiri prea fierbinți Pre care Dumnezeescul Părinte neîncetat înălțîndu-se cătră Dumnezeu, Striga. Care s-au tălmăcit de cuvioșii Dascăli Gherontie și Grigorie. Și acum întâiu s-au dat în tipariu, cu Blagosloveniia și chieltuiala Prea osfinții sale Kiriu Kir Veniamin, Arhiepiscop și Mitropolit a toată Moldaviia. În Tip. Sfintei Mănăstiri Neamțul. În vremea Cuv. Arhim. și Stareț Kir Silvestru În anul de la Hristos 1814 iunie 5. | Biblioteca Academiei Române, Iași       | Cimec    |